# Religión en Guatemala
Guatemala no tiene religión oficial, ya que la Constitución Política de 1985 declara que el país es un estado laico. El país tampoco cuenta con un censo oficial acerca de la afiliación religiosa, aunque las estadísticas señalan que la religión cristiana predomina en el territorio, alcanzando cerca de un 88%. Sin embargo, Guatemala también cuenta con presencia de otro tipo de credos o incluso laicos; reunidos los agnósticos (0.93 %), ateos (0.84 %) y no religiosos (10%) entre todos oscilarían un 11% de irreligiosos. Otras creencias como las religiones étnicas (0.84 %), espiritistas (0.21 %) y demás alcanzarían juntas hasta un dos por ciento de guatemaltecos. 
Los feligreses cristianos en Guatemala se encuentran divididos en dos grandes grupos: católicos y evangélicos o protestantes. El porcentaje entre estos dos grupos varía dependiendo la fuente de las encuestas; según datos del XXI Censo de Guatemala de 2002 el cristianismo más profesado era el católico; por su parte los datos oficiales recientes de la Iglesia católica y la asociación Ayuda para la Iglesia necesitada, el cristianismo predominante se reúne al agrupar a las diferentes confesiones protestantes, siendo la denominación con mayor número de miembros la Iglesia pentecostal. Sin embargo en la década de 2010 las encuestas posicionaron a los cristianos católicos y cristianos evangélicos en porcentajes similares (4 de cada 10), siendo el número de los católicos un poco superior al de los evangélicos. Entrando a la década de 2020, según una encuesta de Latinobarómetro entre octubre y diciembre del 2020 donde 1000 personas fueron evaluadas, la religión y creencia predominante es el evangelicalismo, sin especificar denominación, con el 41,3%, seguido del catolicismo con el 41.2 %. En 2023, después de 3 años, Latinobarómetro sacaría otra nueva encuesta donde se revelaría que la religión protestante creció del 42.8% al 46.1%, en cambio, en el muestreo el catolicismo mostraría un ascenso del 41.2% al 42.4%. De la rama del Protestantismo, en el país la más extensa es el Evangelicalismo. En 2020, Los evangélicos se convirtieron en mayoría en el país, Guatemala fue el primer país con población de mayoría evangélica en América Latina. En 2024, Latinobarómetro determinó una reducción de protestantes y católicos (en mayor medida en los primeros) en favor de los ateos y agnósticos.
| Religión         | Porcentaje (2024) | Porcentaje (2023) | Frecuencia |
| ---------------- | ----------------- | ----------------- | ---------- |
| Protestantismo   | 40%               | 46,1%             | 457        |
| Catolicismo      | 39%               | 42,8%             | 424        |
| Irreligión       | 18%               | 11,1%             | 110        |
| Otras Religiones | 0,0%              | 0,0%              | 0          |
| Total            | 100%              | 100%              | 991        |

#### Religión por Área Geográfica
Datos hasta Latinobarometro 2023, desglosado en área geográfica.
| Área Geográfica             | Creyentes | Evangélico | Católicos | Irreligión | Otros | #   |
| --------------------------- | --------- | ---------- | --------- | ---------- | ----- | --- |
| Guatemala Metropolitana     | 84,4      | 45,2       | 39,2      | 15,6       | 0,0   | 199 |
| Ciudades +10 000 habitantes | 89,9      | 47,5       | 42,4      | 10,1       | 0,0   | 238 |
| Resto País                  | 90,0      | 45,8       | 44,2      | 9,9        | 0,0   | 554 |
| Guatemala                   | 88,9%     | 46,1%      | 42,8%     | 11,1%      | 0,0%  | 991 |

#### Religión por Departamento de Guatemala
Datos hasta Latinobarometro 2020, desglosado en departamentos. Las personas más creyentes se encuentran en la región de Occidente, los evangélicos se concentran en la Costa Sur y Occidente de Guatemala, los católicos son predominantes en los departamentos de Oriente y Centro mientras los ateos están más presentes en Petén y algunas partes de Costa Sur y Oriente. El área metropolitana concentra mucha diversidad de creencias.
| Departamento   | Creyentes | Evangélico | Católicos | Irreligión | Otros |
| -------------- | --------- | ---------- | --------- | ---------- | ----- |
| Alta Verapaz   | 88,9      | 42,2       | 45,6      | 11,1       | 1,1   |
| Baja Verapaz   | 100       | 60,0       | 40,0      | 0,0        | 0,0   |
| Chimaltenango  | 93,3      | 23,3       | 66,7      | 6,7        | 3,3   |
| Chiquimula     | 73,3      | 20,0       | 53,3      | 26,7       | 0,0   |
| El Progreso    | 90,0      | 10,0       | 80,0      | 10,0       | 0,0   |
| Escuintla      | 79,2      | 52,1       | 25,0      | 20,8       | 2,1   |
| Guatemala      | 84,5      | 37,5       | 44,0      | 15,5       | 3,0   |
| Huehuetenango  | 84,3      | 35,7       | 45,7      | 15,7       | 2,9   |
| Izabal         | 90,0      | 36,7       | 53,3      | 10,0       | 0,0   |
| Jalapa         | 89,5      | 42,1       | 47,4      | 10,5       | 0,0   |
| Jutiapa        | 80,0      | 36,7       | 36,7      | 20,0       | 0,0   |
| Petén          | 68,0      | 36,0       | 32,0      | 32,0       | 0,0   |
| Quetzaltenango | 87,8      | 44,9       | 38,8      | 12,2       | 4,0   |
| Quiché         | 88,6      | 45,7       | 40,0      | 11,4       | 2,8   |
| Retalhuleu     | 90,0      | 60,0       | 35,0      | 10,0       | 0,0   |
| Sacatepéquez   | 95,0      | 40,0       | 55,0      | 5,0        | 0,0   |
| San Marcos     | 95,0      | 70,0       | 18,8      | 5,0        | 6,3   |
| Santa Rosa     | 90,0      | 30,0       | 70,0      | 10,0       | 5,0   |
| Sololá         | 93,3      | 40,0       | 53,3      | 6,7        | 0,0   |
| Suchitepéquez  | 80,0      | 50,0       | 30,0      | 20,0       | 0,0   |
| Totonicapán    | 95,0      | 42,5       | 45,0      | 5,0        | 7,5   |
| Zacapa         | 70,0      | 50,0       | 20,0      | 30,0       | 0,0   |
| Guatemala      | 86,4%     | 42,8%      | 41,2%     | 13,6%      | 2,4%  |

Cronología de la religión por departamento
| Departamento   | Creyentes | Creyentes | Evangélico | Evangélico | Católicos | Católicos | Irreligión | Irreligión | Otros | Otros |
| Departamento   | 2020      | 2018      | 2020       | 2018       | 2020      | 2018      | 2020       | 2018       | 2020  | 2018  |
| -------------- | --------- | --------- | ---------- | ---------- | --------- | --------- | ---------- | ---------- | ----- | ----- |
| Alta Verapaz   | 88,9      | 93,1      | 42,2       | 46,8       | 45,6      | 40,4      | 11,1       | 6,9        | 1,1   | 5,9   |
| Baja Verapaz   | 100       | 95,0      | 60,0       | 40,0       | 40,0      | 50,0      | 0,0        | 5,0        | 0,0   | 5,0   |
| Chimaltenango  | 93,3      | 85,0      | 23,3       | 47,5       | 66,7      | 37,5      | 6,7        | 15,0       | 3,3   | 0,0   |
| Chiquimula     | 73,3      | 83,4      | 20,0       | 36,8       | 53,3      | 43,1      | 26,7       | 16,6       | 0,0   | 3,5   |
| El Progreso    | 90,0      | 60,0      | 10,0       | 0,0        | 80,0      | 60,0      | 10,0       | 40,0       | 0,0   | 0,0   |
| Escuintla      | 79,2      | 81,6      | 52,1       | 24,5       | 25,0      | 57,1      | 20,8       | 16,3       | 2,1   | 0,0   |
| Guatemala      | 84,5      | 84,2      | 37,5       | 38,1       | 44,0      | 43,2      | 15,5       | 15,8       | 3,0   | 2,9   |
| Huehuetenango  | 84,3      | 94,4      | 35,7       | 29,6       | 45,7      | 57,7      | 15,7       | 5,6        | 2,9   | 7,1   |
| Izabal         | 90,0      | 59,3      | 36,7       | 40,7       | 53,3      | 18,5      | 10,0       | 40,7       | 0,0   | 0,0   |
| Jalapa         | 89,5      | 77,2      | 42,1       | 23,4       | 47,4      | 53,7      | 10,5       | 22,8       | 0,0   | 0,0   |
| Jutiapa        | 80,0      | 89,7      | 36,7       | 42,5       | 36,7      | 47,2      | 20,0       | 10,3       | 0,0   | 0,0   |
| Petén          | 68,0      | 89,7      | 36,0       | 36,7       | 32,0      | 44,9      | 32,0       | 10,3       | 0,0   | 0,0   |
| Quetzaltenango | 87,8      | 87,9      | 44,9       | 55,4       | 38,8      | 32,6      | 12,2       | 12,1       | 4,0   | 0,0   |
| Quiché         | 88,6      | 92,2      | 45,7       | 55,8       | 40,0      | 33,7      | 11,4       | 7,8        | 2,8   | 0,0   |
| Retalhuleu     | 90,0      | 85,0      | 60,0       | 60,0       | 35,0      | 10,0      | 10,0       | 15,0       | 0,0   | 15,0  |
| Sacatepéquez   | 95,0      | 85,0      | 40,0       | 20,0       | 55,0      | 65,0      | 5,0        | 15,0       | 0,0   | 0,0   |
| San Marcos     | 95,0      | 77,1      | 70,0       | 34,4       | 18,8      | 42,6      | 5,0        | 22,9       | 6,3   | 0,0   |
| Santa Rosa     | 90,0      | 96,7      | 30,0       | 30,0       | 70,0      | 66,7      | 10,0       | 3,3        | 5,0   | 0,0   |
| Sololá         | 93,3      | 93,4      | 40,0       | 71,2       | 53,3      | 22,2      | 6,7        | 6,6        | 0,0   | 0,0   |
| Suchitepéquez  | 80,0      | 87,4      | 50,0       | 65,1       | 30,0      | 22,3      | 20,0       | 12,6       | 0,0   | 0,0   |
| Totonicapán    | 95,0      | 93,1      | 42,5       | 27,6       | 45,0      | 65,5      | 5,0        | 6,9        | 7,5   | 0,0   |
| Zacapa         | 70,0      | 68,8      | 50,0       | 37,5       | 20,0      | 31,2      | 30,0       | 31,2       | 0,0   | 0,0   |
| Guatemala      | 86,4%     | 86,1%     | 42,8%      | 39,8%      | 41,2%     | 42,9%     | 13,6%      | 14,3%      | 2,4%  | 3,0%  |

### Cronología de la religión en Guatemala
| Cronología del Porcentaje de la Población según religión | Cronología del Porcentaje de la Población según religión | Cronología del Porcentaje de la Población según religión | Cronología del Porcentaje de la Población según religión | Cronología del Porcentaje de la Población según religión | Cronología del Porcentaje de la Población según religión |
| Año                                                      | Creyentes                                                | Evangélico                                               | Católicos                                                | Irreligión                                               | Otros                                                    |
| -------------------------------------------------------- | -------------------------------------------------------- | -------------------------------------------------------- | -------------------------------------------------------- | -------------------------------------------------------- | -------------------------------------------------------- |
| 1996                                                     | 93,1                                                     | 25,7                                                     | 53,9                                                     | 7,7                                                      | 12,7                                                     |
| 1997                                                     | 95,8                                                     | 25,3                                                     | 53,5                                                     | 4,7                                                      | 16,5                                                     |
| 1998                                                     | 95,2                                                     | 19,2                                                     | 69,4                                                     | 5,4                                                      | 6,0                                                      |
| 2000                                                     | 92,3                                                     | 27,0                                                     | 60,2                                                     | 7,9                                                      | 4,9                                                      |
| 2001                                                     | 87,4                                                     | 29,8                                                     | 51,4                                                     | 12,9                                                     | 5,9                                                      |
| 2002                                                     | 96,0                                                     | 29,9                                                     | 58,2                                                     | 4,0                                                      | 7,9                                                      |
| 2003                                                     | 93,5                                                     | 29,5                                                     | 57,5                                                     | 6,5                                                      | 6,5                                                      |
| 2004                                                     | 92,7                                                     | 31,8                                                     | 58,7                                                     | 7,3                                                      | 2,2                                                      |
| 2005                                                     | 89,8                                                     | 32,8                                                     | 53,0                                                     | 10,2                                                     | 4,0                                                      |
| 2006                                                     | 92,3                                                     | 30,7                                                     | 56,9                                                     | 7,7                                                      | 4,7                                                      |
| 2007                                                     | 91,9                                                     | 34,6                                                     | 53,4                                                     | 8,1                                                      | 3,9                                                      |
| 2008                                                     | 87,4                                                     | 36,2                                                     | 48,0                                                     | 12,6                                                     | 3,2                                                      |
| 2009                                                     | 89,3                                                     | 36,6                                                     | 50,5                                                     | 10,7                                                     | 2,8                                                      |
| 2010                                                     | 91,3                                                     | 34,1                                                     | 54,1                                                     | 8,7                                                      | 3,1                                                      |
| 2011                                                     | 89,2                                                     | 39,2                                                     | 46,7                                                     | 10,8                                                     | 3,3                                                      |
| 2013                                                     | 91,1                                                     | 40,8                                                     | 47,2                                                     | 8,9                                                      | 3,1                                                      |
| 2015                                                     | 89,1                                                     | 43,8                                                     | 42,9                                                     | 10,9                                                     | 2,4                                                      |
| 2016                                                     | 85,3                                                     | 42,3                                                     | 40,1                                                     | 14,7                                                     | 2,9                                                      |
| 2017                                                     | 87,3                                                     | 40,2                                                     | 43,1                                                     | 12,7                                                     | 4,0                                                      |
| 2018                                                     | 86,1                                                     | 39,0                                                     | 41,7                                                     | 13,8                                                     | 5,4                                                      |
| 2020                                                     | 86,4                                                     | 42,8                                                     | 41,2                                                     | 13,3                                                     | 2,4                                                      |
| 2023                                                     | 88,9                                                     | 46,1                                                     | 42,8                                                     | 11,1                                                     | 0,0                                                      |

## Introducción
Guatemala no siempre fue un país laico.
Antes de la llegada de los conquistadores españoles, las culturas mayenses en la región eran politeístas y tenían arraigadas costumbres religiosas. Luego, durante la época de la Colonia Española el poder económico y político de las órdenes del Clero regular de la Iglesia católica, entonces religión oficial del Imperio Español, era considerable al punto que el Arzobispo de Guatemala era una de las tres principales autoridades del Reino de Guatemala junto con el presidente de la Real Audiencia, representante de la Corona Española y el Ayuntamiento, representantes de los criollos guatemaltecos. Estos tres poderes se mantenían constantes pugnas pues los criollos consideraban que los representantes de la corona estaban usurpando un poder que por derecho les correspondía a ellos, como descendientes directos de los conquistadores.. En las capitales del reino de Guatemala llegó a haber veinticuatro iglesias de las diferentes órdenes, sin contar las parroquias y ermitas de los alrededores.
El poder de la Iglesia católica empezó a disminuir cuando el rey de España promulgó las reformas borbónicas en 1765 para disminuir el poder la de los religiosos en el Imperio, y luego expulsó a los jesuitas de todos los territorios del Imperio en 1767. Tras la independencia del Reino de Guatemala, se formaron dos partidos en la región:
1. Conservador: conformado por los criollos de la provincia de Guatemala, que eran los más poderosos durante la colonia por tratar comercialmente con España, y las órdenes del Clero Regular que todavía permanecían en Guatemala y que eran grandes terratenientes.[5]
2. Liberal: conformado por los criollos del resto de provincias en el reino, quienes eran vistos despectivamente por los criollos guatemaltecos por dedicarses a las labores de encomienda y agricultura.[5]

Las luchas que se libraron entre liberales y conservadores se extendieron hasta 1840, luego de que se hubieran impuesto los liberales en toda la Federación Centroamericana y hubieran atacado los intereses económicos de las órdenes regulares por medio de expropiaciones de sus haciendas, ingenios, molinos y monasterios. En Guatemala, los conservadores encontraron un adalid en el general Rafael Carrera, quien expulsó al líder liberal Francisco Morazán de Guatemala, restituyó sus posesiones a las órdenes regulares, fundó la República de Guatemala en 1847 e implementó un régimen que tardó hasta 1871. Durante este tiempo, el poder de las órdenes regulares en Guatemala fue considerable, e incluso retornaron los jesuitas a Guatemala. La unión centroamericana que pretendían los liberales tuvo que esperar hasta que muriera Carrera para seguir con sus intentos de integración, ya que el general guatemalteco nunca pudo ser derrotado.
Cuando llegaron los liberales al poder nuevamente en 1871 al mando de los generales Miguel García Granados y Justo Rufino Barrios, volvieron a atacar a sus rivales conservadores de las órdenes del clero regular, esta vez expulsando a las órdenes, convirtiendo los monasterios en edificios públicos, expropiando sus haciendas y empresas para distribuirlas entre los líderes liberales y otorgando libertad de cultos. A pesar de esto, y de los continuos roces entre los arzobispos guatemaltecos y el gobierno del país, la religión católica continuó siendo mayoritaria en Guatemala debido a que las parroquias e iglesias pasaron a manos del Clero secular que mantuvo la religiosidad en los guatemaltecos.
Esta situación se mantuvo hasta 1954, cuando el entonces arzobispo Mariano Rossell y Arellano se alió con el Movimiento de Liberación Nacional en su lucha mercenaria para derrocar al gobierno socialista de Jacobo Arbenz Guzmán. Rosell y Arellano, siguiendo los lineamientos macartistas que imperaban en los Estados Unidos en ese entonces, acusó al gobierno de ser comunista y ateo e incluso mandó a construir una réplica del Cristo Negro de Esquipulas, la cual fue llevada en peregrinación por toda Guatemala para rogar por el fin del comunismo en el país. Trar el derrocamiento de Arbenz, la Iglesia católica obtuvo considerables beneficios en la Constitución que fue aprobada en 1956, especialmente la capacidad jurídica para tener propiedades.
Con estos beneficios, hubo un auge en el catolicismo en el país, con construcciones de fastuosos católicos privados como el Liceo Guatemala de los maristas y el Liceo Javier de los jesuitas También se creó la Universidad Rafael Landívar de los jesuitas en 1961. Pero para entonces, la influencia católica en la población guatemalteca había disminuido considerablemente, y se inició el auge de las iglesias protestantes. Estas se han mantenido constantemente en ascenso, a pesar de visitas de peregrinación del papa Juan Pablo II, quien visitó Guatemala en tres oportunidades.
Hay fluctuación de datos específicamente entre la cantidad mayoritaria cristiana y los no religiosos, ya que en las encuestas no siempre se especifica si los encuestados se consideran o no cristianos por estar bautizados y luego no practicar religión alguna. Algo similar pasa en las comparaciones de encuestas entre el porcentaje de cristianos católicos y el de los que practican las llamadas religiones étnicas (en su mayoría religiones mayas); los encuestados no siempre especifican por qué se consideran en un grupo y no en otros, tampoco se profundiza en la intención con que realizan sus prácticas que pueden ser de apariencia pagana pero tener trasfondo cristiano, o viceversa.

## Religiones mayas
La práctica religiosa de los indígenas de origen maya guatemaltecos fue politeísta y era practicada por todos los pobladores de la región. En el siglo xxi, las religiones mayas son practicadas por un porcentaje minoritario de la población, que se concentran especialmente en varias comunidades indígenas del Occidente y las Verapaces de Guatemala.

### Deidades mayas

#### Deidades mayas encontradas en los códices
Los mayas, y sus descendientes, tenían numerosas deidades; he aquí un listado no exhaustivo de las mismas:
| Deidad           | Imagen | Descripción |
| ---------------- | ------ | --- |
| Ah Kumix Uinicob |        | Son unos dioses menores (o ángeles menores) relacionados con el agua que, durante la época de sequía, se ubican en los cuatro puntos cardinales. |
| Ah Mucen Cab     |        | Es la deidad maya en la cual se amparaban los recolectores de miel para obtener buenas cosechas. La palabra maya para miel era la misma que para mundo, por lo que Ah Mucen Cab estuvo de alguna manera vinculada con la creación del mundo. |
| Ah Puch          |        | También conocido como Ah Cimih, Kizin -El Apestoso-, Yum-Kimil o Hun Ahau, es el dios y rey del inframundo. Descrito como un esqueleto o cadáver con un rostro de jaguar (o búho) adornado con campanas; corresponde al cuarto lugar, por el orden de su representación, al dios de la muerte. Tiene por cabeza una calavera, muestra las costillas desnudas y proyecciones de la columna vertebral; si su cuerpo está cubierto de carne, se ve hinchada y cubierta de círculos negros que sugieren la descomposición. Como jefe de los demonios, Hunhau reinaba sobre el más bajo de los nueve mundos subterráneos de los mayas, y los mayas modernos creen que bajo la figura de Yum Cimil -el Señor de la Muerte- merodea en torno a las habitaciones de los enfermos en acecho de su presa.                       |
| Ahau-Kin         |        | Se le representa con la nariz romana, ojos bizcos y cuadrados y con un mechón de cabello en la frente. También tiene y el signo de Kin o día en maya en una de sus mejillas y sus dientes están cortados en forma de T. Era considerado dios del número 4 y del Sol diurno. |
| Balam            |        | Los Balames son espíritus mayas encargados de proteger a los poblados, a las milpas y a los hombres. Hay cuatro de ellos para cada sitio, cada uno de los cuales se ubica en uno de los puntos cardinales para llevar a cabo sus funciones de protección. Suelen aparecer por las noches, son ancianos de barba muy larga y su cara es horrible. Usan sombreros de palma de ala ancha, llevan sandalias de piel y visten túnica flotante. Su carácter es dual, es decir, hacen el bien, pero no dudan en castigar a los que han olvidado hacerles las ofrendas correspondientes. |
| Chaac            |        | Importante deidad del Panteón maya, asociada al agua y sobre todo a la lluvia. |
| Coyopa           |        | Dios del trueno y de los ruidos atronadores. Es hermano de Cakulha -dios del rayo- y ambos trabajan para Yaluk -dios mayor del relámpago-. |
| Ek Chuah         |        | |
| Hunab Ku         |        | Su nombre «significa dios creador de todo» Era el dios Creador y su es relativamente reciente. Su referencia más antigua proviene de la época de la colonia. Era según estas referencias el principal dios maya, creador del mundo y de la humanidad a partir del maíz. En relación con esto, Domingo Martínez Paredes en su libro Hunab Ku: Síntesis del pensamiento filosófico maya, dice: «Analizados detenidamente los conceptos éticos y estéticos del pueblo maya, desde las obras materiales hasta las del intelecto, fuimos llegando a conocer —gracias al análisis lingüístico y filológico—, la realidad de la expresión hunab ku, como "dador del movimiento y la medida", ya que los elementos de que se compone lo revelan así: hun, "único", "solo"; nab, "medida" y "movimiento" y ku o kub, "dador".» |
| Hun Nal Ye       |        | Dios de la fertilidad y del maíz. Véase también Hun-Hunahpú. |
| Ixchel           |        | Diosa del amor, de la gestación, de los trabajos textiles, de la luna y la medicina. Es esposa del dios solar y en los códices se identifica con la diosa «I». En algunas ocasiones se le representaba acompañada de un conejo. Una de sus advocaciones era considerada maléfica, y se le representó en los códices, como una mujer vieja, vaciando los odres de la cólera sobre el mundo. En textos jeroglíficos su nombre es «Chak Chel» (arco iris grande). |
| Ixtab            |        | Diosa del suicidio y esposa de Kisin. |
| Itzamná          |        | También llamado Zamná, señor de los cielos, la noche y el día e hijo de Hunab kú. Posiblemente se manifestaba también como Ahau o Kinich Kakmó, el dios del sol. Se le representa en los códices como un anciano de mandíbulas sin dientes, carrillos hundidos, nariz aguileña y algunas veces barbado. Se le atribuye la invención de la escritura, del calendario y por tanto, su origen se remonta a los principios de la historia maya. |
| Kinich Ahau      |        | Señor del ojo del sol. Era el dios del Sol y patrono de la música y la poesía; era hijo de Hunab Ku y estaba casado con Ixchel, la Luna. Se le considera una de las advocaciones de Itzamná o Zamná. |
| Kinich Kakmó     |        | |
| Kukulkán         |        | Nombre maya de Quetzalcóatl— personaje importante en el Período Posclásico de los mayas. |
| Mulzencab\|      |        | Dios en el que se amparan los recolectores de miel para obtener buenas cosechas (del maya: Ah Mucen Cab ‘el que guarda la miel’). |
| Rilaj Maam       |        | Nawal de los maya-tz'utujiles de Santiago Atitlán, pueblo ubicado en la orilla del lago de Atitlán, en el departamento de Sololá del altiplano guatemalteco. Este personaje es venerado como "guardián protector" del pueblo tz'utujil dada su condición de pueblo colonizado. |
| Xiquiripat       |        | Deidad de carácter demoníaco; es una de las doce que habita en el inframundo terrenal de Xibalbá. Esta deidad era para los mayas la causante de los derramamientos de sangre entre los hombres. |
| Yaluk            |        | Dios principal del rayo y el relámpago. Para cumplir su tarea tiene a su cargo varios ayudantes, entre los que se encuentran Cakulha y Coyopa. |
| Yum Kaax         |        | Dios de la vegetación silvestre y guardián de sus animales. |
| Zamná            |        | También llamado en su faceta deificada Itzamná (del maya: Itzamná ‘casa del rocío’‘itz, rocío; ah, de/persona que se ocupa de; naah, casa’), fue en un principio un gran sacerdote maya llegado con los chanes de Bacalar (después llamados itzáes) para fundar y establecerse en Chichén Itzá, hacia el año 525 d. C. |

#### Deidades del Popol Vuh
El Popol Vuh, escrito por fray Francisco Ximénez en 1701, permaneció en los archivos dominicos hasta 1840, cuando fue encontrado por el padre francés Charles Étienne Brasseur de Bourbourg, quien lo tradujo al francés y lo identificó como un libro sagrado de los k'iche's. Sin embargo, análisis de expertos durante el siglo xx determinaron que el libro era en realidad una herramienta de predicación que utilizó el padre Ximénez para introducir la doctrina cristiana a los indígenas guatemaltecos. Las deidades que se presentan en el libro son:
| Deidad             | Imagen | Descripción |
| ------------------ | ------ | --- |
| Balam Quitzé       |        | Era el dios protector de los campos y las cosechas. Se le rendía culto antes de empezar la siembra y su rostro recuerda a los reyes jaguar. Su nombre significa "jaguar con la dulce sonrisa" o "jaguar que ríe", y para los mayas fue el primer hombre en ser creado a partir del maíz, después del gran diluvio enviado por el dios Huracán. Los dioses crearon a la mujer Caha-Paluma específicamente para que se desposara con él. |
| Cabrakán           |        | Dios de las montañas y los terremotos. Hermano de Zipacná e hijo de Vucub Caquix y Chimalmat. Su dominio sobre los terremotos se debe a que tras enamorarse de una diosa, intentó atraerla a todo costo y le señaló una flor en el lecho marino. Mientras iba por ella, los demás dioses lo encadenaron al centro de la Tierra. Furioso, empezó a revolcarse causando terremotos por doquier. |
| Hun-Camé           |        | Deidad demoníaca del inframundo Xibalbá. Junto con Vucub-Camé es uno de los dos jueces supremos del consejo, cuya función consistía en asignar sus atribuciones a los señores de Xibalbá. Los jóvenes dioses gemelos Hunahpú e Ixbalanqué mataron a Hun-Camé y su corregente en el inframundo Vucub-Camé, como venganza por la decapitación de su padre, Hun-Hunahpú. |
| Hun-Hunahpú        |        | Dios de la fertilidad y del juego de pelota. Con su esposa Xbaquiyalo tuvo a dos hijos, Hun Batz y Hun Chouen, conocidos como los gemelos mono. Todos los días Hun-Hunahpú jugaba al juego de pelota con su hermano, Vucub Hunahpú (Siete Hunahpú), en contra de Hun Batz y Hun Chouen. Si bien el juego de pelota está sobre la tierra, es también camino que lleva al mundo subterráneo y sombrío del Xibalbá. El ruido proveniente del juego molestó a los Señores de Xibalbá, Hun Came y Vucub Came -Uno Muerte y Siete Muerte-, quienes los invitaron a descender al inframundo para jugar al juego de pelota. Hun-Hunahpú y su hermano Vucub Hunahpú descendieron, en donde fueron torturados y sacrificados. En el lugar donde los hermanos fueron enterrados creció un árbol de jícaras, -árbol de calabazo- el cual dio cráneos por frutos, entre los cuales se encontraba la cabeza de Hun-Hunahpú, a la cual se le hizo un homenaje en el capítulo sexto por el dios hijo llamado Hun-Batz. Ixquic, hija de uno de los señores de Xibalbá, alcanzó un fruto del árbol, siendo la cabeza de Hun-Hunahpú, la cual escupió en la mano de Ixquic, quedando así preñada de los dioses gemelos, Hunahpú e Ixbalanqué. |
| Hunapú             |        | Uno de los héroes gemelos del Popol Vuh que junto con su hermano gemelo Ixbalanqué, son hijos del dios Hun-Hunahpú y la joven virgen Ixquic. Se aventuró junto con su hermano a confrontar a los Señores de Xibalbá a quienes vencieron en venganza de su padre y su tío. |
| Huracán            |        | |
| Ixbalanqué         |        | Uno de los héroes gemelos del Popol Vuh que junto con su hermano gemelo Hunapú, son hijos del dios Hun-Hunahpú y la joven virgen Ixquic. Se aventuró junto con su hermano a confrontar a los Señores de Xibalbá a quienes vencieron en venganza de su padre y su tío. |
| Ixmukané           |        | Según el Popol Vuh de los quichés, Ixmukané fue quién formó a los Hombres de Maíz, mezclando varias clases de este grano. También es la madre de Hun-Hunahpú y abuela de los Dioses Gemelos: Hunahpú e Ixbalanqué, hijos de Hun-Hunahpú y la Diosa Madre Virgen Ixquic. |
| Ixquic             |        | hija de Cuchumaquic, uno de los Señores de Xibalbá, el Inframundo Maya. La joven doncella escuchó la historia de Hun-Hunahpú, un dios que había sido transformado en Árbol de Jícara. Ella visitó al Árbol clandestinamente y quedó embarazada cuando el Árbol le bañó con saliva una mano. Ella salió al mundo exterior y vivió con Ixmukané y dio a luz a los dioses gemelos Hunahpú e Ixbalanqué. Ixquic es la Diosa Madre Virgen, con la que inicia el Tercer Ciclo del Popol Vuh, ciclo de la cultura femenina, del predominio femenino y descendencia matrilineal. |
| Los Dioses Gemelos |        | |
| Vucub-Camé         |        | Deidad demoníaca del inframundo terrenal de Xibalbá. Es padre de Zipacná y Cabrakan. Junto con Hun-Camé es uno de los jueces supremos del consejo, cuya función consiste en asignar sus atribuciones a los señores de Xibalbá. Los jóvenes gemelos Hunahpú e Ixbalanqué lo mataron como venganza por la decapitación de su padre, Hun-Hunahpú. |
| Vucub Caquix       |        | Véase Vucub-Camé. |
| Zipacná            |        | Hijo de Vucub-Camé y Chimalmat. Él y su hermano, Cabrakan -el Terremoto-, a menudo eran considerados demonios. Se decía que Zipacná, como sus parientes, era muy arrogante y violento; era caracterizado como un caimán grande y a menudo alardeaba ser el creador de las montañas. Un día Zipacná se bronceaba sobre la playa junto a su amada Diosa de las flores Xochilpilli cuando fue molestado por Cuatrocientos muchachos quienes intentaban construir una choza. Habían talado un árbol grande para usar como el tronco central, pero eran incapaces de levantarlo. Zipacná, siendo enormemente fuerte, se ofreció para llevar el tronco por ellos. Los Cuatrocientos Muchachos decidieron que no estaba bien que un hombre tuviera tanta fuerza, y que Zipacná debería ser asesinado. Intentaron engañarle pero Zipacná los logró eliminar a todos. Hunahpú e Ixbalanque, los dos gemelos divinos, decidieron exigir venganza sobre Zipacná por la muerte de los cuatrocientos muchachos, en una continuación de su búsqueda para derrocar a los arrogantes dioses. |

## Religiones mayas en la actualidad
Actualmente va en aumento como consecuencia de las protecciones culturales establecidas bajo los Acuerdos de Paz, existiendo ahora grupos religiosos indígenas que tienen sus propios sacerdotes mayas, principalmente en el occidente del país. Últimamente el gobierno ha instituido una política de proveer altares en cada ruina Maya encontrada en el país, de modo que puedan ser realizadas las ceremonias tradicionales por parte de estos grupos religiosos.[cita requerida]

## Iglesia católica
El catolicismo fue traído a las Américas por los conquistadores españoles en el siglo xvi, quienes a diferencia de las otras naciones colonialistas en Europa insistían en convertir a los nativos de sus colonias a la religión del Estado. En ese tiempo, la Iglesia católica tenía un poder absoluto sobre los súbditos de la Corona española y las autoridades eclesiásticas eran tan importantes como los reyes de España. Al Reino de Centroamérica llegaron las principales órdenes religiosas del Clero Regular, las cuales tuvieron un considerable poder político y económico, siendo propietarios de considerables extensiones de tierra, encomiendas, ingenios azucareros y edificios en la capital del Reino, principalmente en Santiago de los Caballeros de Guatemala y luego en la Nueva Guatemala de la Asunción.

### Órdenes regulares

#### Doctrinas de indios

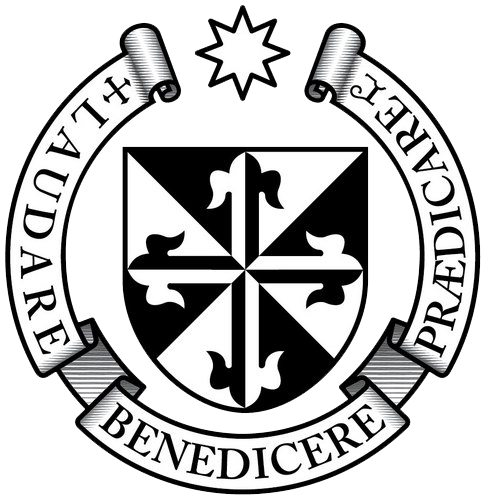
Escudo de la Orden de Predicadores.

La Corona española se enfocó en la catequización de los indígenas; las congregaciones fundadas por los misioneros reales en el Nuevo Mundo fueron llamadas «doctrinas de indios» o simplemente «doctrinas». Originalmente, los frailes tenían únicamente una misión temporal: enseñarle la fe católica a los indígenas, para luego dar paso a parroquias seculares como las establecidas en España; con este fin, los frailes debían haber enseñado los evangelios y el idioma español a los nativos. Ya cuando los indígenas estuvieran catequizados y hablaran español, podrían empezar a vivir en parroquias y a contribuir con el diezmo, como hacían los peninsulares.
Pero este plan nunca se llevó a cabo, principalmente porque la corona perdió el control de las órdenes regulares tan pronto como los miembros se embarcaron para América. Por otra parte, protegidos por sus privilegios apostólicos para ayudar a la conversión de los indígenas, los misionares solamente atendieron a la autoridad de sus priores y provinciales, y no a la de las autoridades españolas ni a las de los obispos. Los provinciales de las órdenes, a su vez, únicamente rendían cuentas a los líderes de su orden y no a la corona; una vez habían establecido una doctrina, protegían sus intereses en ella, incluso en contra de los intereses del rey y de esta forma las doctrinas pasaron a ser pueblos de indios que se quedaron establecidos para todo el resto de la colonia.
Las doctrinas fueron fundadas a discreción de los frailes, ya que tenían libertad completa para establecer comunidades para catequizar a los indígenas, con la esperanza de que estas pasaran con el tiempo a la jurisdicción de una parroquia secular a la que se le pagaría el diezmo; en realidad, lo que ocurrió fue que las doctrinas crecieron sin control y nunca pasaron al control de parroquias. La administración colectiva por parte del grupo de frailes eran la característica más importante de las doctrinas ya que garantizaba la continuación del sistema de la comunidad en caso falleciese uno de los dirigentes.
Al llegar a Guatemala en 1564, el obispo Bernardino Villalpando se dio cuenta de que la diócesis no tenía el apoyo necesario de padres seculares para extender su autoridades. Los frailes que pertenecían a las poderosas órdenes regulares habían formado sus doctrinas, pero respondían a la Corona española por medio de sus propios prelados y provinciales, y se rehusaban a reconocer a la autoridad de los obispos. Pero por ese entonces se proclamaron los decretos del concilio de Trento, los cuales fueron ratificados por el rey Felipe II: por medio de estos decretos, se le otorgaba a los obispos católicos la responsabilidad sobre todos los religiosos que vivieran en los confines de sus respectivas diócesis, sin importar si los religiosos eran regulares o seculares.
Los decretos del concilio le otorgaban nuevos derechos canónicos para someter a las órdenes regulares a su mandato; de haber ser exitoso en su empresa, habría sido el verdadero jerarca de la Iglesia católica en Guatemala, y director del clero secular. Las órdenes regulares se opusieron rotundamente a sus intenciones, resistiéndose a cualquier intento de autoridad episcopal refugiándose en las excepciones y privilegios que se les habían otorgado temporalmente para la «conversión» de los indígenas. El obispo intentó imponer su autoridad porque los privilegios monásticos le resultaban intolerables: predicaban con catecismos que no habían sido aprobados por el obispo y todos los frailes monásticos se resistían a ser inspeccionados por el jerarca de la diócesis.
Contando con el apoyo de la Corona española y de los decretos del concilio de Trento, Villalpando no tenía suficiente poder para imponer su autoridad sobre las órdenes regulares. Las órdenes lograron mantener alejada a la autoridad del obispo porque ellas tenían el control de todos los poblados de la región y el obispo no tenía suficientes curas seculares para sustituir a los frailes. Y cuando Villalpando los amenazó con retirarse la autoridad de administrar los sacramentos, las órdenes lo amenazaron a su vez diciéndole que iban a abandonar la ciudad y luego lograron que el capitán general lo condenara por cargos de abuso de autoridad.
Villalpando fue el único obispo de Guatemala en cien años que se atrevió a hacerle frente al poder de las órdenes regulares.
A mediados del siglo xviii el Diccionario de autoridades definía una doctrina como un grupo de poblados de indios, reservados para una orden regular en particular, a quien se le ha concedido a perpetuidad, como una recompensa por haber civilizado a los habitantes y convertirlos a la religión católica. Para entonces, pues, las órdenes regulares se habían quedado definitivamente con sus doctrinas, pues nadie se las entregó: ellas simplemente no las devolvieron como había el plan original.

#### Dominicos

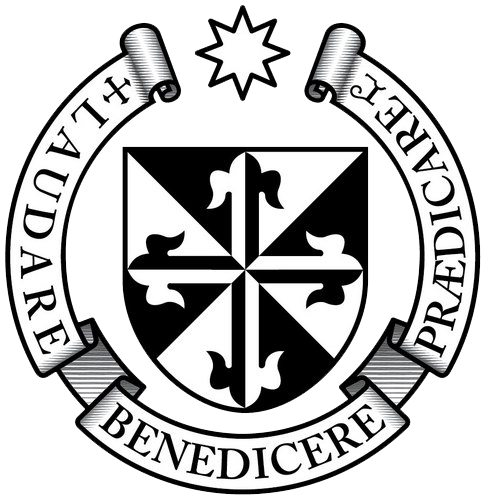
Escudo de la Orden de Predicadores.

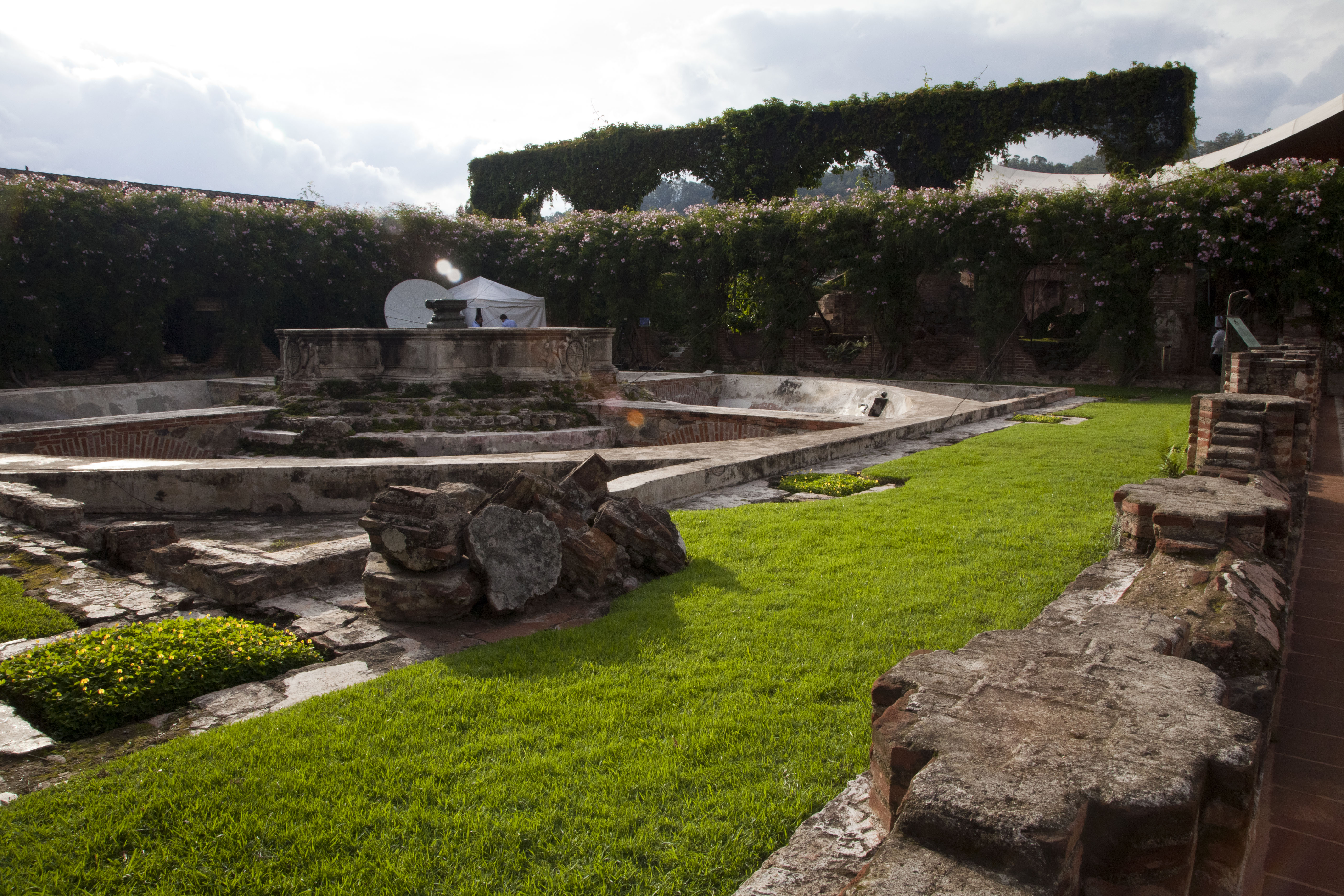
Ruinas del Convento de Santo Domingo en Antigua Guatemala en 2013, convertido en un hotel privado.

Las órdenes regulares de sacerdotes dominicos se establecieron en 1529, mientras que los franciscanos lo hicieron en 1530 y los mercedarios en 1536.
En noviembre de 1536, el fraile Bartolomé de las Casas, O.P. se instaló en Santiago de Guatemala. Meses después el obispo Juan Garcés, que era amigo suyo, le invitó a trasladarse a Tlascala. Posteriormente, volvió a trasladarse a Guatemala. El 2 de mayo de 1537 consiguió del gobernador licenciado Don Alfonso de Maldonado un compromiso escrito ratificado el 6 de julio de 1539 por el Virrey de México Don Antonio de Mendoza, que los nativos de Tuzulutlán, cuando fueran conquistados, no serían dados en encomienda sino que serían vasallos de la Corona. Las Casas, junto con otros frailes como Pedro de Angulo y Rodrigo de Ladrada, buscó a cuatro indios cristianos y les enseñó cánticos cristianos donde se explicaban cuestiones básicas del Evangelio. Posteriormente encabezó una comitiva que trajo pequeños regalos a los indios (tijeras, cascabeles, peines, espejos, collares de cuentas de vidrio...) e impresionó al cacique, que decidió convertirse al cristianismo y ser predicador de sus vasallos. El cacique se bautizó con el nombre de Juan. Los nativos consintieron la construcción de una iglesia pero otro cacique llamado Cobán quemó la iglesia. Juan, con 60 hombres, acompañado de Las Casas y Pedro de Angulo, fueron a hablar con los indios de Cobán y les convencieron de sus buenas intenciones.
Las Casas, fray Luis de Cáncer, fray Rodrigo de Ladrada y fray Pedro de Angulo, O.P. tomaron parte en el proyecto de reducción y pacificación, pero fue Luis de Cáncer quien fue recibido por el cacique de Sacapulas logrando realizar los primeros bautizos de los habitantes. El cacique «Don Juan» tomó la iniciativa de casar a una de sus hijas con un principal del pueblo de Cobán bajo la religión católica.
Las Casas y Angulo fundaron el pueblo de Rabinal, y Cobán fue la cabecera de la doctrina católica. Tras dos años de esfuerzo el sistema de reducción comenzó a tener un éxito relativo, pues los indígenas se trasladaron a terrenos más accesibles y se fundaron localidades al modo español. El nombre de «Tierra de Guerra» fue sustituido por el de «Vera Paz» (verdadera paz), denominación que se hizo oficial en 1547.
El resto de la Orden de Predicadores se trasladó al valle de Panchoy en 1542; cuatro años después se hizo priorato el convento de Santo Domingo y sede de la provincia de San Vicente de Chiapas y Guatemala. De acuerdo al historiador eclesiástico guatemalteco Domingo Juarros, alrededor de 1540 el obispo Francisco Marroquín le entregó los curatos del valle de Guatemala a los dominicos y a los franciscanos; a los primeros les correspondieron: Jocotenango, Chimaltenango, San Martín Jilotepeque, Sumpango, Candelaria de los tres de Sacatepéquez, Amatitlán, Petapa, Mixco y Pinula. El prior del convento de la Orden de Predicadores tenía a su cargo otros barrios y pueblos cercanos a la ciudad de Santiago de los Caballeros de Guatemala, para los que nombraba vicarios: la del barrio de la Candelaria, la del barrio de Santa Cruz —que incluía Milpas Altas— y la del barrio de San Pedro de las Huertas. De acuerdo a lo reportado por Juarros en 1818, en la ciudad de Santiago de los Caballeros, las órdenes regulares administraban únicamente doctrinas indígenas, especialmente en los curatos dominicos de Candelaria y Jocotenango, pues los ladinos asistían a la parroquia secular de San Sebastián.
En 28 de abril de 1564 Bernardino Villalpando fue nombrado como obispo de Guatemala. Villalpando empezó la aplicación de los decretos del concilio de Trento pero esto le generó varios problemas, siendo condenado por el capitán general de Guatemala Francisco Briceño. Con todos los problemas que tenía, Vilalpando dejó la ciudad de Santiago de los Caballeros de Guatemala.
A mediados del siglo xvi los dominicos establecieron su control en la doctrina que establecieron en Xocolo en la orilla del lago de Izabal. En 1574 fue la estación de paso más importante para las expediciones europeas en el interior. Xocolo se hizo tristemente célebre entre los misioneros dominicos por las prácticas de brujería de sus habitantes. Siguió siendo una importante estación de paso europea hasta finales de 1630, aunque fue abandonada en 1631.
A finales del siglo xvi los frailes franciscanos empezaron a utilizar drama-danzas para catequizar a los indígines. El Baile de la Conquista, por ejemplo, es una escenificación basada en el baile de Moros y Cristianos que utilizaron los religiosos para que los indígenas pensaran que la Conquista de Guatemala había sido posible gracias a fuerzas espirituales que, superiores a ellos, acompañaban y protegían a los españoles. Del baile de la Conquista existe un manuscrito, escrito en versos y en español. En el texto se describe la conquista de los indígenas k'iche's por los españoles. El argumento inicia con la llegada de los embajadores españoles ante el rey K'iche'. Preocupado por la invasión de sus tierras, el rey pide el apoyo del gobernador de Xelajú, Tecún Umán. Finalmente, se lleva a cabo el entrenamiento entre los dos ejércitos que culmina con la lucha cuerpo a cuerpo entre ambos jefes, Pedro de Alvarado y Tecún Umán. En esta batalla resulta muerto el héroe quiché. Su sucesor declara el fin de la guerra y acepta la conversión al cristianismo.
Para 1620, el convento estaba en condiciones miserables: una iglesia de cañas tapadas con barro y tejado de heno, y un cerco de maderos atravesados con celdas que más parecían chozas. Pero para 1635, la situación había mejorado considerablemente y ya el priorato tenía una renta proveniente de varios pueblos de indios que le pertenecían, un molino de agua, una hacienda de trigo, otra hacienda con caballos y mulas, un ingenio de azúcar y una mina de plata que obtuvo en 1633 y cuya renta anual ascendía por lo menos treintal mil ducados. Con semejantes inglesos, los dominicos pudieron costear varias joyas para su iglesia, entre ellas una lámpara de plata que estaba frente al altar mayor y una imagen de la Virgen del Rosario hecha también de plata. Así pues, el convento dominico se había convertido en uno de los grandes terratenientes en Guatemala.
En 1638, los dominicos separaron a sus grandes doctrinas -que les representaban considerables ingresos- en grupos centrados en sus seis conventos:
| Convento     | Doctrinas | Convento  | Doctrinas                                                                                     |
| ------------ | --- | --------- | --------------------------------------------------------------------------------------------- |
| Guatemala    | - Chimaltenango - Jocotenango - Sumpango - San Juan Sacatepéquez - San Pedro Sacatepéquez - Santiago Sacatepéquez - Rabinal - San Martín Jilotepeque - Escuintla - Milpas Altas - Milpas Bajas - San Lucas Sacatepéquez - Barrio de Santo Domingo | Amatitlán | - Amatitlán - Petapa - Mixco - San Cristóbal                                                  |
| Guatemala    | - Chimaltenango - Jocotenango - Sumpango - San Juan Sacatepéquez - San Pedro Sacatepéquez - Santiago Sacatepéquez - Rabinal - San Martín Jilotepeque - Escuintla - Milpas Altas - Milpas Bajas - San Lucas Sacatepéquez - Barrio de Santo Domingo | Verapaz   | - Cahabón - Cobán - Chamelco - San Cristóbal - Tactic                                         |
| Guatemala    | - Chimaltenango - Jocotenango - Sumpango - San Juan Sacatepéquez - San Pedro Sacatepéquez - Santiago Sacatepéquez - Rabinal - San Martín Jilotepeque - Escuintla - Milpas Altas - Milpas Bajas - San Lucas Sacatepéquez - Barrio de Santo Domingo | Sonsonate | - Nahuizalco - Tacuxcalco                                                                     |
| San Salvador | - Apastepeque - Chontales - Cojutepeque - Cuscatlán - Milpas Bajas - Tonacatepeque | Sacapulas | - Sacapulas - Cunén - Nebaj - Santa Cruz - San Andrés Sajcabajá - Zacualpa - Chichicastenango |

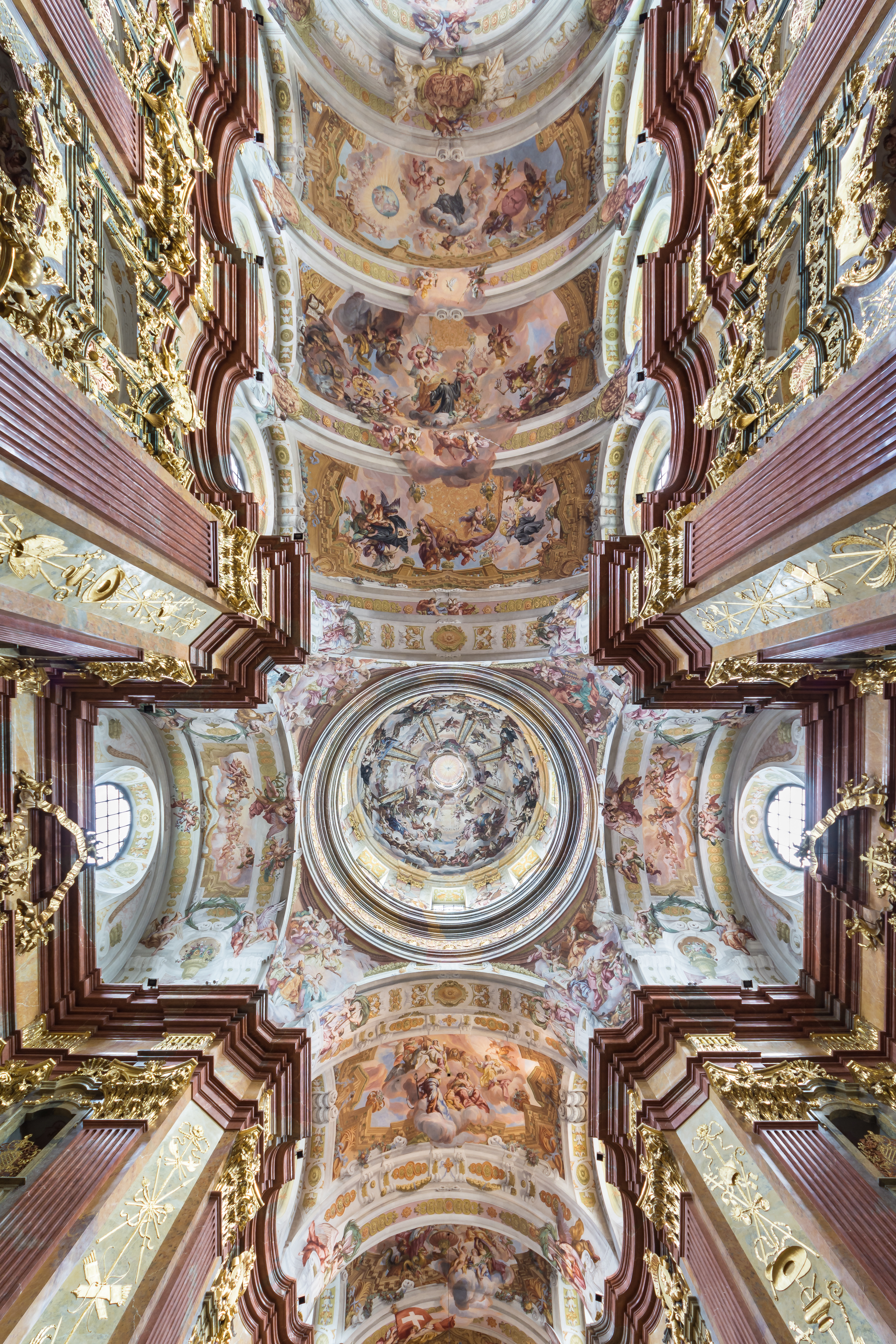
Frescos en la cúpula y techado de la abadía benedictina de Melk, Austria. La apariencia de las iglesias de Antigua Guatemala era similar a la de esta capilla austriaca antes que fueran destruidas por el terremoto de 1773.

El convento de San Jerónimo fue fundado entre los años 1540 y 1550 en el siglo xvi. La primera plantación de azúcar en América Central fue fundada en San Jerónimo en 1601 por Rafael Luján, convirtiéndose en el patrimonio más importante del Reino Español en América Central por su producción de azúcar, cochinilla, uvas, vino y licor de marihuana. Originalmente el área del convento servía para ganado cuando la recibieron en donación en 1579 pero los dominicos la utilizaron para cultivar caña de azúcar. En poco tiempo la hacienda producía 3,125 arrobas de azúcar en 1769 y entre 2,800 y 4,400 arrobas en los primeros años del siglo xix La hacienda ofrecía un beneficio neto de 5,555 pesos en 1776 y más de 6,500 en 1805, debido a las fluctuaciones del mercado del azúcar. Los dominicos invirtieron considerablemente en mobiliario, pues disponían de un ingenio, hornos y calderas y las obras en repartimiento de agua, que estaban valoradas en más de 8,000 pesos. En 1769, la hacienda albergaba más de cinco mil cabezas de ganado, en una extensión -sin sus estancias de cría de ganado- de 168 caballerías pero en total las tierras útiles de la hacienda se calculan en 900 caballerías, 70 de riego a 200 pesos y las 830 a 100 pesos. Fray Francisco Callejos, que era el encargado de la hacienda, que había sido construida con un estilo romano que incluía un acueducto para traer llevar agua a los viíedos. Se encuentra ubicado en la localidad de San Jerónimo, y puede ser más fácil de observar a lo largo de la carretera a la finca San Lorenzo. Los frailes dominicos establecieron una doctrina en la región, la cual contaba con un excelente suministro de agua. El convento de los frailes, de sólida construcción tenía una iglesia contigua, y un extenso sistema de túneles y acueductos de irrigación. Tanto la ubicación como el clima eran ideales para la plantación de viñedos; la gramilla seca y delgada y la arcilla rajada, tan características del suelo del valle de Salamá, desaparecieron gracias al ingenioso sistema de irrigación que construyeron los frailes, quienes perfeccionaron la producción de vino en su doctrina.
En diciembre de 1693, fray Francisco Ximénez, O.P. fue elevado al puesto de cura doctrinero y quedó encargado del oficio por diez años. En 1701, sin embargo, fue transferido a Santo Tomás Chichicastenango (Chuilá) donde se cree que aprendió del narrativo indígena e hizo su transcripción/traducción del libro k'iche' Popol Vuh; posteriormente el padre Ximénez se hizo el Cura de Rabinal desde 1704 hasta 1714 y también fue el vicario y predicador general del mismo distrito desde 1705 en adelante.
Para el siglo xviii los dominicos ya tenían en las afueras de la Ciudad de Santiago de Guatemala una pequeña hacienda llamada la Chácara y un molino de trigo, además de cinco ingenios azucareros: San Jerónimo en la Verapaz, el Rosario, Nuestra Señora de la Encarnación, San José de Matías Palencia y Cerro Redondo. El templo dominico era considerado como de lo mejor que tenía la ciudad de Santiago de los Caballeros, y el más suntuoso de la misma antes de que se construyera la Catedral y el templo de la Compañía de Jesús. Además tenían el sitio llamado Bodegas en la orilla de Río Dulce, a ocho leguas del Castillo de San Felipe de Lara y a treinta y ocho del puerto de Santo Tomás de Castilla. El libro de los Consejos, donde se apuntaban los ingresos de los réditos dominicos evidencia el gran poder económico que tuvieron los dominicos en Guatemala.
Los comerciantes de la ciudad pagaron por muchas de las imágenes que estuvieron en el templo de Santo Domingo, pero en 1754, en virtud de una Real Cédula parte de las Reformas Borbónicas, todos los curatos de las órdenes regulares fueron traspasados al clero secular.

#### Franciscanos

Escudo de armas de la Orden de Franciscanos.

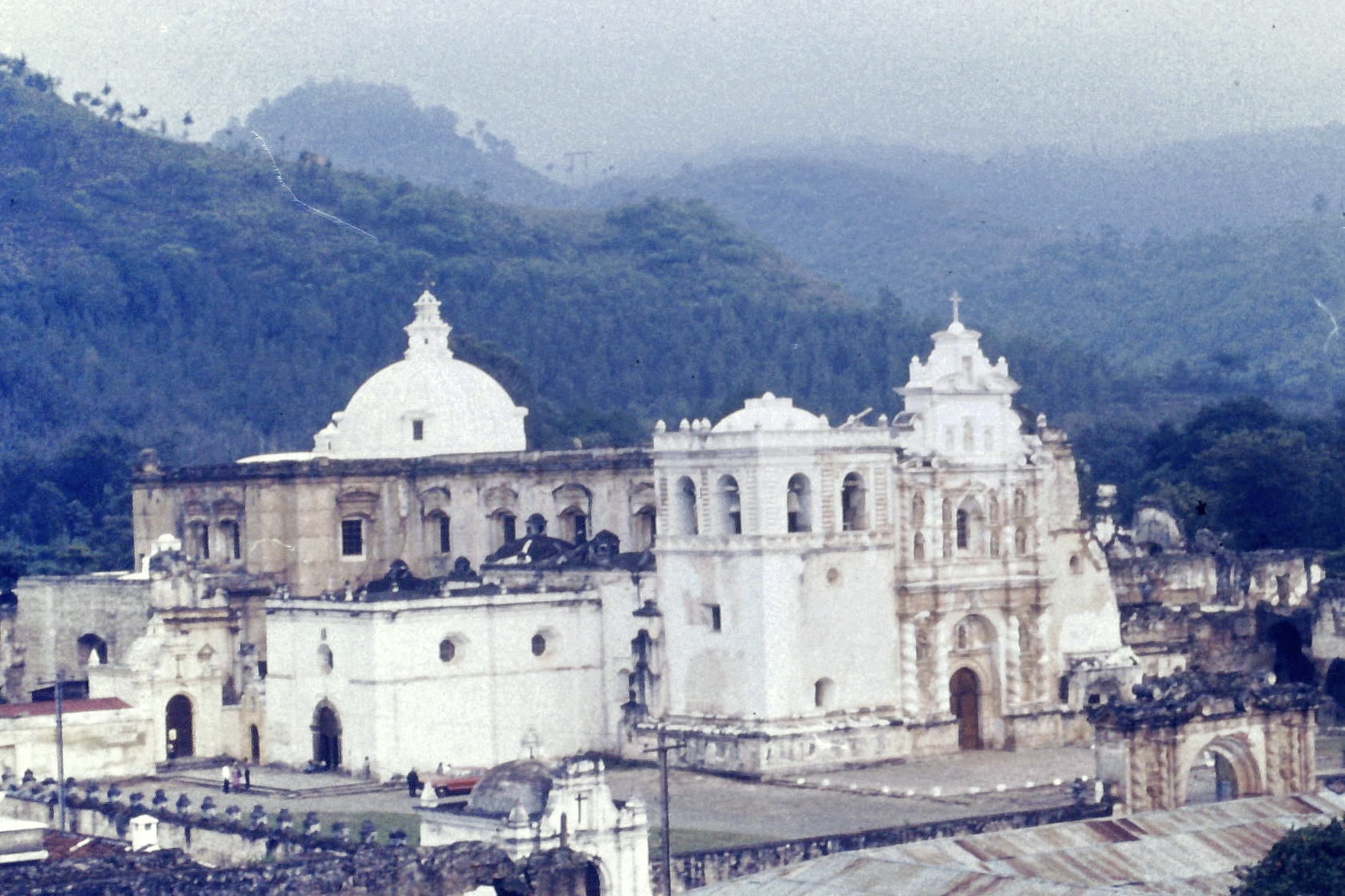
Iglesia de San Francisco en Antigua Guatemala tras su reconstrucción en 1967.

Cuando los frailes franciscanos arribaron a Guatemala provenientes de España en 1530, les fueron asignadas 120 villas para catequizar. Fueron los primeros en mudarse al valle de Panchoy, en donde se asentó Antigua Guatemala, la capital del Reino de Guatemala en 1541. En esa ciudad construyeron una capilla en el solar en el que posteriormente se construyó la iglesia de la Escuela de Cristo. Esta capilla fue destruida en 1575 por un terremoto y durante los siguientes diez años se hicieron colectas para construir el nuevo complejo, a dos cuadras del anterior.
El complejo franciscano se convirtió en un importante centro cultural y religioso para todo el Reino de Guatemala: teólogos, juristas, filósofos, físicos y matemáticos estudiaron en su colegio de San Buenaventura, que estaba ubicado en donde actualmente están las ruinas del monasterio. En el colegio también estudiaron Cristóbal de Villalpando, Tomás de Merlo y Alonso de Paz.
Tanto la capilla como el convento fueron expandidos durante el siglo xvii. En 1684 la estructura fue reforzada y logró resistir el terremoto de 1691. La nueva iglesia fue construida por Diego de Porres e inaugurada en 1702. Los terremotos de San Miguel de 1717 dañaron la estructura severamente, al igual que el terremoto de 1751.
Los conventos y doctrinas en la diócesis de Guatemala se hallaban diseminados en donde se encuentra los modernos departamentos de Sacatepéquez, Chimaltenango, Sololá, Quetzaltenango, Totonicapán, Suchitepéquez y Escuintla. En el Memorial de las doctrinas y religiosos de la «Provincia del Santísimo Nombre de Jesús», como se llamaba entonces el área a cargo de los franciscanos, en 1603, se observa que había catorce conventos en la diócesis de Guatemala, con un total de veinte religioses en el Convento Grande de San Francisco de Santiago de los Caballeros y treinta y ocho distribuidos en las guardianías y doctrinas de Guatemala quienes ejercían oficios pastorales en las doctrinas de indios que administraban. Los conventos estaban habitados por reducidos grupos de religiosos: dos conventos con cinco franciscanos, cinco con cuatro, siete con tres, ocho con dos y uno con uno; solamente el de la ciudad de Santiago de Guatemala tenía un número relativamente grande. Los franciscanos atendían ciento cuatro poblados indígenas en Guatemala, con un total de alrededor de treinta y cinco mil personas; en cuanto a sus problemas, los frailes reportan la falta de ministros que padece la provincia y de la urgencia de que vengan de España, pues los religiosos están viejos y la tierra es muy trabajosa. Por otra parte, se nota el buen conocimiento de las lenguas indígenas por parte de los doctrineros y sus auxiliares. En 1661, el obispo fray Payo Enrique de Ribera remitió al rey de España una Memoria y Padrón de conventos de la diócesis de Guatemala y para entonces ya había veintiún conventos, con setenta religiosos en Santiago de los Caballeros y noventa y dos en las doctrinas.
| Convento                   | N.° religiosos | N.° feligreses | Doctrinas anexas | Cofradías | Convento                     | N.° religiosos | N.° feligreses | Doctrinas anexas | Cofradías | Convento                  | N.° religiosos | N.° feligreses | Doctrinas anexas | Cofradías |
| -------------------------- | -------------- | -------------- | ---------------- | --------- | ---------------------------- | -------------- | -------------- | ---------------- | --------- | ------------------------- | -------------- | -------------- | ---------------- | --------- |
| San Francisco de Guatemala | 100            |                |                  |           | San Juan del Obispo          | 3              | 3225           | 8                | 24        | Almolonga                 | 2              | 3080           | 7                | 16        |
| Alotenango                 | 3              | 2018           | 3                | 6         | Acatenango                   | 3              | 1500           | 1                | 8         | Comalapa                  | 3              | 2950           | 1                | 8         |
| Tecpán                     | 4              | 2250           | 1                | 8         | Patzún                       | 4              | 1600           | 0                | 5         | Patzicía                  | 3              | 2094           | 0                | 5         |
| Tecpán-Atitlán             | 5              | 3500           | 5                | 12        | Santiago Atitlán             | 4              | 2595           | 2                | 12        | San Pedro La Laguna       | 3              | 1677           | 4                | 11        |
| Panajachel                 | 3              | 1785           | 4                | 12        | San Cristóbal Totonicapán    | 4              | 2960           | 2                | 14        | San Miguel Totonicapán    | 4              | 3462           | 2                | 10        |
| San Pedro Jocopilas        | 3              | 1800           | 0                | 5         | Momostenango                 | 3              | 1127           | 2                | 9         | Quetzaltenango            | 5              | 3742           | 5                | 22        |
| Samayaque                  | 4              | 2700           | 2                | 12        | San Bartolomé Suchitepéquez  | 3              | 540            | 3                | 7         | Siquinalá                 | 3              | 1007           | 3                | 7         |
| Patulul                    | 4              | 2020           | 3                | 12        | San Francisco de la Costilla | 4              | 574            | 2                | 12        | Santa Lucía Cotzumalguapa | 4              | 810            | 6                | 22        |
| ---                        |                |                |                  |           | Iztapa                       | 3              | 2300           | 1                | 7         | ---                       |                |                |                  |           |

En las cabeceras de los curatos diariamente se cantaba o rezaba la misa conventual con la asistencia de los oficiales de las cofradías y de sus esposas, quienes tenían velas encendidas en sus manos durante casi toda la misa. Diariamente, tanto en las cabeceras como en los pueblos de visita, se impartía doctrina a las niñas a partir de los seis años de edad a las dos de la tarde y, al ocaso, a los niños de la misma edad para que durante dos horas recibieran la instrucción cristiana. La enseñanza consistía en recitar toda la doctrina y oraciones y hacer ejercicios con las preguntas del catecismo y estaba a cargo del doctrinero y de dos indios ancianos, llamados fiscales, en caso el doctrinero no pudiera asistir. A los adultos se les atendía los domingos y días festivos, luego de la misa; se cerraban las puertas de la iglesia, y se rezaban todas las oraciones de la doctrina cristiana en idioma de la localidad, con todo el pueblo, hombres y mujeres.
La aplicación de los sacramentos era de la siguiente forma:
- Matrimonio: solo se confería a quienes conocían y eran examinados de toda la doctrina.[58]
- La Unción y el Viático: se administraba a los enfermos cuando avisaban los fiscales; la Eucaristía se les suministraba con gran solemnidad, incluyendo una procesión con las primeras autoridades del pueblo y en casa del enfermo se levantaba un altar.[59]
- Bautismo: exclusivamente impartido por los sacerdotes.[60]

La Cuaresma era una época en que se preparaba a los indígenas a la confesión y comunión anual obligatorias, predicándoles en idioma materno. Todos los domingos de Cuaresma se les predicaba en idioma materno, disponiéndoles a la confesión. Todos los viernes de Cuaresma, en los pueblos donde había templo de Calvario, se hacían las estaciones con cantos y portando livianas cruces y, en cada una de ellas, se leía o cantaba el misterio en idioma materno, culminando con un sermón en el Calvario y la vuelta a la iglesia con cantos y rezos.
Ahora bien, en la práctica, las cabeceras de las doctrinas en donde residían los religiosos era donde se impartía mejor la doctrina, pero los pueblos de visita, especialmente los más apartados y de difíciles comunicaciones tenían adoctrinamiento dirigidos principalmente por los fiscales, y dejaban mucho que desear.
Hacia 1773, cuando la ciudad de Santiago de los Caballeros de Guatemala fue afectada por los terremotos de Santa Marta el complejo arquitectónico de los franciscanos tenía una extensión de casi tres hectáreas y hospedaba a cien religiosos. En ese entonces en el complejo se encontraba la casa de estudios con cátedras de filosofía, teología y cánones, talleres de artesanía y pintura, residencia para los misiones, la segunda imprenta que se estableció en Guatemala, la enfermería y una farmacia abierta al público.

#### Mercedarios

Escudo de armas de la Orden de la Merced.

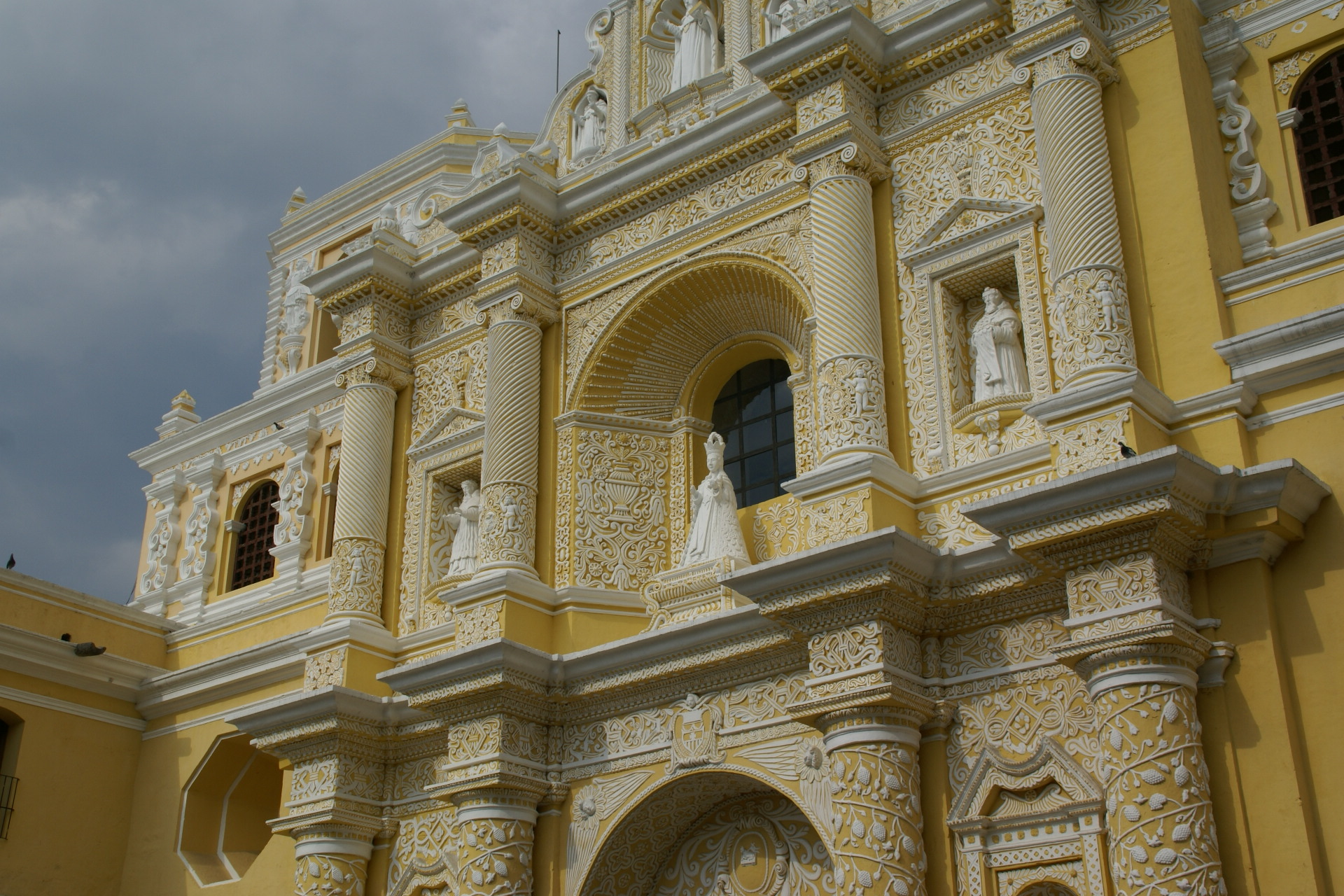
Iglesia de La Merced en Antigua Guatemala en 2010. El templo fue concluido poco antes de los Terremotos de Santa Marta a los que resistió y se encuentra abierto al culto hasta la fecha, aunque ya no está a cargo de los mercedarios.

Fray Marcos Dardón llegó la América Central con los conquistadores españoles y participó activamente en la futura provincia de la Merced de Guatemala, creada poco después de su muerte. El obispo de la diócesis, Francisco Marroquín, lo trajo consigo a Guatemala, hacia 1537. Los mercedarios se asentaron en el Valle de Almolonga y cinco años después, tras el deslave del Volcán de Agua se trasladaron al Valle de Panchoy.
El obispo Francisco Marroquín afirmó que los mercedarios fueron los primeros que se radicaron y perseveraron en el reino de Guatemala; de hecho, su campo de apostolado lo extendieron por las tierras que en el siglo xxi integran los departamentos guatemaltecos de Quetzaltenango, San Marcos y Huehuetenango y el estado mexicano de Chiapas, donde tuvieron un gran número de doctrinas, que multiplicaron más durante los últimos años del siglo xvi hasta principios del siglo xviii. De hecho, el convento de los mercedarios en Chiapas fue el primero que tuvo la orden en el conteniente americano, pues aunque habían venido junto con los primeros conquistados, lo hicieron en forma individual no como congregación y por ellos no tenían presencia en las grandes ciudades como Ciudad de México o Lima. Marroquín fue a rogar a la Ciudad de México hasta conseguir que le enviaran a cuatro religiosos mercedarios para Chiapas y Guatemala; los frailes Pedro Barrientos y Pedro Benítez de Lugo se quedaron en Chiapas para fundar el monasterio de esa localidad. Por ese entonces, fray Marcos se hallaba en la provincia de Chiapas, desempeñando el cargo de protector de indios. Y algún tiempo después, en 1546, pasó a Guatemala, donde desempeñó sucesivamente los cargos de comendador del convento de la ciudad y de vicario provincial.
Hacia 1550, a petición del licenciado Alonso López Cerrato, presidente de la Real Audiencia de Guatemala, fray Marcos promovió la fundación de las casas de Gracia de Dios, Tencoa y Valladolid de Comayagua; las tres en la región hondureña, para que sus religiosos se encargasen de la doctrina de los naturales. Los dos primeros fueron fundados por fray Nicolás del Valle, quien en 1565, presentó un memorial al Consejo de Indias, solicitando ayuda para los tres conventos, donde los mercedarios, que «predican el santo evangelio, no han gozado de la protección real».
Contando con otros núcleos de conventos, en 1561 se fundó la provincia de Nuestra Señora de la Merced de Guatemala, que comprendía, además de Guatemala y Honduras, las regiones de San Salvador, Nicaragua, Costa Rica y, por algunos años, hasta que se erigió en provincia independiente, también la región de México Inclusive, tuvieron presencia en Amatique en Izabal —que entonces se conocía como la alcaldía mayor de Amatique en la provincia del Golfo Dulce— en donde poseían un convento, aprovechando la proximidad del poblado conocido como «villa de españoles de Nueva Sevilla», que estaba en la ribera meridional del Río Polochic. Sin embargo, cuando el poblado Nueva Sevilla desapareció cuando le llegaron quejas infundadas de desmanes de los pobladores a los religiosos de la Orden de Predicadores, los mercedarios quedaron expuestos a los ataques de piratas y sin ayuda de las autoridades españolas, por lo que decidieron abandonar el solar y entregarlo al obispo de Trujillo, Cristóbal de Pedraza, en 1549.
En 1565 se creó la provincia mercedaria de la Presentación de Guatemala; originalmente habían obtenido del obispo Francisco Marroquín curatos en el valle de Sacatepéquez y Chilmatenango, pero los cambiaron con los dominicos por el área de la Sierra de los Cuchumatanes. Durante la primera parte del siglo xvii tenían a su cargo la evangelización de algunos pueblos alrededor de la ciudad de Santiago, que con el paso del tiempo pasaron a formar parte de la ciudad; dichos pueblos fueron Espíritu Santo, Santiago, San Jerónimo y San Anton —que funcionaba como la cabecera de su encomienda y vicaría y en donde estaba el convento que tenían los mercedarios y que asistía el comendador, cura y coadjutor de la orden.
Según la relación del obispo Juan de las Cabezas en 1613 y las actas de visita pastoral del arzobispo Pedro Cortés y Larraz en 1770, los mercedarios tenían a su cargo nueve doctrinas, y sus muchos anexos, que eran: Santa Ana de Malacatán, Concepción de Huehuetenango, San Pedro de Solomá, Nuestra Señora de la Purificación de Jacaltenango, Nuestra Señora de la Candelaria de Chiantla, San Andrés de Cuilco, Santiago de Tejutla, San Pedro de Sacatepéquez y San Juan de Ostuncalco.
Los mercedarios eran propietarios del ingenio «La Vega» y el trapiche «Nuestra Señora del Buen Suceso de Pechar»; también construyeron el colegio «San Gerónimo», pero les fue decomisado en 1763 por no tener licencia real y fue utilizado como la Real Aduana.
En 1696, Rivas logró convertir a más de doscientos indígenas y reducirlos a un pueblo que él llamó San Ramón Alap. Con esto llegaba a su término la reducción y conversión de los lacandones; Rivas había dejado la cátedra de Teología que le habían confiado en la Real y Pontificia Universidad de San Carlos de Borromeo. Con los indios llamados petenactes, convertidos por él, fundó, el pueblo de San Miguel. El presidente de la Audiencia, en 1714, decía al Rey de España que el padre Blas Guillén «había criado, catequizado y educado a los indios lacandones durante dieciocho años».
Después, tras la Conquista del Petén en 1697, quedaron un tanto desamparadas dichas misiones. El padre Rivas se fue a misionar en las orillas del lago Itza, en el Petén, de donde tuvo que retirarse por haber llegado ahí los clérigos. Según un informe de la Audiencia de Guatemala de 1675, los mercedarios contaban en su provincia con veintiséis conventos y de ellos dieciséis doctrinas de indios.
El templo mercedario de Antigua Guatemala fue dedicado en 1767, apenas seis años antes de los Terremotos de Santa Marta, a los que resistió gracias a las nuevas técnicas de construcción utilizadas. En la fachada de la iglesia, en su parte superior está una escultura de San Pedro Nolasco, fundador de la Orden Mercedaria. Abajo aparece Nuestra Señora de las Mercedes y el escudo mercedario. Las esculturas en estuco y ladrillo de los santos mercedarios San Ramón Nonato y San Pedro Armengol se encuentran al lado izquierdo de la fachada. San Pedro Pascual y Santa María de Cervelló, primera monja mercedaria se encuentran al lado derecho.

#### Jesuitas

Escudo de la Compañía de Jesús.

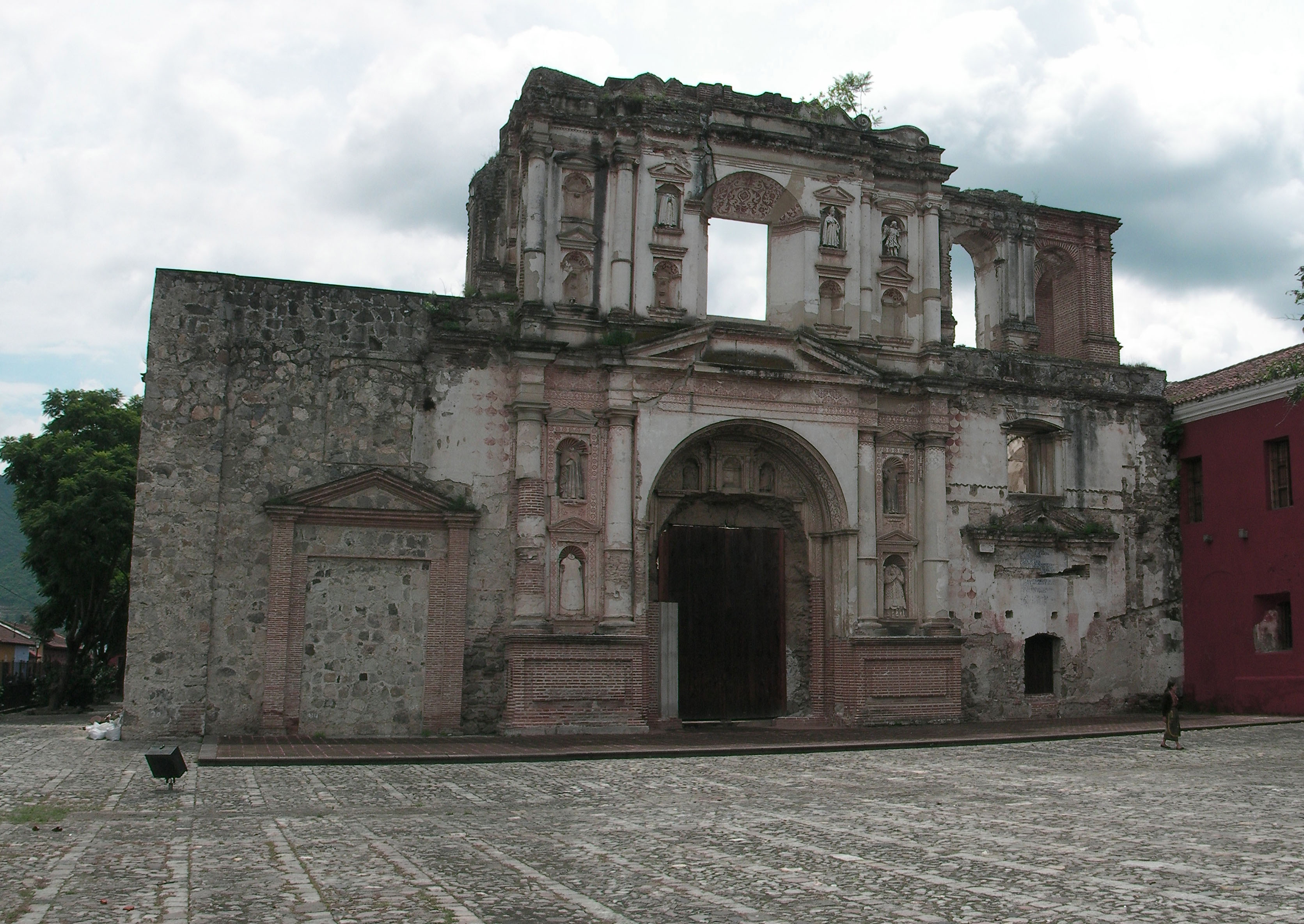
Ruinas de la Iglesia de la Compañía de Jesús en Antigua Guatemala tras su restauración por parte de la Agencia Española de Cooperación Internacional para el Desarrollo en 1997.

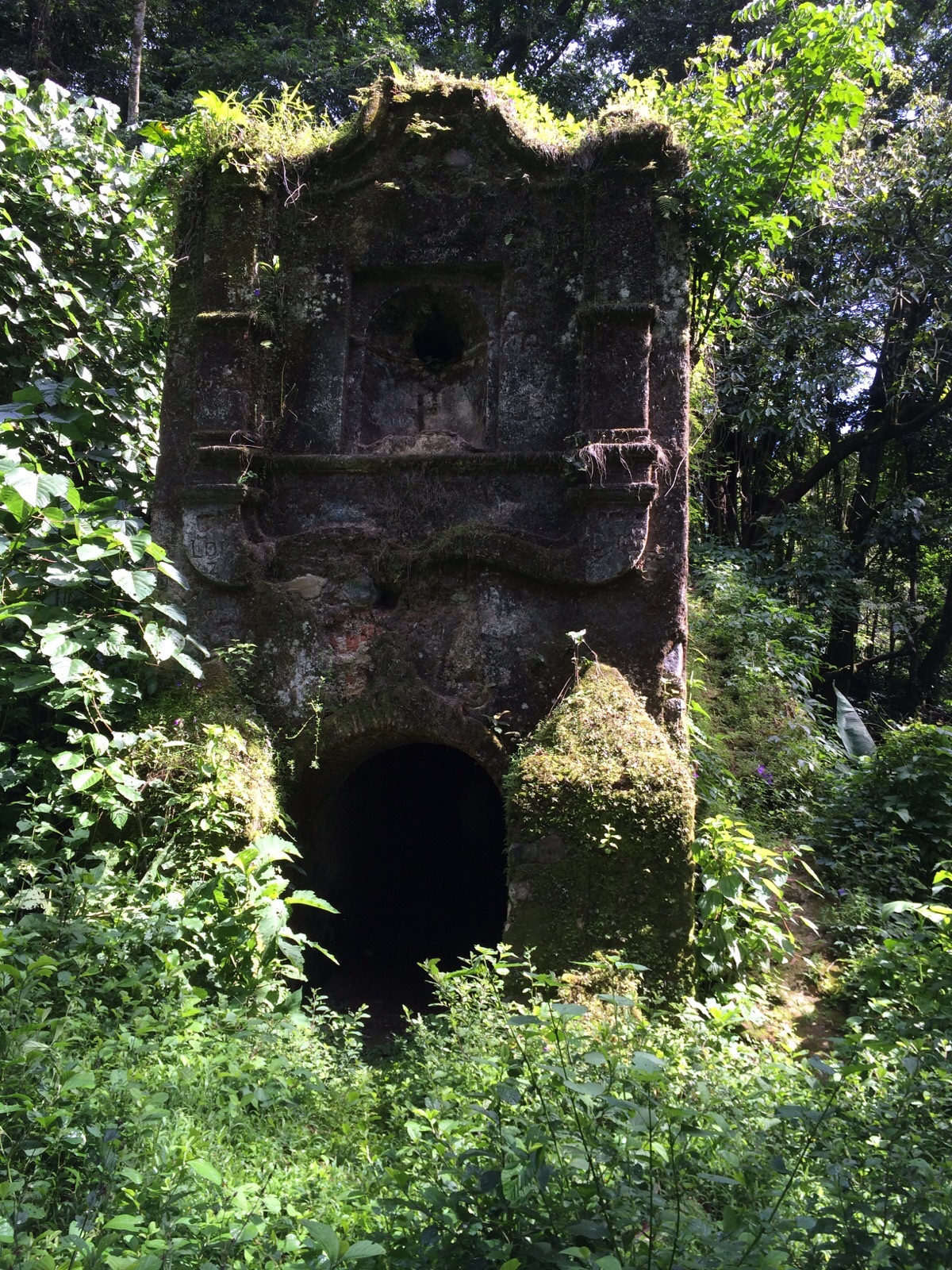
Ruinas del convento jesuita en Fraijanes.

La Compañía de Jesús se estableció en Santiago de los Caballeros de Guatemala en 1582 y fundó el colegio de San Lucas. Esta manzana jesuítica, donada en parte por el cronista Bernal Díaz del Castillo, comprendía tres claustros y un templo, y llegaron a vivir hasta doce jesuitas en él. Funcionó como Colegio de San Lucas de la Compañía de Jesús desde 1608. El Colegio adquirió gran fama y no tenía rival en cuanto a la enseñanza de primeras letras y gramática; a él asistió lo más florido de la sociedad de Santiago, tales como Francisco Antonio Fuentes y Guzmán, el cronista Francisco Vázquez y Pedro de Betancourt .
El 18 de julio de 1626 se inauguró el templo, y alrededor de 1690 se fundó otro colegio: el «San Francisco de Borja», en donde luego estudió el poeta y Rafael Landívar. Los jesuitas eran dueños de un ingenio azucarero conocido como «Ingenio de la Compañía, ubicado muy cerca del Lago de Amatitlán y también eran propietarios de haciendas en Canales, Huminapa y Santiago de las Iguanas y de la de Dolores de Cedillo; tanto el ingenio como las haciendas contaban con un oratorio en el que se rendía culto a varias imágenes de santos. Su templo sufrió continuas renovaciones debido a los constantes terremotos que azotaron a la ciudad durante los siglos xvi y xvii. Los jesuitas fueron expulsados de todas las posesiones del Imperio Español en 1767 y no retornaron a Guatemala sino hasta en 1850.

### Órdenes de menor importancia

#### Hospitalarios de San Juan de Dios

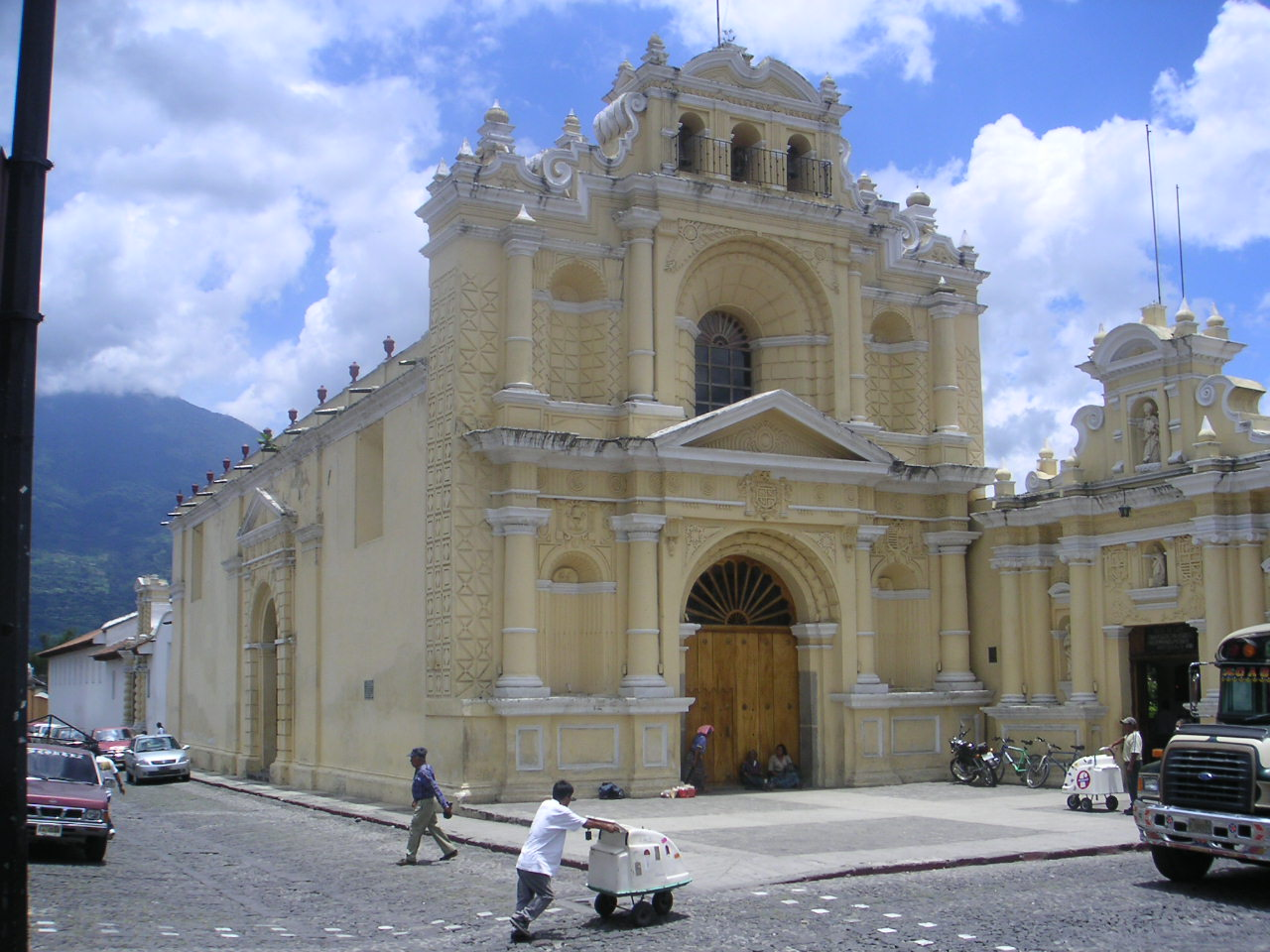
Iglesia y Hospital de San Pedro en Antigua Guatemala. Estaba dedicado al tratamiento de enfermedades de eclesiásticos.

Los religiosos de San Juan de Dios fundaron su convento en 1636 y a partir de entonces estuvieron a cargo de los hospitales en el Reino de Guatemala. Los hospitales eran:
- San Alejo: para indígenas
- San Pedro: para eclesiásticos
- Santiago: para españoles y mulatos
- San Lázaro
- San Juan de Dios: en 1667 el hospital de San Alejo fue entregado a los Hermanos de San Juan de Dios por los dominicos que lo habían administrado hasta entonces y en 1685, San Alejo y Santiago se unieron, formando el hospital de San Juan de Dios.[85]

#### Betlemitas
Al llegar a Guatemala a mediados del siglo xvii, el hermano Pedro de San José Betancur inició estudios eclesiásticos en el Colegio de San Lucas de la Compañía de Jesús y al concluir su formación básica acabó profesando como terciario franciscano en el Convento de San Francisco en Antigua Guatemala de Guatemala. El hermano Pedro fundó centros de acogida para pobres, indígenas y vagabundos. Otros terciarios lo imitaron, y fundó la Orden de los Hermanos de Nuestra Señora de Bethlehem en 1656, con el fin de servir a los pobres. Asimismo, es considerado el gran evangelizador de las Indias Occidentales, del mismo modo que San Francisco Javier lo es de las Indias Orientales. El Santo atendió a pobres, enfermos, huérfanos y moribundos, y fue un precursor de los Derechos Humanos, y de la introducción del Belenismo en las nuevas tierras americanas. Por otro lado, Pedro de San José Betancur fue el primer alfabetizador de América y la Orden de los Betlemitas, a su vez fue la primera orden religiosa nacida en el continente americano.

#### Cristo Crucificado de Propaganda Fide (La Recolección)

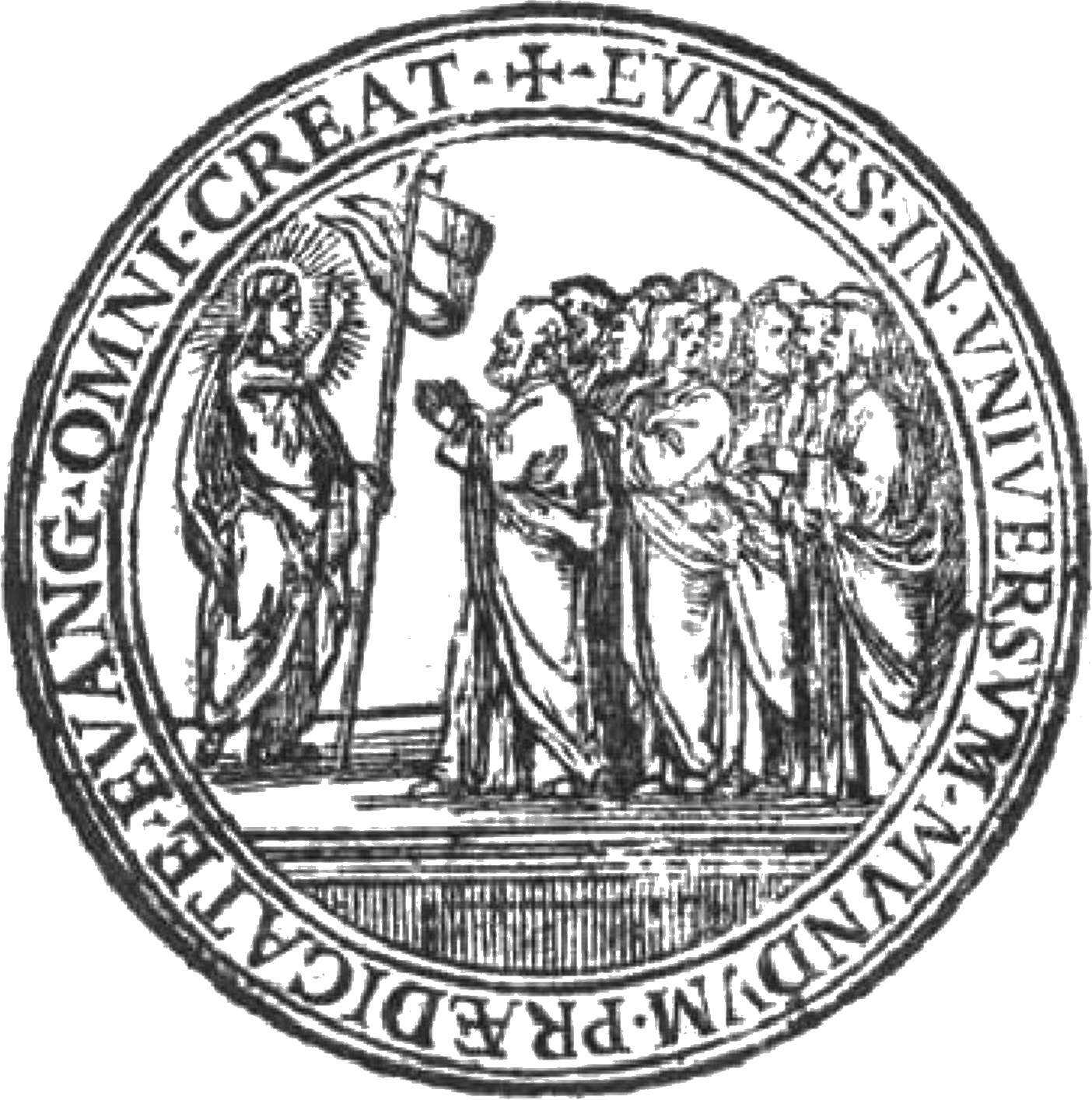
Sello de la Congregación de Propaganda Fide.

En 1685 los misioneros Jorge de la Torre y Antonio Margil, de los frailes recoletos, llegaron a la ciudad de Santiago de los Caballeros procedentes de Querétaro en el Vicerreinato de la Nueva España. Cuando algunos frailes más de la orden llegaron en los años siguientes, le pidieron permiso al Ayuntamiento para construir un monasterio; pero en 1695, el Ayuntamiento les hizo saber que no había suficientes frailes para justificar la construcción y que además ya había suficientes monasterios en la ciudad. Ante esta negativa, los frailes se dirigieron a la Real Audiencia, la cual si autorizó la construcción en 1700 del «Colegio de Cristo Crucificado de los Misioneros apostólicos», por un decreto real. En 1701 se inició la construcción de los edificios cuando les fueron otorgados dos parcelas en la parte Noroeste de la ciudad, y seis años después se colocó la primera piedra de la iglesia. En 1708 se completaron el convento, la biblioteca y la enfermería. La iglesia fue inaugurada el 23 de mayo de 1717., pero pocos meses después la ciudad de Santiago de los Caballeros sufrió los embates de los terremotos de San Miguel en 1717, los cuales dañaron la estructura de la iglesia y del convento. Tras las reparaciones correspondientes, el complejo estuvo en posición de albergar a los frailes, llegando a tener hasta 35 en 1740. En 1751 hubo otros sismos que dañaron la estructura; y finalmente en 1773, los Terremotos de Santa Marta la terminaron de arruinar.

#### Orden de la Inmaculada Concepción

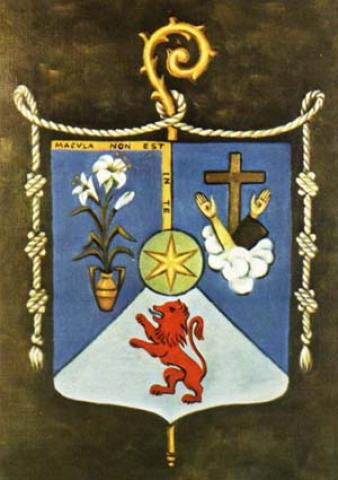
Escudo de la Orden de la Inmaculada Concepción

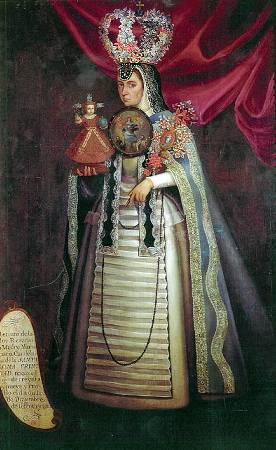
Monja profesionista de la Orden de la Inmaculada Concepción en México. Un atuendo similar era utilizado por las monjas profesionistas de dicha orden en Santiago de los Caballeros de Guatemala en los siglos xvii y xviii.

Su historia no fue tan continua como lo fueran las de otras órdenes religiosas. El terreno donado por el obispo Francisco Marroquín alrededor de 1563, tuvo como fin principal ser sede de un edificio con aires conventuales. Pasaron catorce años antes de que el grupo de autoridades religiosas propiciara, junto con México, el arribo de varias hermanas de la Orden de la Inmaculada Concepción al Reino de Guatemala con el objeto de iniciar el convento. La labor de las cuatro religiosas comenzó a dar fruto un año después, cuando ingresó la primera religiosa guatemalteca.
Durante treinta años sería el único monasterio femenino en la región. De acuerdo con el monje viajero y cronista inglés Thomas Gage que visitó Santiago muchos años después, la iglesia del convento tenía una valiosa colección de arte. Según crónicas de la época, se multiplicó el número de las integrantes, alcanzando más de cien reclusas con una reconocida conducta llena de devoción; según la Gazeta de Goathemala, alcanzó a tener ciento tres monjas, ciento cuarenta pupilas, setecientas criadas y doce beatas.
En el siglo xvii había dos tipos de monjas: descalzas y urbanista; Juana de Maldonado era urbanista: Las novicias al profesar se vestían con un traje similar al de las novias, pues se casaban con Cristo. El atuendo de la monjas concepcionistas que profesaban sus votos era más lujoso que el de las otras órdenes religiosas en la ciudad y consistía de una corona de flores y joyas, un escapulario plizado (que fue prohibido en años posteriores por su lujo y ostentación), una imagen del Niño Jesús y una palma ornamentada.
La jerarquía del convento estaba constituida por una abadesa, una vicaria y cuatro monjas definidoras; la abadesa concepcionista estaba encargada de reportar periódicamente las actividades del convento al obispo, y de solicitar permisos..

#### Clarisas Capuchinas

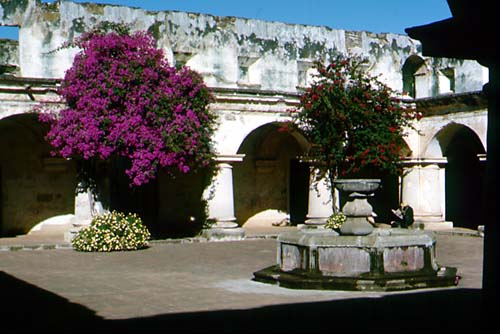
Ruinas del convento de las Clarisas Capuchinas en Antigua Guatemala.

En 1725, el Felipe V aprobó la construcción de «Convento e Iglesia de Nuestra Señora del Pilar de Zaragoza» tras la llegada de las monjas de la Orden de Clarisas Capuchinas a la ciudad de Santiago de los Cablleros. La obra fue iniciada en 1731 y consagrada el año de 1736 bajo la supervisión de Diego de Porres; de hecho, fue el último convento fundado de la urbe y el primero que abandonó el hábito de exigir dote para las nuevas internas, circunstancia que había impedido a jóvenes de escasos recursos acoger la vida religiosa. La rutina diaria de las profesas estaba regida por una estricta reglamentación que incluía las reglas máximas de pobreza, penitencia y ayuno; asimismo, debían subsistir de las limosnas proveídas por los fieles.
Durante el régimen colonial, había dos tipos de monjas, descalzas y urbanistas:
| Atributo                | Monjas descalzas | Monjas urbanistas                                                                                      |
| ----------------------- | --- | --- |
| Denominación            | Recoletas o de vida común.                                                                                           | Calzadas o de vida particular.                                                                         |
| Costo de ingreso        | Ninguno | Dote en especie o una propiedad que produjera réditos para la congregación.                            |
| Tipo de vida            | De clausura | De clausura                                                                                            |
| Rezo                    | En el coro. | En el coro.                                                                                            |
| Regla de austeridad     | Estricta: dependían de la limosna, guardaban silencio en todo momento, excepto para rezar y nunca tomaban chocolate. | Relajada: podían tener ingresos y beber chocolate, excepto durante el ayuno.                           |
| Habitaciones            | Vida en común en salas de recreación de labores. Poseían una celca minúscula que les servía para dormir.             | Sin vida en común. Vivían en una celda grande que era prácticamente una casa de reducidas dimensiones. |
| Alimentación            | Comían juntas en silencio en refectorios. No podían comer carne.                                                     | Preparaban sus propios alimentos. Les estaba permitido comer carne fuera del ayuno.                    |
| Servicio                | Realizaban las labores, o se servían del servicio comunitario de la congregación                                     | Podían tener sirvientes personales.                                                                    |
| Vestimenta              | Ropas austeras de fibras rústicas.                                                                                   | Ropajes finos; solían utilizar joyas.                                                                  |
| Calzado                 | Sandalias sencillas                                                                                                  | Zapatos o zapatillas.                                                                                  |
| Atribuciones especiales | Ninguna. | Maestras de las niñas encargadas al convento.                                                          |

### Clero secular
El clero secular, dirigido por su obispo también jugó un papel importante en la implementación de la iglesia, pero de una forma muy distinta a la utilizada por las órdenes regulares. Completamente sobrepasados en número por los frailes de las órdenes y sin la vocación evangélico de ellos, los curas seculares restringieron sus actividades exclusivamente a los colonizadores españoles. Muy pocos curas seculares hicieron actividades pastorales entre los indígenes durante los primeros años de la colonia española. Para 1555, cuando las órdenes regulares ya habían fundado noventa congregaciones de indígenas, las parroquias seculares solamente existían en la capital del reino, la villa española de San Salvador, y probablemente en Sonsonate, San Miguel y Guazacapán. Otro factor que limitaba considerablemente al clero secular era que los indígenas estaban exonerados del tributo del diezmo. Dado que el diezmo era el ingreso tradicional de los seculares, el hecho de que los indígenas no lo pagaran hacía que las misiones no fueran atractivas para ellos. Es más, cuando una de las órdenes regulares había indoctrinado a un determinado pueblo, dicha población quedaba protegida por ley y reservarda para esa orden en particular.
Así pues, los curas seculares dejaron las misiones a las órdenes y se enfocaron en los españoles, quienes a diferencia de los indígenas, tenían la obligación de pagar el diezmo; por ellos, los obispos de Guatemala tenían un gran interés en que se establecieran tantas parroquias entre los españoles como fuera posible. En su desesperación por contrarrestar a las órdenes regulares, el obispo Bernardino Villalpando se esforzó por reclutar a quienes fuera para el clero secular que comandaba, y así acrecentar el poder de su diócesis; llegó incluso a ofrecer regalos y los favores de mujeres que se alojaban en la residencia del obispo. Llegó incluso a enviar a los miembros de la comunidad de la catedral a las parroquias, a fin de que estuvieran servidas, a expensas de que la catedral no lo estuviera. Por medio de este sistema, Villalpando pudo crear un clero secular prácticamente de la nada, pero las órdenes lo denunciaron por prácticas ilegales y fue perseguido por el capitán general.
Tras los fallidos intentos del obispo Bernardino Villalpando, los obispos de Guatemala no se entrometieron con las órdenes regulares. Para 1600, el número de parroquias seculares había crecido a treinta y uno, abarcando a más de cien aldeas y caseríos. El hecho de que algunos encomenderos vieran con recelo a los frailes ayudó a que el clero secular extendiera su cobertura a algunos poblados; los curas párrocos eran más tolerantes a los abusos de los encomenderos que los frailes de las órdenes. El problema con estos curas párrocos era que en ese entonces no había un procedimiento formal para ordenarlos y muchas veces eran parientes o amigos de los encomenderos que siemplemente servían como recolectores del diezmo y no como sacerdotes.
Al final del siglo xvi, existía muchas rivalidades entre los católicos en la colonia, porque por un lado estaban las reyertas entre las órdenes regulares y sus pueblos catequizados y por otro, el clero secular corrompido por designaciones viciadas de curas párrocos que únicamente estaban interesados en el beneficio que les otorgaba el diezmo.

#### Colegio o Seminario Tridentino
El Colegio o Seminario Tridentino era fruto indirecto del Concilio de Trento, el que animó al rey Felipe II a propiciar la fundación de seminarios para la formación de curas seculares en las diócesis americanas. La construcción, que empezó a mitad del siglo xviii, se prolongó al ampliarse las instalaciones con el Colegio de Indios.

### Fundación de la Real y Pontificia Universidad de San Carlos Borromeo

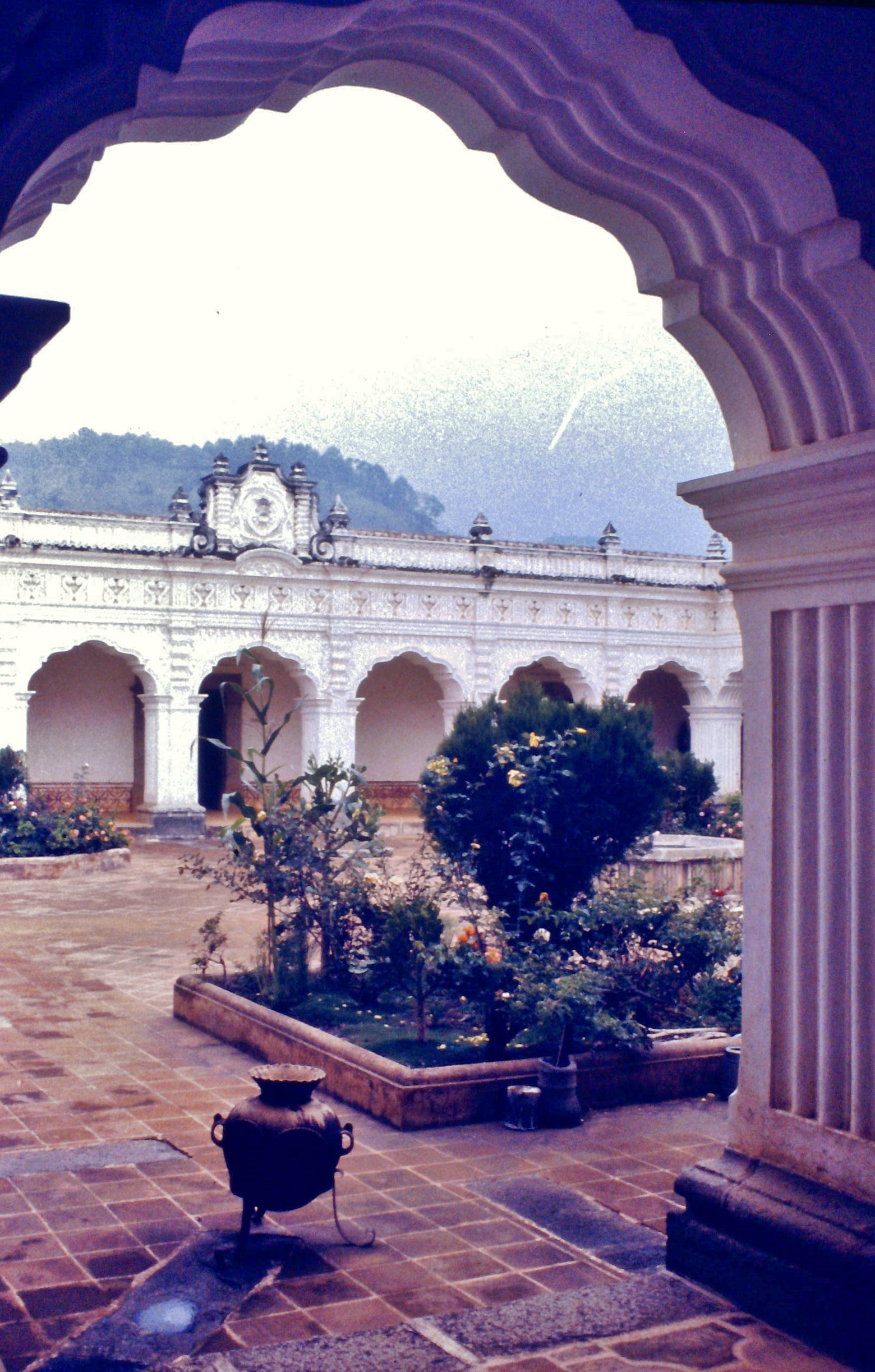
Patio de la Real y Pontificia Universidad de San Carlos Borromeo. Fotografía de 1971.

El alcalde de Santiago de los Caballeros de Guatemala Pedro Crespo Suárez, al morir, donó 20 000 pesos para la institución de cátedras de una universidad «que se estaba gestionando», pero los jesuitas se interpusieron a la fundación de la Universidad, ya que no les parecía que los mercedarios, franciscanos y dominicos tomaran la iniciativa en cuestiones religiosas y educativas. Después de varias décadas, alegatos y peticiones, el rey Carlos II expidió una real cédula, con fecha de 31 de enero de 1676, que dio licencia a la capital del Reino de Guatemala para fundar una universidad real o Estudio General Esta sería la tercera universidad real y pública de la América hispánica, y la segunda en la Nueva España. Después de un conflictivo proceso de organización, cinco años después de expedida la cédula real, la Universidad de San Carlos de Guatemala inició las lecciones de cinco de sus nueve cátedras, el 7 de enero de 1681, con más de sesenta estudiantes matriculados y siendo el Rector el Doctor José de Baños y Soto Mayor, arcediano de la Catedral, Predicador del Rey de España y Doctor de la Universidad de Osuna. La universidad fue inaugurada bajo el patrocinio de San Carlos Borromeo, dictando sus estatutos don Francisco Saraza y Arce, copia de los de México que, a su vez, eran adaptación de los de la Universidad de Salamanca en España.
Las primeras cátedras de la Universidad de San Carlos fueron:
- Cánones
- Leyes
- Medicina
- Teología Escolástica
- Teología Moral
- Dos cursos de lenguas

La Universidad San Carlos de Guatemala recibió la aprobación papal por bula del 18 de junio de 1687, 10 años después de su fundación y 6 años después de que comenzaran las clases, convirtiéndose en la Real y Ponticifia Universidad de San Carlos Borromeo, cuya enseñanza estaba completamente controlada por los dictámenes del Papa.

### Cristo de Esquipulas

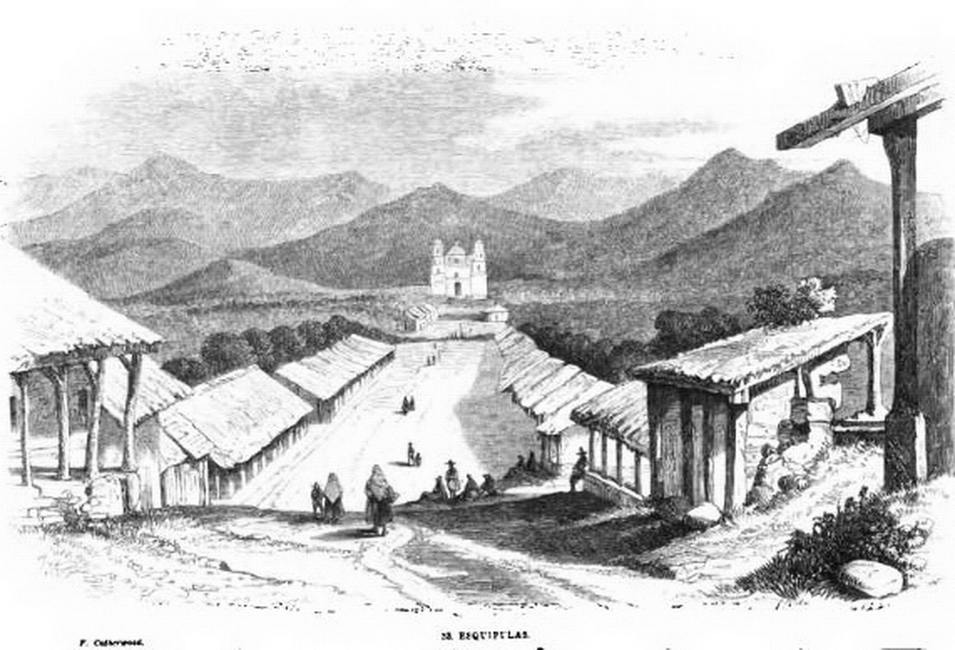
Grabado de John Lloyd Stephens, antropólogo inglés que visitó la región entre 1839 y 1840, durante las guerras centroamericanas y el principio del régimen de Rafael Carrera.

En 1594, los pobladores de la villa de Esquipulas, pidieron al escultor de origen portugués Quirio Cataño que esculpiera un cristo crucificado de color de tez morena. El escultor portugués, quien residía en Santiago de los Caballeros de Guatemala, entregó el Cristo Negro el 9 de marzo de 1595. Los pobladores de esa época llamaban "milagrosa" a la escultura, lo cual llamó la atención de las poblaciones católicas aledañas. Para 1650 la villa era uno de los sitios católicos más importantes del país, visitada por personas provenientes de las provincias de El Salvador y de Honduras. En 1680, inició la construcción de la Parroquia Santiago, la cual fue finalizada en 1682, año en el cual se trasladó la escultura del Cristo Negro desde la ermita provisional en que se encontraba.
En 1740 el XV Obispo de Guatemala, fray Pedro Pardo de Figueroa, con el fin de atender a las cada vez más crecientes peregrinaciones dedicadas al Cristo de Esquipulas y en agradecimiento a la sanación de una enfermedad, encomendó la construcción de un templo mayor a Felipe José de Porres, hijo de Diego de Porres y nieto de José de Porres, reconocidos arquitectos mayores de la ciudad capital del Reino de Guatemala, Santiago de los Caballeros. Este templo es la Basílica de Esquipulas.

### Las reformas borbónicas

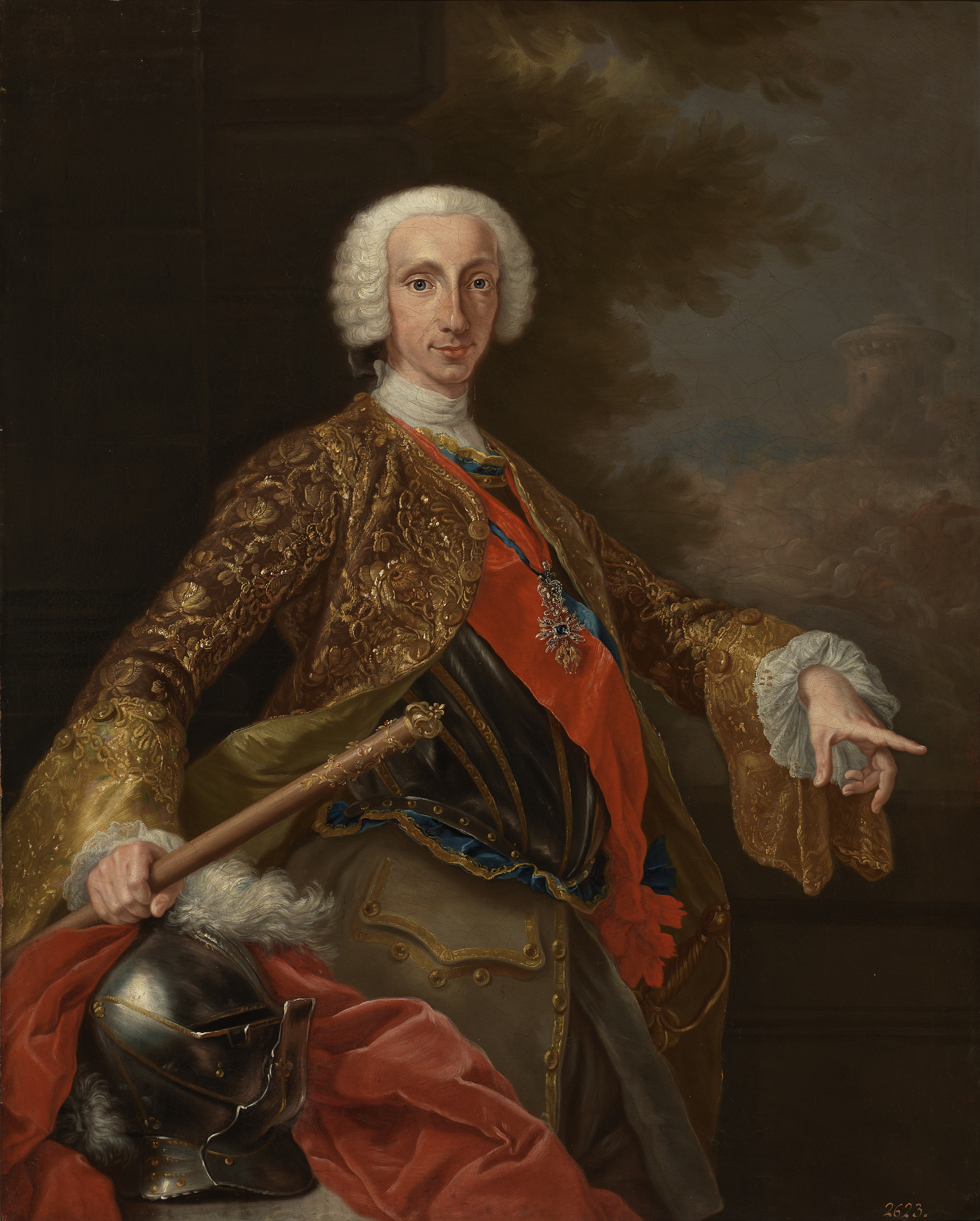
Rey Carlos III de España, promotor de las reformas borbónicas.

En 1754, en virtud de una Real Cédula parte de las Reformas Borbónicas, todos los curatos de las órdenes regulares fueron traspasados al clero secular.
En 1765 se publicaron las reformas borbónicas de la Corona española, que pretendían recuperar el poder real sobre las colonias y aumentar la recaudación fiscal. Con estas reformas se crearon los estancos para controlar la producción de las bebidas embriagantes, el tabaco, la pólvora, los naipes y el patio de gallos. La real hacienda subastaba el estanco anualmente y un particular lo compraba, convirtiéndose así en el dueño del monopolio de cierto producto. Ese mismo año se crearon cuatro subdelegaciones de la Real Hacienda en San Salvador, Ciudad Real, Comayagua y León y la estructura político administrativa del Reino de Guatemala cambió a quince provincias:
Además de esta redistribución administrativa, la Corona española estableció una política tendiente a disminuir el poder de la Iglesia católica, el cual hasta ese momento era prácticamente absoluto sobre los vasallos españoles. La política de disminución de poder de la iglesia se basaba en la Ilustración y tenía seis puntos principales:
1. Declive del legado cultural jesuítico
2. Tendencia hacia una cultura laica y secularizada
3. Actitud decididamente racionalista, de herencia cartesiana
4. Valoración de la ciencia natural sobre el dogma religioso
5. Una crítica al papel de la Iglesia dentro de la sociedad y de sus organismos derivados, sobre todo de las cofradías y hermandades..[107][108]
6. Favorecimiento del regalismo.

### Expulsión de los Jesuitas

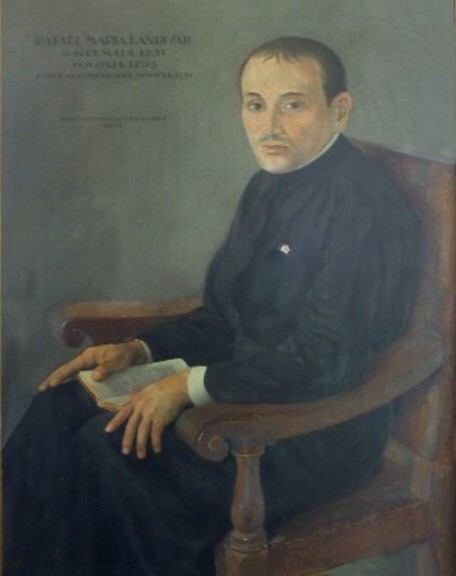
Poeta noble y sacerdote Rafael Landívar, S.J.. Fue expulsado de Guatemala junto con el resto de jesuitas el 2 de abril de 1767.

Otro golpe fuerte para los intereses eclesiásticos fue la expulsión de los jesuitas en 1767. La difusión del jansenismo —doctrina y movimiento de una fuerte carga antijesuítica— y de la Ilustración a lo largo del siglo xviii dejó desfasados ciertos aspectos del ideario jesuítico, especialmente, según Antonio Domínguez Ortiz, «sus métodos educativos, y en general, su concepto de la autoridad y del Estado. Una monarquía cada vez más laicizada y más absoluta empezó a considerar a los jesuitas no como colaboradores útiles, sino como competidores molestos». Además continuaron los conflictos con las órdenes regulares.
Cuando llegó al trono el rey Carlos III en 1759 la situación se tornó difícil para los jesuitas, ya que a diferencia de sus dos antecesores, el nuevo monarce no era favorable a la Compañía de Jesús, influido por su madre la reina Isabel de Farnesio, que «siempre les tuvo prevención», y por el ambiente antijesuítico que predominaba en la corte Nápoles de donde provenía.
Fueron expulsados de España 2 641 jesuitas y de las Indias 2 630. Los primeros fueron concentrados y embarcados en determinados puertos, siendo acogidos inicialmente en la isla de Córcega perteneciente entonces a la República de Génova. Pero al año siguiente la isla cayó en poder de la Monarquía de Francia donde la orden estaba prohibida desde 1762, lo que obligó al papa Clemente XIII (Venecia,1693-Roma,1769) Pontífice (1758-1769)a admitirlos en los Estados Pontificios, a lo que hasta entonces se había negado. Allí vivieron de la exigua pensión que les asignó Carlos III con el dinero obtenido de la venta de alguno de sus bienes.
Los historiadores del siglo xxi relacionan la expulsión de la orden con la política regalista llevada a cabo por Carlos III, aprovechando los nuevos poderes que había otorgado a la Corona en los temas eclesiásticos el Concordato de 1753, firmado durante el reinado de Fernando VI, y que constituiría la medida más radical de esa política, dirigida precisamente contra la orden religiosa más vinculada al papa debido a su "cuarto voto" de obediencia absoluta al mismo. Así la expulsión "constituye un acto de fuerza y el símbolo del intento de control de la iglesia española. En ese intento, resulta evidente que los principales destinatarios del mensaje eran los miembros del clero regular. La exención de los religiosos era una constante preocupación del gobierno y procuró evitar la dependencia directa de Roma.
En Guatemala, los jesuitas abandonaron su convento en la ciudad de Santiago los Caballeros de Guatemala y su ingenio fue subastado y vendido a los dominicos. Por su parte, la iglesia y el colegio San Borja quedaron a cargo del deán de la Catedral. Sus haciendas pasaron a manos privdas y se considera que muchas de las esculturas y pinturas que existían en los oratorios de las haciendas se encuentran en colecciones privadas de los descendientes de quienes adquirieron las haciendas a finales del siglo xviii.

### Terremotos de Santa Marta

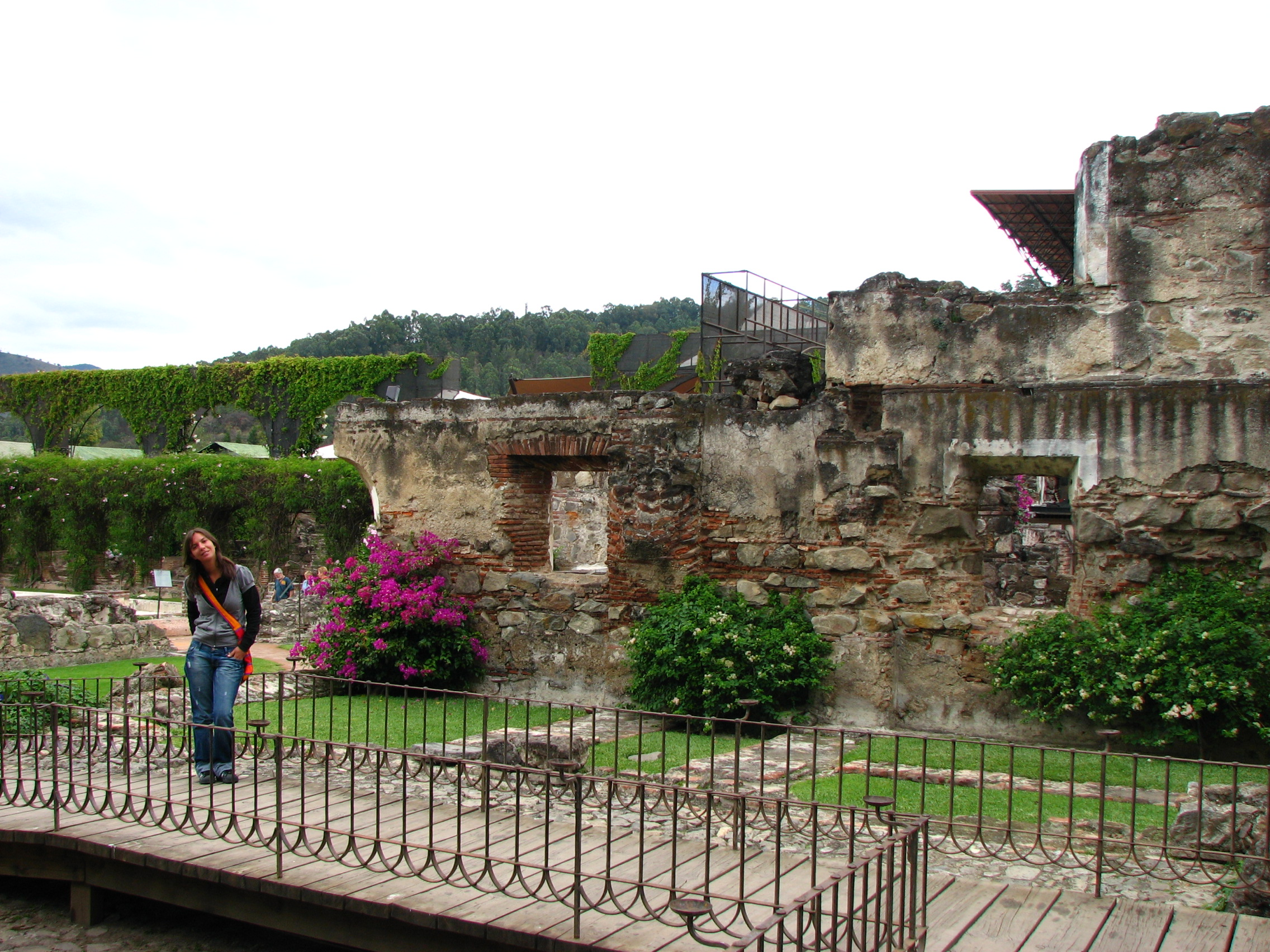
Convento de Santo Domingo en 2013.

El 21 de febrero de 1768 llegó a Guatemala Pedro Cortés y Larraz, convirtiéndose en el tercer arzobispo de Guatemala y el 12 de junio de 1773 tomó posesión el capitán general Martín de Mayorga. Ambos, como máximas autoridades del reino serían los principales actores en los sucesos que acontecieron tras los terremotos de 1773. Para 1769, Cortés y Larraz estaba tan decepcionado de la situación eclesiástica en el reino por los estragos provocados por las reformas borbónicas que presentó su renuncia a la mitra, pero el rey Carlos III no se la aceptó y debió continuar como arzobispo. Entre los problemas que observó estuvo la excesiva embriaguez del pueblo durante los actos litúrgicos y la escasa preparación de los sacerdotes seculares a cargo de la mayoría de las parroquias.
Después de los terremotos de 1751, se renovaron muchos edificios y se construyeron numerosas estructuras nuevas, de tal modo que para 1773 daba la impresión de que la ciudad era completamente nueva. La mayoría de las casas particulares de la ciudad eran amplias y suntuosas, al punto que tanto las puertas exteriores como las de las habitaciones eran de madera labrada y las ventanas eran de finos cristales y tenían portales de madera labrada. Era frecuente encontrar en las residencias pinturas de artistas locales con marcos recubiertos de oro, nácar o carey, espejos finos, lámparas de plata, y alfombras delicadas. Y los templos católicos eran magníficos: había 26 iglesias en la ciudad, y 15 ermitas y oratorios. La catedral y las iglesias de las órdenes religiosas de los dominicos, franciscanos, mercedarios y recoletos, eran las más suntuosas, demostrando el poder económico y político que el clero regular tenía en ese entonces; En estos templos todas las paredes estaban cubiertas de retablos tallados y dorados, espejos y pinturas ricamente guarnecidas e imágenes religiosas talladas esmeradamente; en el techo había rejas de madera dorada o esmaltada que cubría los cruceros y bóvedas principales.
En 1773 empezaron pequeños sismos en mayo, incrementando su intensidad el 11 de junio con un temblor que daño algunas casas y templos. Luego continuaron los sismos, hasta llegar al 29 de julio de 1773, día de Santa Marta, en que se produjo el catastrófico terremoto: la ruina fue total para el templo de Santo Domingo, que quedó convertido en un promontorio de piedras y ladrillos, que ocultaban las destrozadas esculturas y pinturas que albergaba, además de los vasos sagrados y demás adornos. Las celdas estaban destruidas en su mayor parte, y las paredes en el suelo y se cayeron varios pedazos de paredes en la biblioteca, el convento, el claustro y la farmacia. La propia imagen de Nuestra Señora del Rosario fue severamente dañada, aunque luego sería restaurada.
De acuerdo a un reporte del fraile dominico Felipe Cadena en 1774, el vecindario del barrio de La Candelaria y el convento de Santo Domingo fue en donde el terremoto mostró mayores destrozos: los edificios quedaron totalmente por los suelos, las ruinas estaban desparramadas por todos lados mostrando restos de víctimas, y las calles no se podían distinguir por la cantidad de escombros. La iglesia, que había sido magnífica, quedó destruida hasta sus cimientos y convertida en un promontorio de ruinas. Los sobrevivientes del terremoto quedaron horrorizados al darse cuenta de que tan aparentemente sólida y majestuosa estructura había quedado destruida por un sismo tan corto.

### Traslado a la Nueva Guatemala de la Asunción

#### Traslado

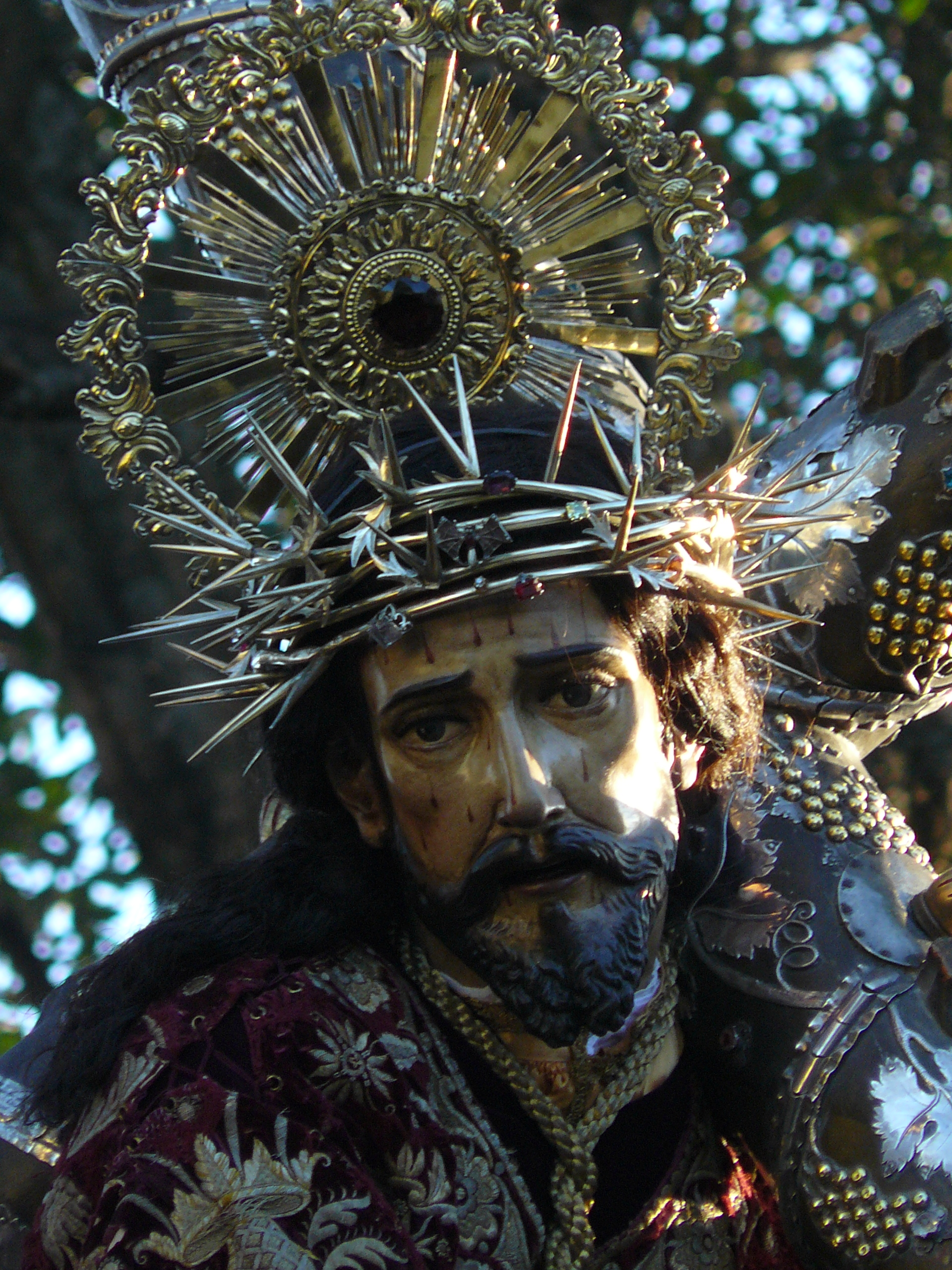
Imagen de Jesús Nazareno de la Merced, Mateo de Zúñiga. Fue trasladado a la Nueva Guatemala de la Asunción en 1778 para forzar el traslado de los ciudadanos de la capital luego de los Terremotos de Santa Marta.

Una de las medidas tomadas por el presidente de la audiencia Martín de Mayorga, para forzar el traslado de la ciudad fue el envío de la escultura religiosa más importante de la ciudad; por ello, en 1778 ordenó el traslado del Jesús Nazareno de la Merced, junto con la imagen de la Virgen Dolorosa, para obligar a los mercedarios a mudarse. El traslado fue penoso, pues los indígenas encargados del trabajo se tardaron en llegar a recogerlo y los feligreses antigüeños rezaban y lloraban la pérdida de la imagen mientras esperaban. Cuando salió Jesús de la Merced en un cajón, las personas lo acompañaron hasta la garita de Animas en las afueras de la ciudad; un devoto llevó cargando la cruz de la imagen hasta San Lucas, población que está a quince kilómetros del convento mercedario en Antigua Guatemala. Tras parar en San Lucas Sacatepéquez y en Mixco, las imágenes llegaron finalmente a la Nueva Guatemala de la Asunción por la noche, y el Cristo fue recibido por los frailes franciscanos y luego por los mercedarios, para ser depositado en una armazón de madera en el terreno en donde iba a construir el templo mercedario de la nueva ciudad. Martín de Mayorga llegó a ver a la imagen, dando así por concluido el episodio más difícil del traslado de la ciudad. En 1801, la cofradía de Jesús Nazareno de la Merced trasladó el retablo de la imagen a la nueva ciudad, aunque la iglesia todavía no se había construido.
Debido a que el convento dominico quedó enteramente arruinado tras el terremoto, los frailes se trasladaron a la Nueva Guatemala de la Asunción en 1776, con la imagen de Nuestra Señora del Rosario, ya reparada, las imágenes procesionales del Santo Entierro, y unas cuantas imágenes que pudieron salvar de la ruina. En la nueva ciudad, les fueron otorgadas varias manzanas al oriente de la misma. En 1778 se calculó que iban invertido 44,218 pesos y se calculó que se requerían otros 92,000 pesos para concluir la obra. A fin de agenciarse de fondos, los dominicos arrendaron sus molinos y la finca la Chácara al ciudadano Juan Capetillo por 150 pesos anuales, quien cayó en mora; luego lo arrendaron a Jacobo Vázquez por 125 pesos anuales, pero para 1819 el nuevo arrendatario también cayó en mora. La finca y dos de los tres molinos fueron arrendados finalmente por 350 pesos anuales a Sebastián Morales.
El antiguo patio y atrio de la iglesia en Antigua Guatemala se arrendaron a Paulino González por 12 pesos anuales, y en la nueva capital, el templo y el convento se inauguraron con ayuda de fondos reales y de los esfuerzos de los dominicos, el 8 de noviembre de 1808. La inauguración formó parte de las conmemoraciones de la coronación de Fernando VII.

#### Traslado de la Catedral a la Nueva Guatemala

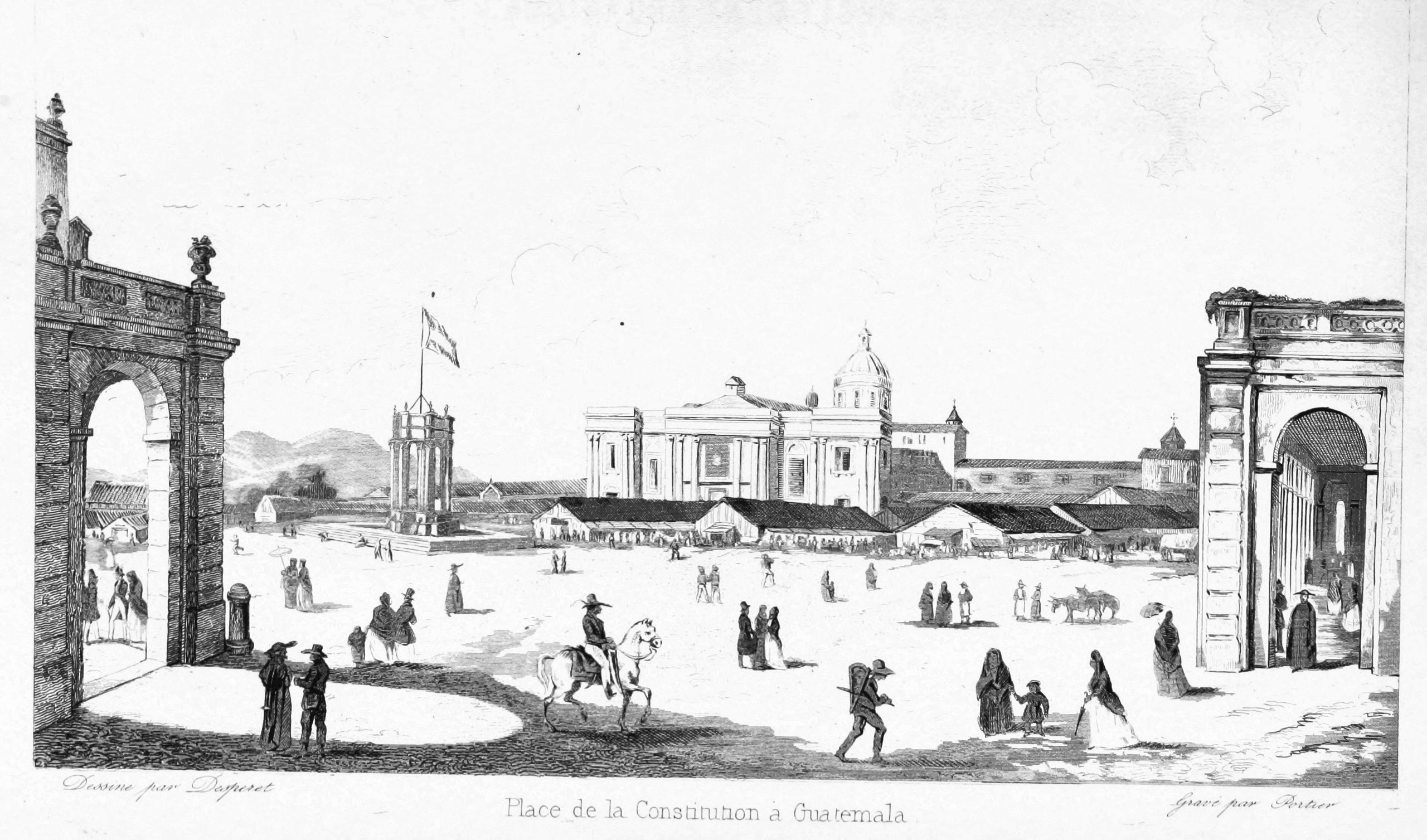
Grabado de la plaza central de la Nueva Guatemala de la Asunción en 1844, antes de que se construyeran las torres de la catedral.

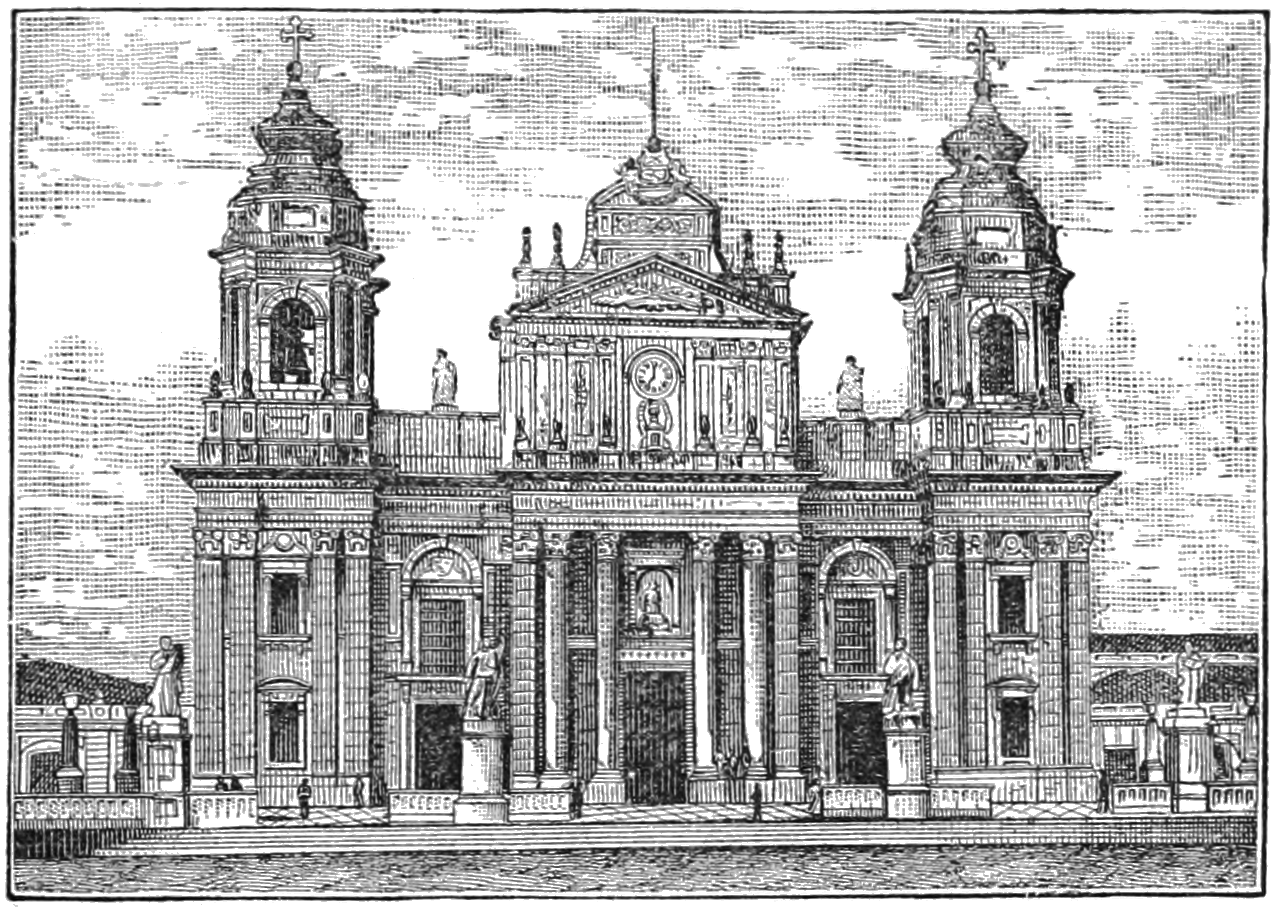
Grabado de la Catedral Metropolina, tal y como lucía en el siglo xix. Obsérvese las esculturas de los apóstoles en el atrio.

Tras los Terremotos de Santa Marta en 1773 se decidió trasladar la capital de Guatemala de Santiago de los Caballeros a la Nueva Guatemala de la Asunción, no sin fuerte oposición del arzobispo de Guatemala, Pedro Cortés y Larraz quien temía que las principales órdenes regulares pedieran una buena parte de sus réditos.
El siete de octubre de 1779 hizo su pública entrada en la Nueva Guatemala de la Asunción el nuevo arzobispo de Guatemala, Cayetano Francos y Monroy, con una escolta de ocho caballeros. Un mes antes, Pedro Cortés y Larraz publicó una carta pastoral denunciando la llegada de un usurpador y amenazando con excomulgarlo, pero Francos y Monroy tomó inmediatamente sus primeras medidas nombrado un cura en el pueblo indígena de Jocotenango y fue a buscar a la destruida Santiago de los Caballeros de Guatemala a las beatas de Santa Rosa. De la misma manera había decido que en noviembre iba trasladar las imágenes. Gastó mucho dinero para terminar la construcción de los monasterios Carmelitas y de Capuchinas. Cortés y Larraz no quiso seguir resistiendo y huyó a principio de octubre. Tomó también providencias importante para luchar contra la epidemia de viruela (véase la lista de sus obras). Se mantuvo bastante activo a la cabeza de su diócesis: fundó el Colegio de San José de los Infantes (1781), formó el cuadrante de los productos de sus 129 curatos (1784), hizo la recaudación del subsidio (1784), redactó un informe sobre el estado de las cofradías (1787), publicó un Manual de Párrocos para Administrar los Santos Sacramentos (1788), dejó 40000 pesos para la fundación de dos escuelas públicas y redactó las reglas para su gobierno (1789)... Encontró bastantes dificultades en sus relaciones con el clero regular que denunciaba muchas veces los abusos de su autoridad: en particular el fraile José Antonio Goicoechea. Sin embargo, no se negó a sostener a los mercedarios, los cuales se encontraban en un estado económico casi desesperado tras el terremoto. El seis de diciembre de 1782, Francos y Monroy informó al rey haber traslado a la nueva ciudad, la catedral, el colegio seminario, los conventos de religiosos y religiosas, beaterios y demás cuerpos sujetos a la Mitra, a edificios formales. Para terminar estas obras había sido necesario dejar la obra del palacio Arzobispal y él tuvo que vivir, hasta entonces, en casa de alquiler con mucha incomodidad y estrechez, careciendo de las principales oficinas y habitación para su familia.
La catedral se trasladó a la nueva capital el 22 de noviembre de 1779. Los retablos, muebles e instrumentos de la antigua Catedral de Santiago se quedaron en la antigua iglesia, aunque en 1783 fueron removidos y almacenados en el edificio de la Universidad de San Carlos Borromeo en Antigua Guatemala y en la sacristía de la iglesia de El Sagrario, que también funcionaba en el recinto de la catedral.
Inicialmente, la catedral estuvo asentada provisionalmente en una pequeña capilla, pero la misma se dañó rápidamente obligando a que la catedral se trasladara en 1786 al Beaterio de Santa Rosa, en donde permaneció hasta que fue trasladada a su solar actual en 1815. Para ese año, estaba terminada la mayor parte del templo y se trasladó el órgano a la misma, así como numerosas imágenes de santos, las cuales fueron trasladas en procesión solemne. En 1816 se retiró el oro de los retablos de la antigua catedral y con ese mismo se doraron los retablos en la nueva catedral.
La Catedral permaneció muchos años en construcción, concluyendo en 1871, cuando la campana principal fue instalada.

#### Santiago de los Caballeros después del traslado de la capital

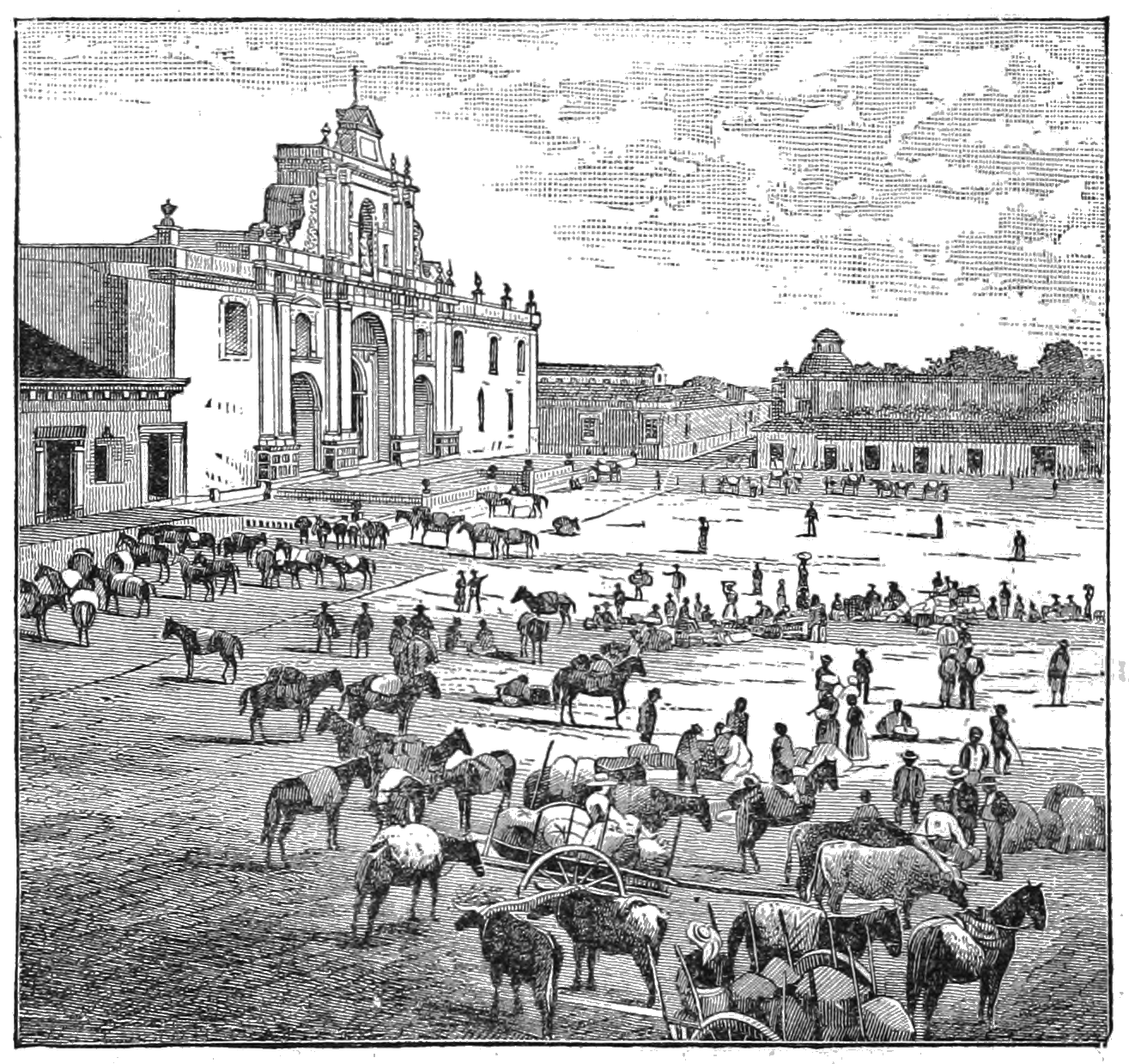
Parroquia de San José y Plaza Mayor, cuando el Palacio de los Capitanes Generales todavía no se había reconstruido; 1884.

Tras el traslado de los recoletos a la Nueva Guatemala de la Asunción en 1775, el complejo de la La Recolección fue vendido a particulares, que durante el siglo diecinueve lo utilizaron como establo, fábrica de jabón y complejo deportivo. Inclusive, se extrajo material de las ruinas para realizar otras construcciones en la ciudad, que ahora se llamaba Antigua Guatemala. En cuanto al antiguo convento de las Capuchinas, este había quedado abandonado tras el traslado de la ciudad, y en 1813 fue vendido por el arzobispado a particulares, quienes lo utilizaron como patio para secado de café y como tintorería.

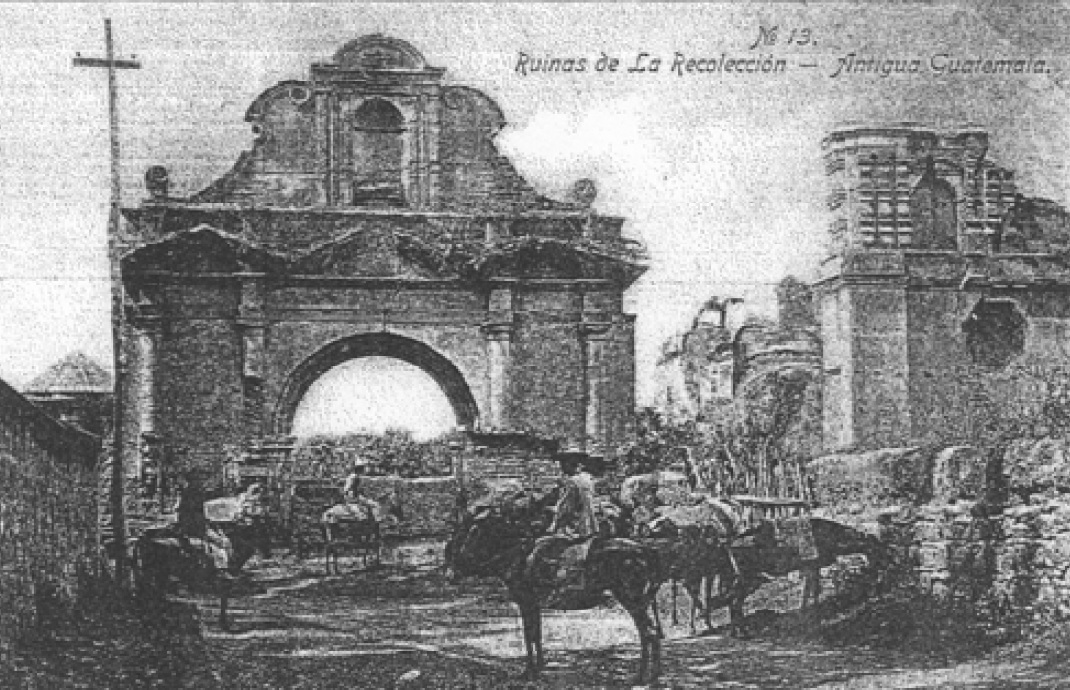
Condición del complejo de La Recolección a finales del siglo xix.

La ciudad empezó a llamarse la «arruinada Guatemala», «Santiago de Guatemala antiguo» y la «antigua ciudad». Fue abandonada por todas las autoridades reales y municipales, y en 1784 por las dos últimas parroquias: Candelaria y Los Remedios, quedándose también sin autoridades eclesiásticas. Pocos años después el arzobispo Cayetano Francos y Monroy autorizó el funcionamiento de tres parroquias interinas que llevaron el nombre de sus antecesoras: San Sebastián, Candelaria y Los Remedios, en donde se guardó la mayor cantidad de obras de arte religioso que permaneció en la antigua Guatemala. A pesar del traslado de la imagen de Jesús Nazareno de la Merced a la Nueva Guatemala de la Asunción, la iglesia de Nuestra Señora de las Mercedes siguió en uso, pues no sufrió mayores daños y conservó sus imágenes y retablos hasta 1813, cuando se inauguró la iglesia mercedaria en la nueva ciudad; incluso entonces, los retablos fueron enviado a la Nueva Guatemala pero la iglesia siguió funcionando en Antigua Guatemala.
En 1804, el arzobispo Peñalver y Cárdenas decidió crear la parroquia de El Señor San José en Antigua Guatemala, la cual incorporó a tres parroquias provisionales que funcionaban en las antiguas iglesias de Candelaria, San Sebastián y Los Remedios. Los bienes de La Candelaria fueron trasladados al edificio de la antigua Universidad de San Carlos Borromeo, y la iglesia abandonada. La nueva parroquia recibió entre los bienes de la Candelaria una imagen del Señor del Descendimiento, la cual es venerada en la parroquia desde entonces. En 1806, el presbítero Rafael José Luna, cura de San José, tuvo la idea de utilizar las ruinas de la antigua catedral como parroquia; en 1814 el cabildo eclesiástico resolvió aceptar la petición y en 1819 se iniciaron algunos trabajos de remodelación del edificio, derrumbando partes arruinadas, como los campanarios. Los trabajos se detuvieron por un tiempo, hasta que se reiniciaron en 1832. Al terminar los trabajos, la parroquia de San José se trasladó del antiguo edificio de la Universidad de San Carlos de Guatemala a la antigua catedral, en donde ha estado desde entonces. Los retablos que tiene esta nueva parroquia no son los originales de la catedral: fueron elaborados en 1856.

### Independencia del Reino de Guatemala

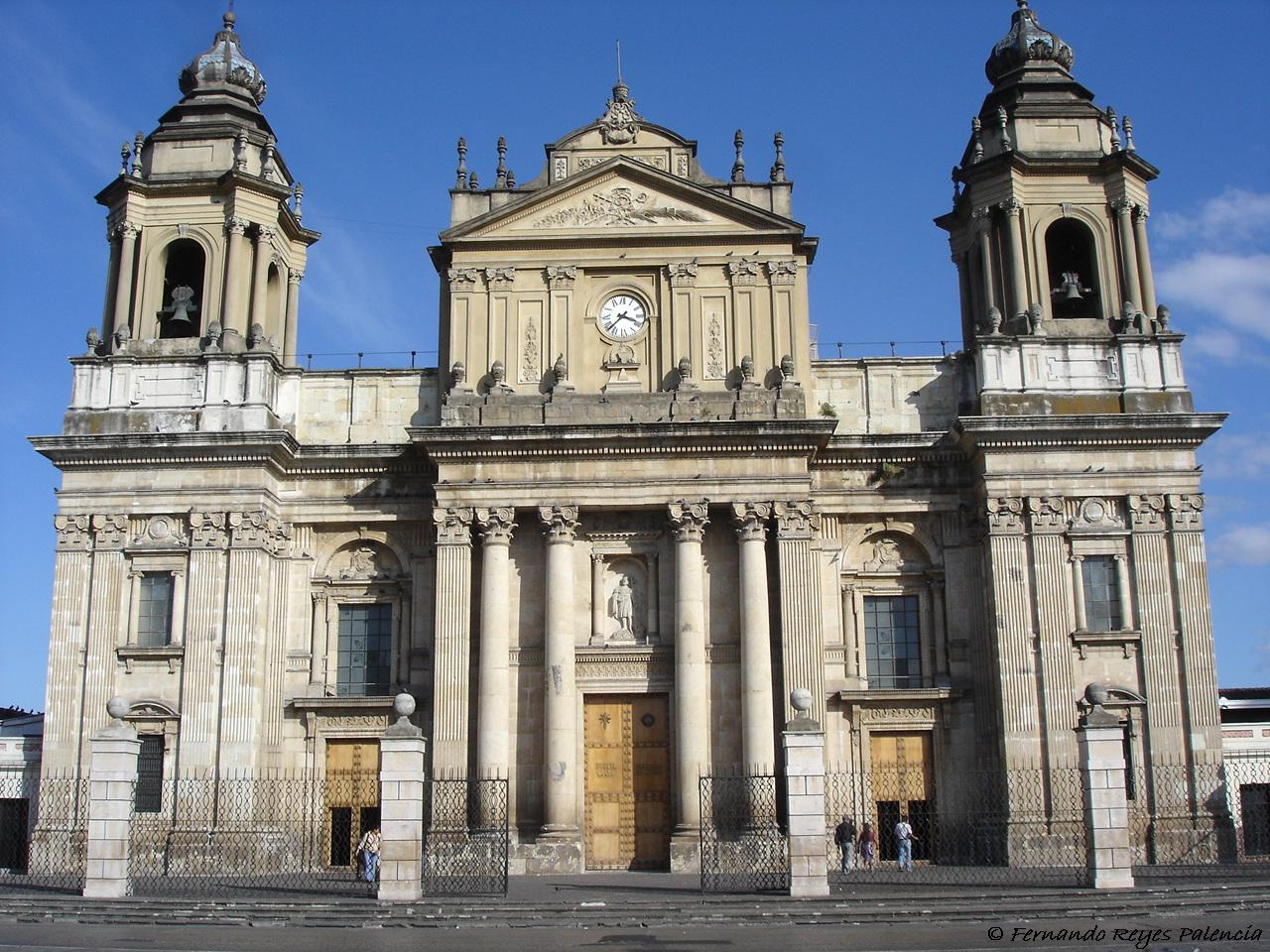
Catedral Metropolitana ubicada en la Zona 1 de la Ciudad de Guatemala.

En el siglo xix Guatemala tuvo un inicio más católico que muchos países de América Latina a nivel de influencia. La alianza político-religiosa se afianzó; el clero mayor unido con los antiguos criollos que se dedicaban directamente al comercio se agrupaban en el llamado “partido conservador”, su principal objetivo era mantener la estructura social que había imperado durante la Colonia Española. Por su parte los antiguos criollos agricultores que se dedicaban a la producción en sus latifundios, inconformes con las prerrogativas de los criollos comerciantes formaron el “partido liberal”, pretendían obtener el poder comercial. Los gobiernos liberales comenzaron a atacar a la Iglesia católica, que veían como aliada de sus enemigos y obstáculo para la emancipación y soberanía de un nuevo y depurado Estado, en un nuevo orden comercial.
| En el Acta de Independencia de Guatemala, se reconoce y dignifica a la Iglesia católica; especialmente en los números 11 y 12 de la misma: 11. Que la Religión católica, q. hemos profesado en los Siglos anteriores, y profesaremos en lo sucesivo, se conserve pura é inalterable, manteniendo vivo el espíritu de religiosidad q. há distinguido spre. á Guatemala, respetando á los Ministros eclesiásticos seculares y regulares, y protegiéndolos en sus personas y propiedades. 12. Que se pase oficio á los dignos Prelados de las comunidades religiosas, pa. q. cooperando á la luz y sociego, q. es la primera necesidad de los pueblos, cuando pasan de un gobierno á otro, dispongan q. sus individuos exorten á la fraternidad y concordia, á los q. estando unidos en el sentimt. de la independencia, deben estarlo también en todos los demás, sofocando pasiones individuales q. dividen los animos, y producen funestas consecuencias. —Acta de Independencia de Guatemala |

En 1829, el gobernador del Estado de Guatemala, Mariano de Aycinena y Piñol fue derrocado por las fuerzas federales del liberal Francisco Morazán. De esa cuenta, todos los miembros del Clan Aycinena fueron expulsados de Guatemala y despojados de sus bienes; asimismo, fueron expulsadas las órdenes regulares de la Iglesia católica cuyos bienes fueron confiscados por el gobierno del Estado. Los liberales tomaron el poder y empezaron a implementar legislación laica como el divorcio y la eliminación del diezmo obligatorio; por otra parte, los liberales más radicales llegaron al extremo de aplicar la ley marcial a los sacerdotes seculares de las parroquias guatemaltecas.
Pero la Iglesia reaccionó, alentando a las indígenas y campesinos mestizos en contra de las autoridades porque estaban atacando a la verdadera religión. Y en 1837, cuando se produjo una epidemia de cólera en el país, los párrocos propagaron la noticia de que era el gobierno liberal el que estaba envenenando los ríos. Numerosas insurrecciones se produjeron en contra de las autoridades liberales encabezadas por el Dr. Mariano Gálvez, hasta que surgió el líder campesino Rafael Carrera en el poblado de Mataquescuintla bajo cuyo liderazgo la iglesia y los miembros del Clan Aycinena recuperaron el poder del Estado de Guatemala.

### Régimen conservador de los 30 años

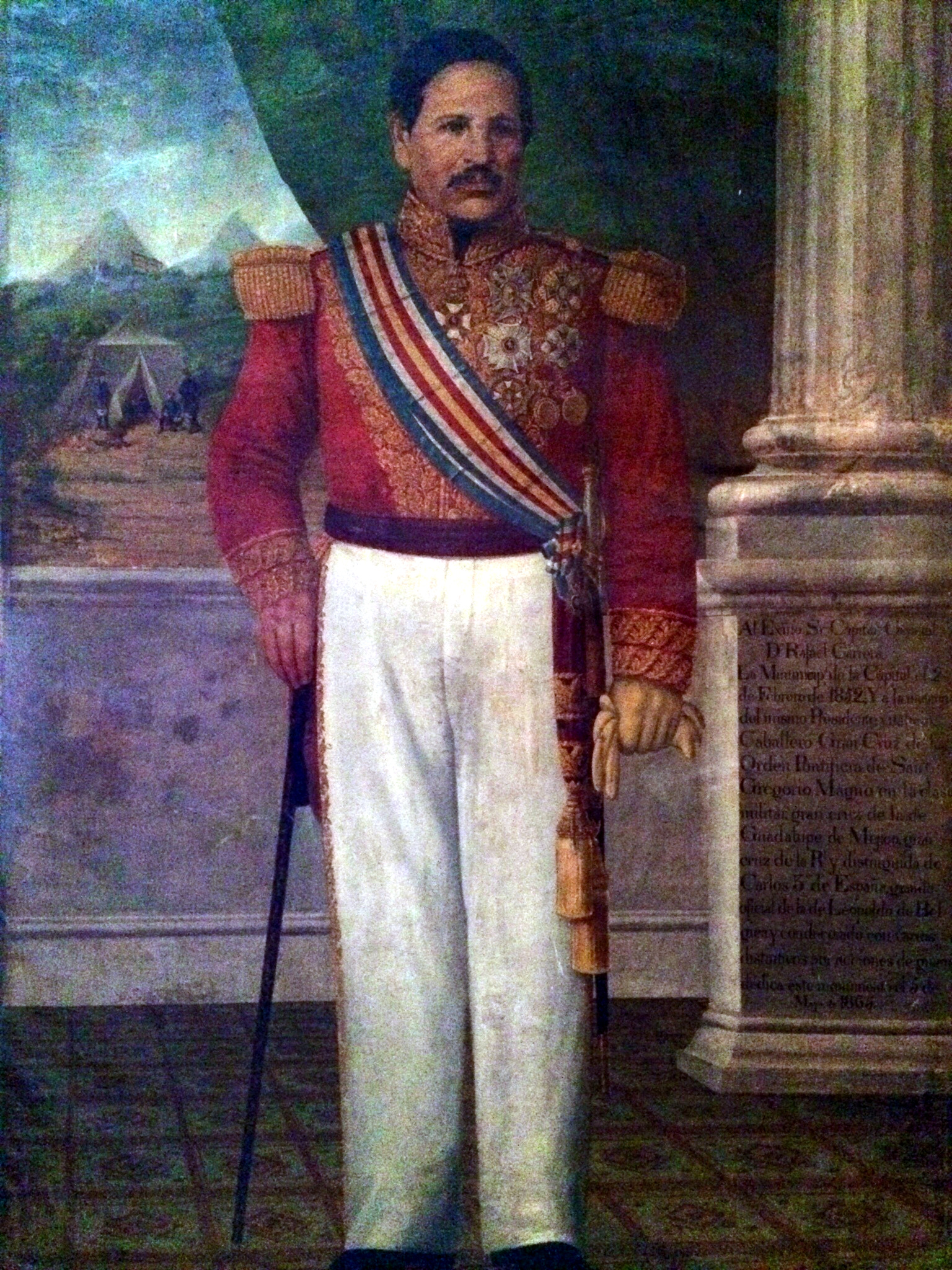
General Rafael Carrera y Turcios, presidente vitalicio de Guatemala entre 1847 y 1865. Durante su gobierno el poder de las órdenes regulares de la Iglesia católica se reforzó en Guatemala.

El líder liberal y general Francisco Morazán, presidente de Centroamérica entre 1835–1839, fue el primero en limitar el poder del arzobispo y del clero secular de la Iglesia católica con la abolición del diezmo de parte del gobierno y la expropiación y restricción de uso de los bienes inmuebles del clero regular. Morazán quiso imponer el mismo estilo de gobierno en el Estado de Guatemala, pero fue derrotado completamente por Rafael Carrera en 1840, quien implantó un régimen conservador que duró hasta 1871 en Guatemala. Rafael Carrera y Turcios, posteriormente fue jefe de Estado (1844-1847) y presidente vitalicio de la República de Guatemala (1847-1848; 1851-1865). Durante su gobierno, el general Carrera, quien era de origen humilde y popular, permitió a las órdenes regulares retornar a Guatemala y les devolvió parte de las propiedades que les habían expropiado los liberales cuando Mariano Gálvez era jefe del Estado de Guatemala. Con el retorno de las órdenes del clero regular se reforzó el partido conservador de Guatemala, y con la fuerza militar de Carrera, se dio por concluido el intento de alcanzar una unión centroamericana de corte liberal..
En 1840, cuando todavía no se había consolidado el régimen conservador en Guatemala, el antropólogo John Lloyd Stephens visitó Esquipulas, y la describió así:«Después de desayunar nos dirigimos a visitar el único objeto de interés en el lugar, la gran iglesia de peregrinación, el Lugar Santo de Centro América. Cada año, el 15 de enero, peregrinos lo visitan, llegando de lugares tan distantes como Perú o México; las penurias de los viajeros en esta peregrinación son comparables con las que sufren quienes peregrinan a La Meca. Como en el Este, "no está prohibido comerciar durante el peregrinaje"; y cuando no hay guerras que pongan en peligro a los viajeros, ochenta mil personas se han reunido en el lugar para rendirle culto a "Nuestro Señor de Esquipulas".» En ese tiempo, la población de Esquipulas ascendía a 1500 indígenas y tenía una calle de aproximadamente una milla de largo con casas de adobe a ambos lados y con un puente que pasaba sobre un riachuelo, afluente del río Lempa. El área estaba prácticamente despoblada y la vista desde el puente era magnífica. En cuanto al templo, Stephens lo describió así: El templo, que se erige en solitario en medio de una región salvaje y desolada parecía la obra de un hechizo. La fachada era rica estaba profusamente adornada con enormes imágenes de estuco y en cada esquina había una torre, y sobre la cúpula una aguja que en su cúspide mostraba a los cuatro vientos la corona del otrora orgulloso imperio que arrebató la mayor parte de América a sus propietarios legítimos, la dominó por tres siglos con mano de hierro, y ahora no tenía ni un pie de tierra, ni un súbdito en todas estas tierras. Entraron a la iglesia por un magnífico portal, ricamente adornado con imágenes cristianas. Dentro de la iglesia estaba la nave con dos pasillos, separados por filas de plastras de nueve pies cuadrados, y un domo magnífico, resguardado por ángeles con las alas extendidas. En las paredes hay pinturas, algunas de ellas de artistas guatemaltecos y otras que se habían traído desde España; y los altares estaban llenos de imágenes de santos, algunas de las cuales estaban hechas con una manufactura exquisita. El púlpito esta recamado en oro, y el altar estaba protegido por una reja de hierro con balaustradas de plata y adornado con seis pilares plateados de aproximadamente dos pies de alto y dos ángeles montado guardia en los escalones. Frente al altar, en una fastuosa capilla, está una imagen del Salvador en la cruz, "Nuestro Señor de Esquipulas", a quien está consagrada la iglesia, famosa por sus poderes milagros. Cada año miles de creyentes ascienden las escaleras de este templo de rodillas, o cargando una pesada cruz, y a quienes no se les permite tocar la sagrada imagen, pero que se van felices por haber poido obtener un pequeño cintillo con las palabras "Dulce nombre de Jesús".»
Durante el gobierno conservador de Carrera, los jesuitas regresaron a Guatemala en 1850; allí se mantuvieron donde poco más de veinte años, en un ambiente tranquilo y provechoso que resultó en la fundación de un noviciado y una residencia en la Ciudad de Guatemala, en donde además se hicieron cargo del Colegio y Seminario Tridentino de Nuestra Señora de la Asunción. Guatemala fue durante esas dos décadas un refugio para la orden, que fue expulsada de varios países latinoamericanos, incluyendo Colombia en 1851 y 1860 y Ecuador en 1852; la Misión Colombiana se estableció en Guatemala, y tuvo residencias en Quetzaltenango y en Livingston. Desde Guatemala, los jesuitas intentaron expandirse hacia México en 1853, a Colombia en 1857, a Ecuador en 1862 y a El Salvador en 1863, pero fueron finalmente expulsados el 3 de septiembre de 1871 por el general Justo Rufino Barrios, líder de la Reforma Liberal en Guatemala, y tuvieron que establecerse en Nicaragua.

#### Ley de Pavón
En 1840, se formó nuevamente la Pontificia Universidad de San Carlos Borromeo con las facultades que hasta entonces formaban la Academia de Ciencias laica que había fundado el Dr. Mariano Gálvez. El primer rector de la Universidad fue el Dr. y sacerdote Juan José de Aycinena y Piñol -quien ya había sido rector de la misma entre 1825 y 1829- quien además fungía como Ministro de Asuntos Eclesiásticos del gobierno. Aycinena también convenció a Carrera de permitir de nuevo el acceso de la Compañía de Jesús para encargarse de la educación en Guatemala.
Manuel Francisco Pavón Aycinena, uno de los líderes del Clan Aycinena y consejero del presidente Rafael Carrera fue responsable del sistema educativo durante el régimen de los 30 años; tanto así que los historiadores liberales que surgieron a partir de 1871 lo acusaron de ser el responsable del movimiento pedagógico retrógrado que se vivió en Guatemala durante ese tiempo. Las ideas de Pavón entregaron la enseñanza a la tutela de la Iglesia católica por medio de la Ley de Pavón, que se promulgó el 16 de septiembre de 1852; de acuerdo a los liberales, este instrumento legal significó un retroceso en la educación guatemalteca ya que otros pueblos seguían las ideas de la Ilustración que se inició a finales del siglo xviii. La ley no indicaba de manera precisa el sistema gradual de la enseñanza primaria, pretendía que el poder era de origen divino y por ello los niños debían absoluto respeto a sus superiores, y no contenía los principios necesarios para aprender de ciencias naturales ni sociales. Además no enseñaba Economía, Historia ni Geografía y no contemplaba una educación gratuita, obligatoria ni laica; era pues, un retorno a la educación contemplada en las antiguas leyes de España en cuestiones de Instrucción Pública.
La Ley de Pavón enfatizaba que el fundamento de una sólida enseñanza consistía en el aprendizaje de la doctrina de la religión y la moral inculcándole a la juventud desde sus primeros años, así como inculcar el respeto que deben observar para con sus mayores, a los funcionarios y a las autoridades. La ley fue revisada por el Consejo de Ministros y aprobada por el arzobispo metropolitano. La ley establecía en cada parroquia por lo menos dos escuelas de primeras letras, una para niños y otra para niñas, tenían el nombre de la parroquia que las albergaba y eran inspeccionadas por una comisión compuesta del cura párroco, de una persona nombrada por el Ayuntamiento y un vecino del lugar electo por el cura párroco y por el miembro nombrado por el Ayuntamiento. La comisión era la encargada de nombrar a los maestros quienes debían luego ser aprobados por el gobierno, previo consentimiento del corregidor, de la dirección de las escuelas y de la administración de fondos; también le correspondía a la comisión vigilar el buen funcionamiento de las escuelas. La ley especificaba que los maestros debían ser ejemplo para los alumnos y recomendaba que los escogidos fueron de reconocida religiosidad, buenas costumbres, instrucción suficiente, carácter moderado y trato cortés; y por otro lado, no especificaba el nivel de preparación pedagógica que debían tener los maestros. Es más, la Ley de Pavón no contempló la formación de maestros en ningún tipo de escuela específica para su preparación lo que generó un estancamiento educativo que solamente los autodidactas lograron traspasar con éxito.
La ley contemplaba un sistema de celadores que controlaba la disciplina, la asistencia y las cuestiones de salud; en caso de inasistencia, los celadores averiguaban la razón de la misma e incluso visitaban la residencia de los niños para informarse mejor al respecto. Estos celadores aseguraban la regularidad de los cursos y ayudaban a mantener la disciplina, la puntualidad y la salud de las escuelas, manteniendo a la vez un lazo de unión entre las familias y las escuelas. En cuanto a los fondos, estos provenían del corregidor departamental, de las municipalidades y de un impuesto mensual que recibía la comisión de cada parroquia de los vecinos pudientes; estos fondos no eran fijos y dejaban a las escuelas en precarias condiciones económicas.
Los efectos de la ley fueron beneficiosos para el gobierno conservador, pues alcanzó un efectivo adoctrinamiento que prácticamente cayó en un fanatismo católico que obstaculizó el desarrollo de nuevas ideas.

#### El Concordato de 1852
En 1854 se estableció el Concordato con la Santa Sede, el cual había sido suscrito en 1852 por el cardenal Jacobo Antonelli -secretario de Estado de la Santa Sede- y Fernando Lorenzana -ministro plenipotenciario de Guatemala ante la Santa Sede. Por medio de este tratado, -el cual fue diseñado por el líder del Clan Aycinena, Dr. y clérigo Juan José de Aycinena y Piñol- Guatemala otorgaba la educación del pueblo guatemalteco a las órdenes regulares de la Iglesia católica, se comprometía a respetar las propiedades y los monasterios eclesiásticos, autorizaba el diezmo obligatorio y permitía que los obispos censuraran lo que se publicaba en el país; a cambio de ello, Guatemala recibía gracias para los miembros del ejército, permitía que quienes hubiesen adquirido las propiedades que los liberales habían expropiado a la Iglesia en 1829 las conservaran, percibía impuestos por lo generado por las propiedades de la Iglesia, y tenía el derecho de juzgar con las leyes guatemaltecas a los eclesiásticos que perpetraran crímenes. El concordato mantenía la relación estrecha entre Iglesia y Estado y estuvo vigente hasta la caída del gobierno conservador del mariscal Vicente Cerna y Cerna.

### Reforma liberal de 1871

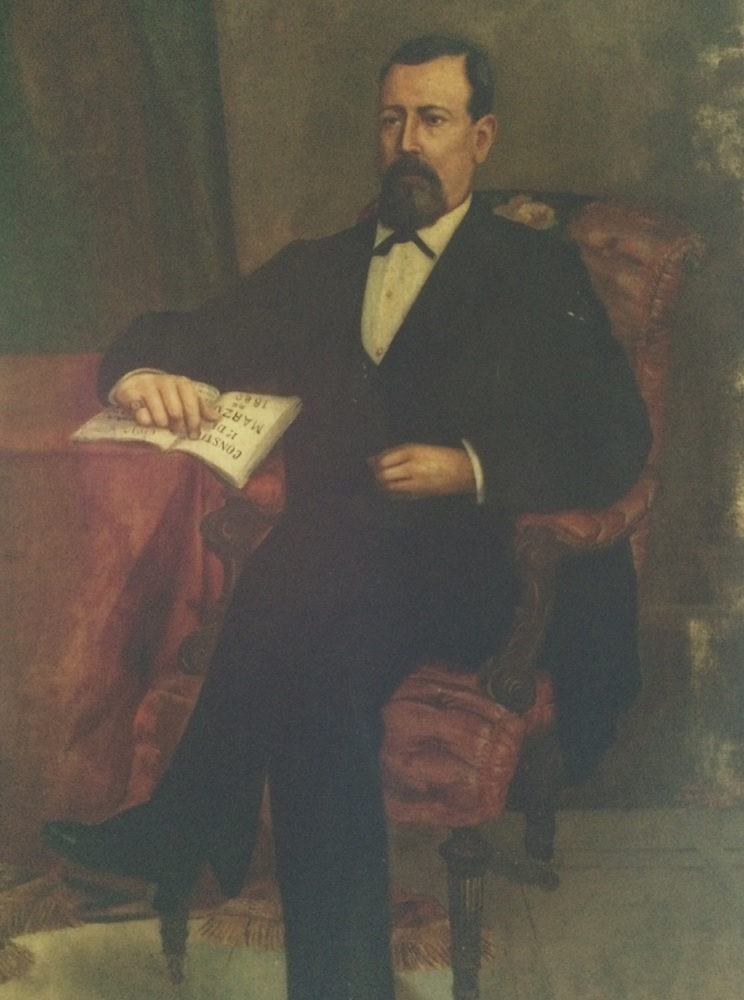
General Justo Rufino Barrios, presidente liberal de Guatemala de 1873 a 1885; durante su gobierno se aprobó la libertad de cultos en Guatemala.

| Los escritores liberales explicaban su posición frente a las órdenes regulares de la Iglesia católica en términos similares a los aquí utilizados por Ramón Rosa, quien fuera Ministro de Educación y de Relaciones Exteriores en el gobierno de Barrios: «En América, en donde la instrucción popular se difunde con la celeridad de la luz, y en donde no existen, como en Europa, muy arraigados y tradicionales intereses religiosos, que dan poder y privilegios a numerosas clases sociales; en nuestra América, en donde la libertad de conciencia es ya una conquista definitiva: todas, todas las religiones positivas tienen que desaparecer, en no remoto día, con sus artificiosos y contradictorios dogmas, con sus litúrgicos aparatos teatrales, con sus sangrientas historias, con sus egoístas y mal disfrazados intereses mundanos, con sus hipócritas santidades, con sus privilegiadas y ensoberbecidas castas, y con sus execrables tiranías [...]».—Ramón Rosa En el prólogo de Poemas de José Joaquín Palma Honduras, 1882. |

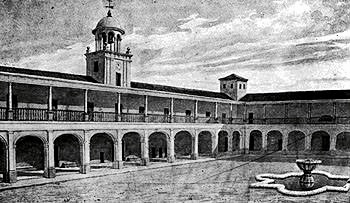
Antiguo Colegio Tridentino de Guatemala, expropiado a las órdenes religiosas y convertido en el Instituto Nacional Central para Varones en 1875. En 1852 se conocía también como el Colegio de Jesuitas.

Los jesuitas fueron expulsados el 3 de septiembre de 1871 después de que les dieron veinticuatro horas para salir del país; setenta y dos de ellos se embarcaron en Puerto San José para Corinto, en Nicaragua. Luego, expulsaron al arzobispo José Bernardo Piñol y Aycinena —miembro prominente de la jerarquía católica sino que también del Clan Aycinena— y al resto de obispos del país, acusados de promover revueltas en el oriento de Guatemala; finalmente, para debilitar completamente al clero secular, se prohibió el diezmo obligatorio el 22 de diciembre de 1871.
Siendo teniente general del ejército y encargado de la presidencia del gobierno provisorio de la República por ausencia de García Granados, el 24 de mayo de 1872 confiscó algunas propiedades de los religiosos y suprimió a los jesuitas y a otras órdenes regulares. Barrios estaba convencido de que la Iglesia católica había sido responsable por la caída del gobierno liberal de Francisco Morazán y que había dado su apoyo total al gobierno de Rafael Carrera; por esta razón, decidió que esto no podría ocurrir nuevamente en Guatemala nunca más y se empeñó en minar el poderío económico de la iglesia.
| Congregación                    | Escudo | Clero   | Propiedades expropiadas |
| ------------------------------- | ------ | ------- | --- |
| Orden de Predicadores           |        | Regular | - Conventos - Haciendas - Ingenios azucareros - Doctrinas y tierras de indios |
| Mercedarios                     |        | Regular | - Conventos - Haciendas - Ingenios azucareros - Doctrinas |
| Compañía de Jesús               |        | Regular | Los jesuitas habían sido expulsados de Guatemala por el rey de España Carlos III en 1765, pero regresaron durante el gobierno de Rafael Carrera para encargarse de la educación. Cuando fueron expulsado en septiembre de 1871 no tenían mayores posesiones en Guatemala. |
| Recoletos                       |        | Regular | - Conventos |
| Concepcionistas                 |        | Regular | - Conventos - Haciendas |
| Arquidiócesis de Guatemala      |        | Secular | Colegio y Seminario Tridentino de Nuestra Señora de la Asunción |
| Congregación de San Felipe Neri |        | Secular | - Templo y residencia en Ciudad de Guatemala destruidos hasta sus cimientos. |

Cuando el pueblo católico se alzó en protesta de estas disposiciones, Barrios promulgó el siguiente decreto:
| J. RUFINO BARRIOS Teniente general del ejército y Encargado de la Presidencia del Gobierno Provisorio de la República A sus conciudadanos: Resuelto firmemente a llevar a cabo los saludables fines que envuelve la revolución democrática que [...] de tantos sacrificios ha [...] en nuestra patria, no esquiva, ni esquivaré medio alguno para [...] y [...] en resultados prácticos. Obro así, porque las [...] y en las instituciones, no pasan de ser vanos [...] que hoy o mañana caen en vergonzoso descrédito al empuje de funestas reacciones. Una prueba de estas ideas: un testimonio claro de mis propósitos es el decreto que con fecha de hoy he emitido, declarando la [...] de las comunidades de religiosos y la nacionalización de sus bienes cuyo producto [...] el gobierno a la enseñanza gratuida, único medio de operar con eficacia el progreso y la libertad de los pueblos.7 [...] La disposición que he tomado es propia y digna de los pueblos cultos; las monarquías bien inspiradas han decretado la [...] de los religiosos y la nacionalización de sus temporalidades. ¿Por qué compatriotas nosotros no hemos de dar ese gran paso, nosotros que somos republicanos y que no podemos consentir en la muerte civil del individuo, nosotros que aspiramos con la [...] las instituciones para labrar así la felicidad de nuestra patria? [...] Que la venda del fanatismo y de añejas preocupaciones [...] vuestros ojos: que los dencontentos del gobierno [...] el decreto de enclaustración como rma de partido para crear [...] y perturbar el orden público, que el clero nacional y los [...] religiosos, tratados con benevolencia y con respeto, no se empeñen en desviar la opinión de los incautos para promover disturbios; porque si tal cosa sucede, para los religiosos que se muestren instigadores, habrá extrañamiento en vez de enclaustración, y para todos los que causan escándalos y opongan resistencia a la ley, tened entendido compatriotas, que tengo la suficiente fuerza y energía, para reprenderles y aplicarles severas penas como cumple al mandatario que sabe temer y respetar las leyes y los principios que determinan los fines de su administración. Guatemala, 7 de junio de 1872 Justo Rufino Barrios |

En virtud de este decreto, el ejército ocupó los edificios de las órdenes, y le dio el ultimátum a los religiosos que si querían permanecer en el país, que fueran secularizados —es decir, que se convirtieran en sacerdotes y abandonaran la orden regular a la que pertenecían—.
Finalmente, en marzo de 1873, se decretó que el clero secular estaría sujeto a las cortes civiles, se decretaba la libertad de culto y las órdenes religiosas fueron puestas bajo el control del gobierno.
Entre los edificios que fueron retirados al clero para convertirlos en instituciones de educación laica están:
- Colegio y Seminario Tridentino de Nuestra Señora de la Asunción: convertido en el Instituto Nacional Central para Varones
- Colegio Mayor: convertido en la Escuela Normal Central para Varones
- Convento de Belén: convertido en el Sección Normal del Colegio de Niñas
- Convento de la Recolección: convertido en la Escuela Politécnica
- Convento de Santa Teresa: convertido en la cárcel para mujeres

Ahora bien, la expulsión de las órdenes religiosas mayores no significó la eliminación de la Iglesia Católica en Guatemala; se produjo, eso sí, una situación similar a la que ocurrió con la promulgación de las reformas borbónicas en 1765: los curas del clero secular se encargaron de las parroquias que dejaron los frailes. El catolicismo continuó, pero muchos de los sacerdotes seculares tenían escasa instrucción religiosa y con la eliminación del diezmo obligatorio el poder económico y político del arzobispo de Guatemala se redujo al mínimo. La tradición protestante aprovechó la ocasión para convertirse en una alternativa viable de evangelización cristiana.

### Concordato de 1884
Para 1881, las relaciones entre el presidente Justo Rufino Barrios y los representantes de la Iglesia Católica habían mejorado considerablemente, y el presidente Barrios envió a su amigo personal -y antiguo sacerdote- Ángel María Arroyo como ministro plenipotenciario ante la Santa Sede para trabajar en un nuevo concordato, que sustituyera al Concordato de 1852. El documento estuvo listo el 2 de julio de 1884, pero no fue discutido en la Asamblea de 1885 porque no alcanzó a ser incluido en la agenda legislativa; sin embargo, el presidente Barrios murió en Chalchuapa ese año y su sucesor, el general Manuel Lisandro Barillas Bercián ya no ratificó el tratado..

### EncíclicaRerum Novarumy régimen de Reyna Barrios

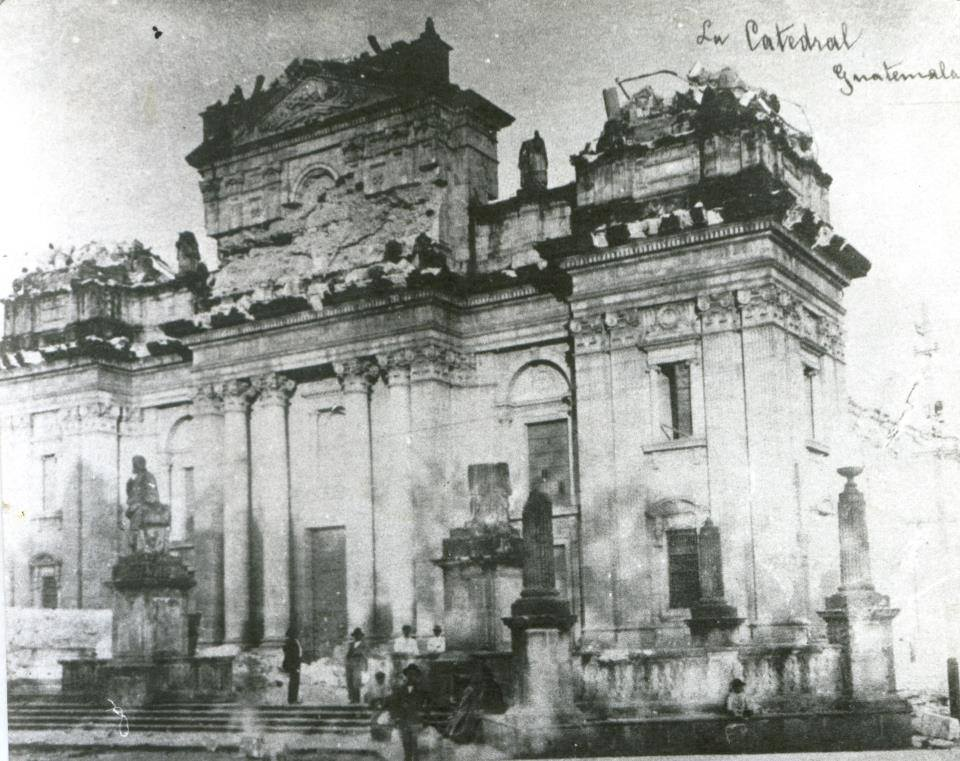
Catedral metropolitana de Guatemala tras los terremotos de 1917-1918. El gobierno liberal del licenciado Manuel Estrada Cabrera no reconstruyó ninguna estructura católica que fue derrumbada por estos terremotos. Las iglesias fueron reconstruidas tras varias décadas y con el aporte de los fieles.

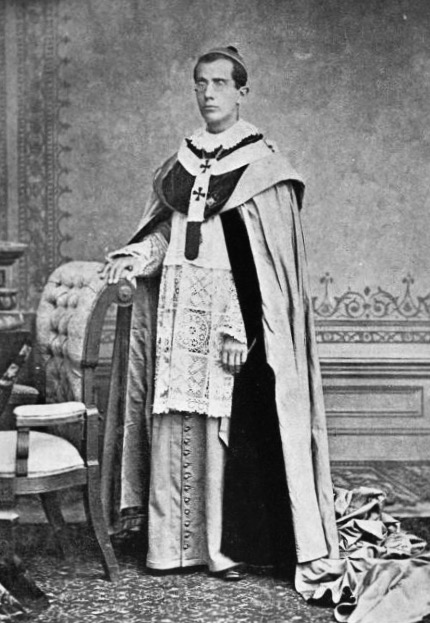
Lic. Ricardo Casanova y Estrada, arzobispo de Guatemala a su retorno al país en marzo de 1897. Fotografía de Alberto G. Valdeavellano.

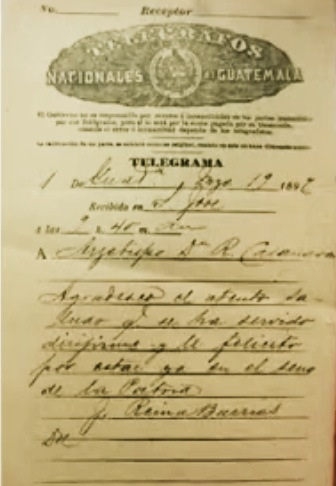
Telegrama enviado al arzobispo de Guatemala por el general José María Reyna Barrios tras su regreso a Guatemala en 1897.

En mayo de 1891, el papa León XIII publicó su encíclica Rerum Novarum– Sobre la situación de los obreros- documento clave que hizo que la Iglesia Católica se transformará paulatinamente para acomodarse en los estados liberales; en Guatemala dicha reorganización fue reforzada por una nueva forma de reproducción de las ideas, manifiesta en la imprenta cuyas imágenes y discursos eran enviados a los fieles por un eficiente servicio postal desarrollado por el Estado Liberal, lo que favoreció la puesta en circulación de varias publicaciones periódicas como la La Semana Católica, que comenzó a circular en 1892, inspirado en La Croix o L’Universe de París, nutriéndose de colaboradores locales de artículos y noticias del Catholic Times, que destacaba el progreso del catolicismo en Estados Unidos, que comenzaba a servir de ejemplo en la reconquista del poder ideológico en estados totalmente liberales.
Hubo un fortalecimiento del catolicismo durante el gobierno del general José María Reyna Barrios (1892-1898), gracias a la apertura política de su gobierno y su preocupación por la difusión del arte y la defensa de la cultura local, que lo llevaron a suscribirse a la Convención de Berna, respetando las manifestaciones populares de fe, expresadas en las procesiones de Pasión; y todo esto, a pesar de que Reyna Barrios era Masón de alto grado. En 1897, emitió una amnistía que permitió el regresó del Arzobispo Ricardo Casanova y Estrada a Guatemala, quien había sido expulsado por el presidente Manuel Lisandro Barillas Bercián. El arzobispo llegó el 19 de marzo de ese año, acompañado del padre Juan Paz; cuando llegó al Puerto San José en el vapor Newport, una muchedumbre llegó a recibirlo y escuchó con sumisión la misa que celebró el prelado. Luego partió en tren hacia la ciudad, en donde fue recibido por una enorme multitud en la estación, y luego lo acompañaron hasta la Plaza de Armas; había también personas en los tejados y en las ventanas de las casas, quienes aclamaban frenéticamente al recién llegado. Luego, un majestuoso Te Deum se celebró en la Catedral Metropolitana, que estaba completamente abarrotada por representantes de toda la sociedad guatemalteca. Incluso los escritores agnósticos de La Ilustración Guatemalteca, como A. Macías del Real, no pudieron menos que felicitar al arzobispo, quien llegaba procedente de San José, Costa Rica y tampoco pudieron negar que el catolicismo era en ese momento la religión preponderante en el país.
Los liberales se mantuvieron en el poder hasta el final del gobierno del general Jorge Ubico Castañeda en 1944, lo que influyó a la pérdida de la influencia de la Iglesia Católica en el país, pero en lugar de un cumplimiento riguroso como el que hubo hasta 1871, la población permanecía precariamente en la fe.
En 1944 llegó la Revolución de octubre, en la cual la situación de los religiosos católicos empeoró, ya que el pensamiento social ya no fue únicamente en contra de los intereses económicos de la Iglesia, sino que muchos revolucionarios empezaron a declararse opuestos a cualquier tipo de religión. El artículo 32 de la Constitución decretada por la Asamblea Constituyente revolucionaria el 11 de marzo de 1945 dice textualmente: «Se garantiza el derecho de asociación para los distintos fines de la vida humana, conforme a la ley. Se prohíbe el establecimiento de congregaciones conventuales y de toda especie de instituciones o asociaciones monásticas, así como la formación y el funcionamiento de organizaciones políticas de carácter internacional o extranjero. No quedan incluidas en esta prohibición, las organizaciones que propugnen la Unión Centroamericana o las doctrinas panamericanas o de solidaridad continental». El Arzobispo de Guatemala de entonces, Mariano Rossell y Arellano se encontró con que era urgente que se recuperara la posición de la Iglesia Católica en Guatemala y por esa razón se alió a los intereses de la United Fruit Company por intermedio del Movimiento de Liberación Nacional para derrocar a los gobiernos revolucionarios a los que tildaba de ateos y comunistas. Después de la consagración del Santuario de Esquipulas (1950), como parte de la campana de desprestigio iniciada contra el gobierno de Arbenz, mandó que el escultor Julio Urruela Vásquez tallara una réplica del Cristo de Esquipulas, la cual fue trasladada al bronce en 1952 y convertida, al año siguiente, en símbolo y estandarte de la campaña de peregrinación nacional contra el comunismo. Este cristo fue luego nombrado como «Comandante en Jefe» de las fuerzas del Movimiento de Liberación Nacional durante la invasión que hizo en junio de 1954.
El 4 de abril de 1954, Rossell Arellano emitió una carta pastoral en la que criticaba los avances del comunismo en el país, y hacía un llamado a los guatemaltecos para alzarse y pelear contra el enemigo común de Dios y de la patria, la cual fue distribuida por todo el país.

### Tras el derrocamiento de Arbenz
La Iglesia Católica recuperó parte del poder que había tenido durante el gobierno conservador del Rafael Carrera en el siglo xix; así pues, la educación religiosa privada tuvo un auge a partir de 1955, con la fundación de varios colegios elitistas para varones los cuales absorbieron a los estudiantes de élite que anteriormente hubieran atendido clases en las instituciones gubernamentales laicas como el Instituto Nacional Central para Varones, Escuela Normal para Varones o el Instituto Normal Central para Señoritas Belén.
Aunque el Arzobispo de Guatemala, Mariano Rossell y Arellano publicara un escrito respecto a que la Iglesia Católica no buscaba privilegios en su lucha contra el gobierno de Arbenz, consiguió que el gobierno del coronel Carlos Castillo Armas incorporara en la Constitución de 1956 lo siguiente:
- la capacidad jurídica de la Iglesia Católica -y las de todos los otros cultos- para adquirir, poseer y disponer de propiedades, siempre y cuando se destinen para fines religiosos, de asistencia social o a la educación.[160]
- que se declarara optativa la educación religiosa en locales oficiales: en el artículo 97 de la Constitución se indica que la ley regularía lo relativo a la enseñanza religiosa en locales oficiales y que el Estado no la impartiría pero la declaraba optativa. También garantiza la libertad de enseñanza en todos los otros establecimientos.[161]
- que el Estado contribuyera al sostenimiento de la educación religiosa: en el artículo 111 se indica que las instituciones privadas que impartan educación gratuita serán exoneradas de determinados impuestos fiscales y municipales en compensación por sus servicios.[162]

Rossell y Arellano inició una agrevisa campaña para recupar el Iglesia católica en Guatemala: restauró al Palacio Arzobispal y la residencia del Obispo Francisco Marroquín, en San Juan del Obispo, Sacatepéquez,, el 22 de julio de 1953 recibió a los sacertotes Antonio Rodríguez Pedrazuela y José María Báscones quienes iniciaron la labor del Opus Dei en Guatemala, y en 1959 realizó el Primer Congreso Eucarístico Centroamericano. Poco a poco logró el retorno de las [[Clero#Clero regular|órdenes regulares a Guatemala y participó en varias sesiones del Concilio Vaticano II, organizado por el papa Juan XXIII.
Con el paso de los años y con los avances de los medios de transporte y comunicación el número de peregrinos y la devoción al Señor de Esquipulas se convirtió en la «Capital Centroamericana de la Fe». En 1956 el Papa Pío XII erigió la Prelatura Nullius del Cristo de Esquipulas, la cual está conformada por el Municipio de Esquipulas y tiene como sede Catedralicia el Santuario de Esquipulas. El Papa también nombró como Primer Prelado de Esquipulas al Arzobispo Rossell y Arellano. Una de las primeras preocupaciones de Rossell fue la búsqueda de una comunidad de religiosos que se hicieran cargo de la atención pastoral del Santuario; luego de muchas iniciativas fallidas logró encontrar el apoyo de la Abadía Benedictina de San José en Lousiana, Estados Unidos El Domingo de Ramos de 1959 llegaron los tres primeros monjes benedictinos a Esquipulas comenzaron así la fundación del Monasterio Benedictino de Esquipulas. Tomando en consideración muchos aspectos religiosos, culturales e históricos el Beato Papa Juan XXIII aceptó la petición realizada por el obispo Rossell Arellano y elevó el Santuario de Esquipulas al rango de «Basílica Menor de Esquipulas» en 1961.
El 6 de enero de 1960 el arzobispo de Guatemala Mariano Rossell y Arellano devolvió el complejo de San Francisco a los frailes franciscanos. quienes en 1961, en medio de mucha polémica, iniciaron la reconstrucción del templo, la cual concluyó en 1967. Los franciscanos contaron con la ayuda del presidente general e ingeniero Miguel Ydígoras Fuentes, y de los miembros del Comité Pro Reconstrucción de la Iglesia. En este templo se encuentra la Virgen de los Reyes, la Inmaculada Concepción
En 1966 el porcentaje de católicos bajó a un ochenta y ocho por ciento, influenciado por el periodo de ausencia y por la cada vez más popular presencia protestante, especialmente con sus denominaciones evangélicas.

### Guerra Civil: Opus Dei y Teología de la liberación
La teología de la liberación es una corriente teológica que se inició junto con el «Concilio Vaticano II» en el seno de la Iglesia católica en Latinoamérica y en algunas iglesias protestantes. El eje de la teología de la liberación son los pobres; el pobre se convierte en el sujeto y en el tema de fondo de la teología de la liberación no por razones políticas, sociales o económicas, sino fundamentalmente por razones teológicas bíblicas. Por consiguiente, la Iglesia, si es verdadera Iglesia, es una Iglesia de los pobres. Los promotores de esta teología fueron: el sacerdote revolucionario colombiano Camilo Torres Restrepo, el filósofo y teólogo peruano Gustavo Gutiérrez Merino y el sacerdote vasco Xabier Gorostiaga, S.J., entre otros.
Por su parte, el Opus Dei es una organización católica de extrema derecha eclesial, con su influencia en el Vaticano y la vinculación y apoyo del cardenal Mario Casariego y Acevedo. Desde 1976 el Opus Dei organizó cursillos para empresarios en la Ciudad de Guatemala en torno a dos ideas: los ataques a la Teología de la Liberación y a los intentos reformistas de la Democracia Cristiana Guatemalteca.
El 10 de diciembre de 1964 falleció el arzobispo Rossell y Arellano y fue sustituido por el obispo Mario Casariego, primer español en ocupar el puesto en Guatemala desde 1821. Desde el inicio de su gestión se le acusó de estar al servicio de intereses antipopulares, de favorecer a las élites del país y de estar influenciado por el Opus Dei En 1968, el presidente Julio César Méndez Montenegro le solicitó que visitara al presidente mexicano Díaz Ordaz y le solicitara apoyo en sus disputas con los jefes militares Arriaga Bosque y Arana Osorio. Al regresar a Guatemala en marzo, el arzobispo fue secuestrado por grupos de extrema derecha; hubo numerosos grupos de cristianos que elevaron sus oraciones para el aparecimiento del arzobispo; incluso, el Papa le envió una carta y le honró con varias dignidades eclesiásticas y el cargo de «Consejero de la Sagrada Congregación Consistorial», que le otorgaba poderes superiores a los del Nuncio Apostólico, pues tenía el derecho de revisar todos los nombramientos de obispos en la región. Incluso, fue nombrado «Príncipe de la Iglesia» y obtuvo la Orden del Quetzal cuando fue liberado.
A principios de los años setenta varias parroquias de la diócesis de Escuintla, en la Costa Sur de Guatemala, iniciaron un trabajo de pastoral social a través de las llamadas Familias de Dios, inspiradas en la pedagogía de Paulo Freire. Esta labor abordaba el estudio de la Biblia desde la perspectiva de los pobres orientada a la reflexión sobre el papel de los cristianos en la construcción de una sociedad más justa. Un aspecto de preocupación de la Iglesia Católica en la Costa Sur fueron las condiciones inhumanas del trabajo en las fincas y la falta de una organización de los trabajadores temporales y cuadrilleros llegados del Altiplano.
De acuerdo a publicaciones del Ejército de Guatemala, para el año 1980 los frentes del Ejército Guerrillero de los Pobres (EGP), habían alcanzado un altísimo nivel de organización, con el apoyo e intervención de sacerdotes Jesuitas, Maryknoll y Misioneros del Sagrado Corazón; estos sacerdotes extranjeros, españoles en su gran mayoría, a través de Acción Católica, habrían armado un entramado perfectamente diseñado por teólogos de la liberación obteniendo con su intervención y adoctrinamiento, un amplio dominio sobre las comunidades del triángulo Ixil.. Todo este esfuerzo de involucramiento religioso, era coordinado, desde otro frente guerrillero, por Luis Gurriarán y Ricardo Falla Sánchez, S.J. los religiosos se encargaron de esta manera en desarrollar una estrategia de captación y reclutamiento para el EGP. Esta estrategia, basada en la teoría y praxis de la iglesia de los pobres, utilizaba entre sus procedimientos para lograr acrecentar su influencia visitas y reuniones de adoctrinamiento constante. De acuerdo a los reportes del ejército, estos ideólogos dirigían de esta manera el adoctrinamiento mediante la teología de la liberación, por medio de más de cien sacerdotes y monjas de diferentes órdenes religiosas, junto con el EGP.
La Premio Nobel de la Paz Madre Teresa de Calcuta visitó la Ciudad de Esquipulas el 18 de julio de 1980, el motivo principal de su visita se debió a que tendría que inaugurar la plaza centroamericana de la paz, ubicada en el convento Belén, en el Cerrito Morola de la misma ciudad.
Tres años más tarde durante el gobierno de facto de Efraín Ríos Montt, el 6 de marzo de 1983, aconteció la primera visita del Papa Juan Pablo II cuando el país atravesaba el conflicto armado interno entre el Ejército de Guatemala y la Unidad Revolucionaria Nacional Guatemalteca. El primer gesto del pontífice al bajar del avión fue besar el suelo guatemalteco; más tarde pidió a Ríos Montt la suspensión de la ejecución de tres reos condenados a muerte, aunque su petición fue desatendida y fueron finalmente ejecutados. Por otra parte la mañana del 7 de marzo el papa celebró una misa que fue oficiada en el Campo Marte de la Ciudad de Guatemala, esta se dice que fue la más grande concentración católica en la historia del país, se calcula que movilizó entre 1.5 y dos millones de personas.

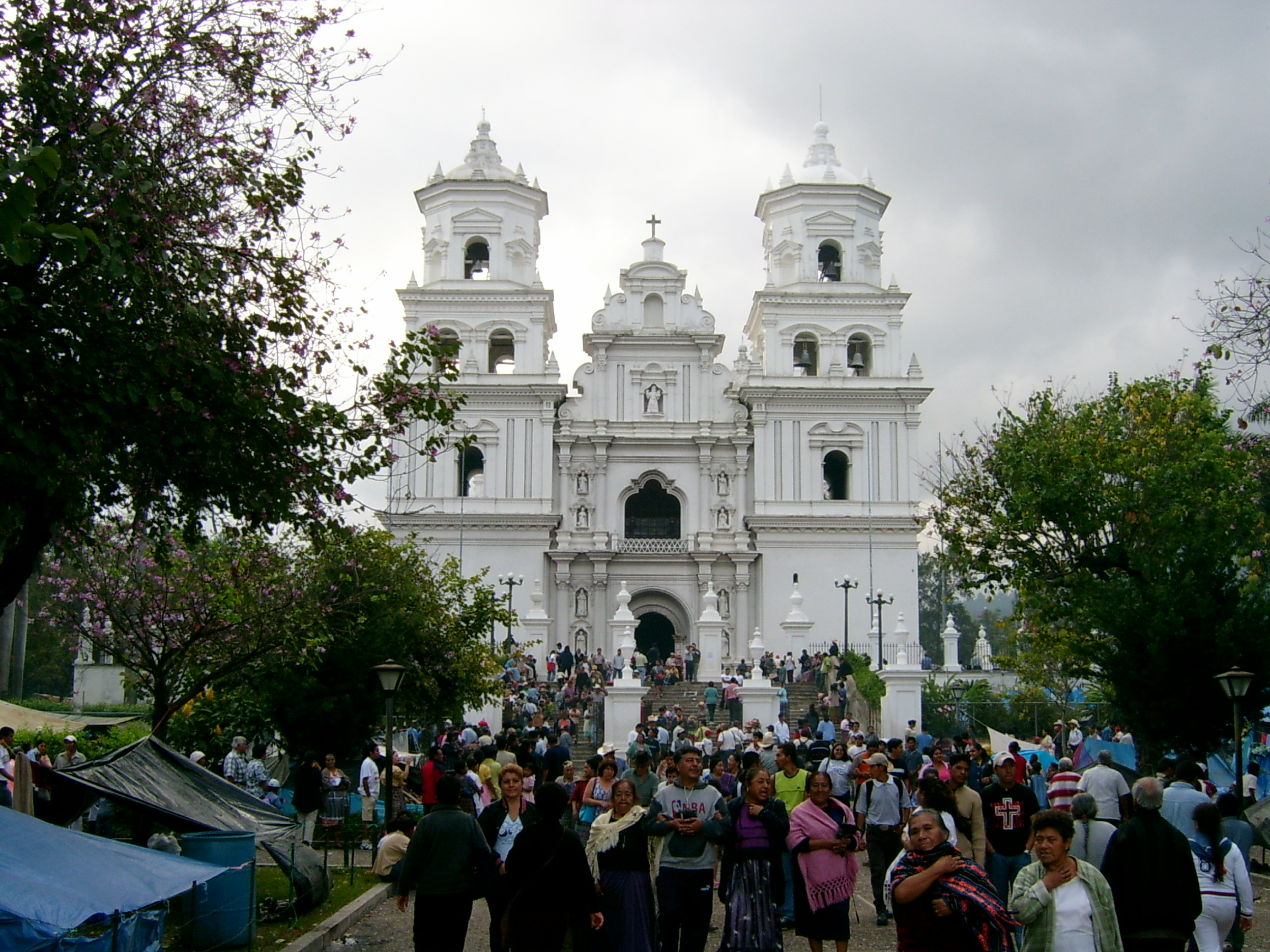
La Basílica de Esquipulas es uno de los centros de peregrinaje católico más importante de Centroamérica.

### Fin de la guerra civil y gobiernos civiles
En 1985 la Constitución Política declara que Guatemala es un estado laico. la alta deserción de católicos entre finales de los 70 y la década de los 80 propicio a las visitas del papa Juan Pablo II en el país. En esta ocasión el pontífice llevó su mensaje hasta la ciudad de Esquipulas, el 6 de febrero de ese año ofició una misa en el Valle de María, habiendo unas 40.000 personas en la ceremonia. Juan Pablo II llamó varias veces "Cuna de la Paz" a esta ciudad, debido a que esta fue sede del Acuerdo de Paz de Centroamérica durante 1986 y 1987, y que fueron finalizados en Guatemala en 1996.
Las ruinas del Convento de Santo Domingo fueron vendidas a particulares y convertidas en el Hotel Casa Santo Domingo en 1989.
Otro suceso que impactó a la Iglesia Católica fue el asesinato del Monseñor Juan Gerardi, dos días después de la publicación del informe "Guatemala: Nunca más", el 26 de abril de 1998; en este documento el clérigo denunciaba los abusos durante el conflicto armado interno. El obispo Gerardi fue salvajemente asesinado a golpes en el garaje de la casa parroquial de San Sebastián, en la ciudad de Guatemala. Los criminales usaron aparentemente un bloque de concreto para destrozarle el cráneo, desfigurando su rostro al punto de dejarlo irreconocible, su identificación se logró tras la verificación del anillo episcopal en su mano.
En 2002, Guatemala recibió la tercera y última visita pastoral de Juan Pablo II. El 30 de julio de 2002, llegó a la Ciudad de Guatemala y una misa fue oficiada en el Hipódromo del Sur, siendo la visita más breve -únicamente veintisiete horas- que hizo a Guatemala. En visita el beato "Hermano Pedro" fue declarado santo por Juan Pablo II. Asimismo, fue inscrito en el santoral católico bajo el nombre de Santo Hermano Pedro de San José de Betancur; cerca de un millón de fieles asistieron a la actividad. A las 17 horas -hora de Guatemala- el pontífice partió hacia el Aeropuerto Internacional La Aurora, las últimas palabras que pronunció en suelo guatemalteco fueron: "Guatemala te llevó en el corazón". Por la presencia de los restos mortales del Santo Hermano Pedro, la iglesia de San Francisco fue elevada a la calidad de Santuario Arquidiocesano por el arzobispo de Guatemala cardenal Rodolfo Quezada Toruño el 30 de julio de 2003.
Actualmente pese a que en general el catolicismo es el cristianismo predominante en el país, existen excepciones donde ha dejado de serlo debido a múltiples factores como la pobreza, la delincuencia, marginación, entre otros problemas. Culturalmente en la mayoría de áreas del territorio guatemalteco se viven fuertemente las tradiciones católicas, están muy arraigadas en la población. Los departamentos con más porcentaje de católicos según varios estudios son Alta Verapaz, Baja Verapaz, Chiquimula, Sacatepéquez y Santa Rosa.
La religiosidad popular católica en Guatemala se vive con particular fervor en los tiempos litúrgicos de Cuaresma y Semana Santa, la tradición viste de singular mística y devoción la Pasión de Cristo y los dolores de su madre la Virgen María. En muchas partes del país se viste de lila y morado. El paso de solemnes cortejos procesionales sobre coloridas alfombras son el centro de atención, mientras se escuchan marchas fúnebres. También resaltan los Rezados como el de la Virgen de los Reyes, la Inmaculada Concepción o la de la Inmaculada de Catedral conocida como la "Primera dama de la Nación".

### Devociones Marianas en Guatemala
Guatemala fue la primera nación del mundo que celebró formalmente la fiesta litúrgica católica de la coronación de la Santísima Virgen en su advocación de Reina de todo el Universo.
Entre las devociones más destacadas a la Virgen María se encuentran: Nuestra Señora del Rosario, Nuestra Señora del Carmen y Nuestra Señora de Guadalupe.

#### Nuestra Señora del Carmen
La devoción a la Virgen del Carmen en Guatemala es extendida, contando con varios templos dedicados a su advocación en la Ciudad Capital, siendo el principal el Santuario del Cerrito del Carmen, lugar del asiento original de la Capital de Guatemala en su cuarto traslado en 1776. La imagen de la Virgen del Carmen fue traída a Guatemala en el siglo xvii. La leyenda cuenta que santa Teresa de Ávila quiso que esta imagen fuera llevada al Nuevo Mundo, augurando que a sus pies se levantaría una gran ciudad; la misma fue entregada por las carmelitas de Ávila (España) a Juan de Corz, quien venía al nuevo mundo como ermitaño. Así, la Virgen del Carmen, se convirtió en la primera huésped y patrona del Valle que pasó a llamarse "Valle de la Virgen", donde más de un siglo después se fundaría la Nueva Guatemala de la Asunción, actual capital de la República de Guatemala.

#### Nuestra Señora del Rosario
La talla de la Nuestra Señora del Rosario, fue mandada a esculpir por el dominico Fr. Lope de Montoya y bendecida en 1592, esta ha sido venerada en Guatemala por más de 4 siglos. En el año 1969 el Papa Pablo VI en Bula Papal, elevó el Templo de Santo Domingo a la dignidad de Basílica Pontificia de Nuestra Señora del Rosario. La coronación de la imagen debió hacerse al aire libre pues no se halló ningún templo lo suficientemente grande para albergar a la multitud.

## Protestantismo
El Protestantismo, divido en diversas denominaciones (evangélicos, luteranos, episcopales, adventistas etc) regularmente es denominado cristianismo evangélico, (ejemplo: Ministerio Casa de Dios, Ministerio Shaddai, Ministerio Eben-Ezer, Ministerio Fraternidad Cristiana, Ministerio Palabra en Acción, Ministerio de Motivación Cristiana, ministerio Ciudad Del Rey) inició como un movimiento religioso en Guatemala con la llegada al poder presidencial del General Justo Rufino Barrios que con sus reformas liberales pretendía restar poder a la Iglesia Católica; El mandatario promulgó la ley de libertad de culto el 15 de marzo de 1873. Los misioneros protestantes comenzaron a abrirse paso entre la presencia absoluta del catolicismo que llevaba más de tres siglos de historia en el país, una de las debilidades que aprovecharon fue que la práctica católica ya era en parte "laica", las tradiciones eran fuertes, pero no así necesariamente el conocimiento y convencimiento de la fe.

### Historia

#### Protestantes ingleses
Los primeros cristianos protestantes que llegaron a Centroamérica fueron los bucaneros y corsarios que perseguían a las flotas españolas que salían de los puertos en el Atlántico hacia España. En Guatemala, el mayor asentamiento inglés fue Belice; el área que ocupa Belice en la península de Yucatán nunca fue ocupada por España o Guatemala, aunque España efectuó algunas expediciones exploratorias en el siglo xvi que le sirvieron de base para luego reclamar el área como suya; Guatemala simplemente heredó ese argumento para reclamar el territorio, pese a que nunca envió expediciones al área luego de la independencia debido a las guerras que se produjeron en Centroamérica entre 1821 y 1860. Por su parte, los ingleses habían establecido pequeños asentamiento desde mediados del siglo xvii, principalmente para bases de bucaneros y luego para explotación maderera; los asentamientos nunca fueron reconocidos como colonias británicas aunque estaban de alguna forma regidos por el gobierno inglés en Jamaica.. En el siglo xviii Belice se convirtió en el principal punto de contrabando en Centro América aunque luego los ingleses reconocieron la soberanía española de la región por medio de los tratados de 1783 y de 1786, a cambio de que se terminaran las hostilidades con España y que los españoles autorizaran a los súbditos de la corona británica a explotar las maderas preciosas que había en Belice.
Tras la independencia de la región centroamericana de la corona española en 1821, Belice se convirtió en la punta de lanza de la penetración comercial británica en el istmo centroamericano; casas comerciales inglesas se establecieron en Belice e iniciaron unas prósperas rutas comerciales con los puertos caribeños de Guatemala, Honduras y Nicaragua.
Los liberales tomaron el poder en Guatemala en 1829 tras vencer y expulsar a los miembros del Clan Aycinena y el clero regular de la Iglesia Católica e iniciaron un reclamo formal pero infructuoso sobre la región beliceña; esto, a pesar de que por otra parte, Francisco Morazán -entonces presidente de la Federación Centroamericana- en lo personal inició tratos comerciales con los ingleses, en especial el comercio de caoba. En Guatemala, el gobernador Mariano Gálvez entregó varias concesiones territoriales a ciudadanos ingleses, entre ellos la mejor hacienda de la Verapaz, Hacienda de San Jerónimo; estos tratos con británicos fueron aprovechados por los curas párrocos católicos en Guatemala -ya que el clero secular no había sido expulsado por no tener propiedades ni poder político- para acusar a los liberales de herejía e iniciar una revolución campesina contra los herejes liberales y a favor de la «verdadera religión». Cuando llegó Rafael Carrera al poder en 1840 luego del triunfo de la revolución, no solamente no continuó con los reclamos sobre el territorio beliceño, sino que estableció un consulado guatemalteco en la región para velar por los intereses de Guatemala en ese importante punto comercial. El comercio beliceño fue preponderante en la región hasta 1855, en que los colombianos construyeron un ferrocarril transoceánico en Panamá en 1855, permitiendo que el comercio fluyera más eficientemente en los puertos del Pacífico guatemalteco; a partir de este momento, Belice empezó a declinar en importancia.
A fin de poder expulsar al filibustero estadounidense William Walker definitivamente de Centroamérica, el presidente Rafael Carrera se vio obligado a solicitar armas a Inglaterra, la que a cambio lo forzó a definir los límites con Belice. El 30 de abril de 1859 se celebró la convención entre los representantes de Gran Bretaña y Guatemala para definir los límites con Belice, tras la cual se emitió un decreto en el que Guatemala se vio favorecida en el artículo séptimo, que estipula que Inglaterra abriría por su cuenta una vía de comunicación terrestre de la ciudad de Belice hasta la ciudad de Guatemala. La carretera jamás se construyó porque los conservadores no se pusieron de acuerdo con los beliceños en la ubicación exacta de la misma y luego, cuando los liberales tomaron el poder en 1871 declararon nulo el tratado porque no se había construido la carretera.

#### Presbiterianos

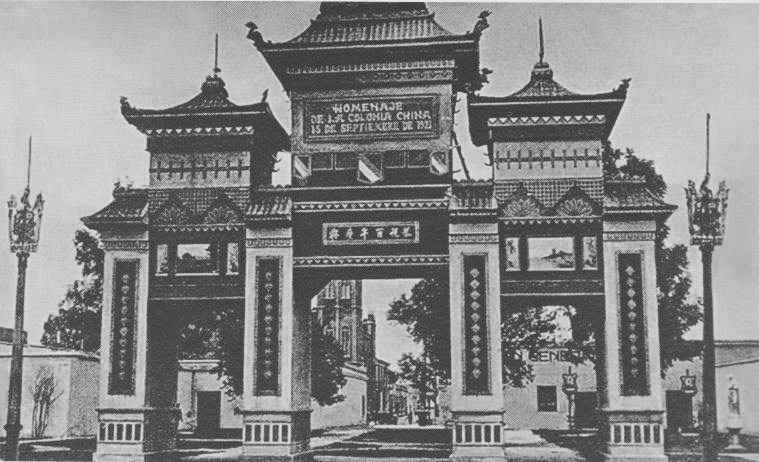
Arco ceremonial construido por la colonia china en Guatemala para el centenario de la independencia en 1921. Se encontraba donde luego se construyó el pórtico principal del Palacio Nacional.; al fondo se observa la primera iglesia presbiteriana de Guatemala.

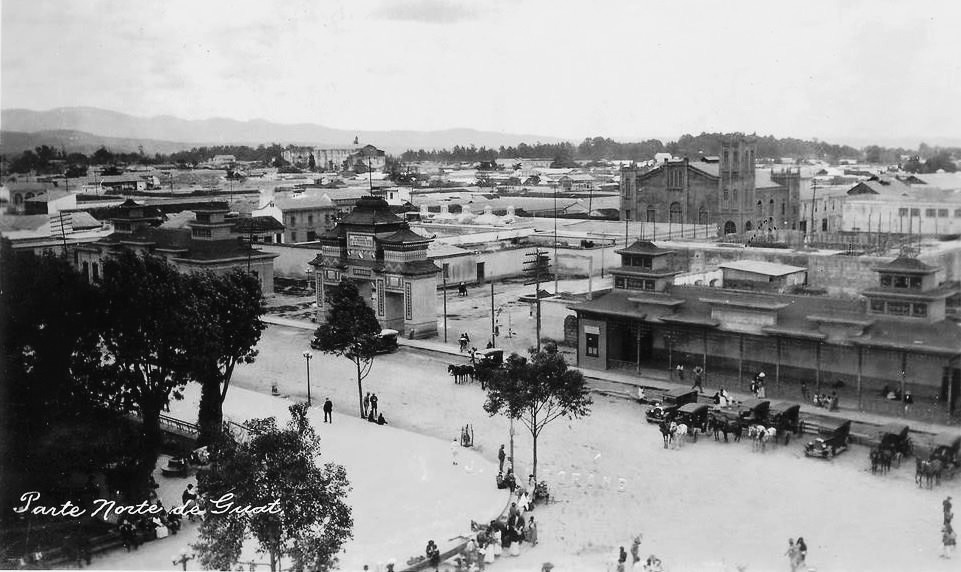
Norte de la Plaza de Armas en 1925. Al fondo se observa la Iglesia Presbiteriana Central, que resistió los terremotos de 1917-1918.

La primera denominación protestante oficialmente aceptada en Guatemala fue el Presbiterianismo, siendo fundada el año de 1882 por el misionero John Clark Hill, para ese entonces eran minoría y se conocida en la Ciudad de Guatemala. De 1882 a 1940 la población evangélica representaba a cerca del 2 por ciento de la población guatemalteca. Barrios abrió las puertas de Guatemala a la migración de misioneros evangélicos en este país porque el protestantismo representaba un sistema de educación que sustituyera el escolástico de los jesuitas; para ello era necesario tomar el camino de la educación pragmática, inclinada más a la ciencia y a la tecnología, para salir del tradicionalismo de las bellas letras. El hecho de Justo Rufino Barrios fuera activo Masón no fue antagónico con el protestantismo de ese tiempo; es más poseían rasgos en común, por ejemplo: la defensa de la libertad de culto, declararse en contra del monopolio de la iglesia católica, las ideas de los valores éticos, la democracia y su perspectiva teórica respeto al trabajo.
Pese a las restricciones impuestas para el ingreso de nuevas misiones religiosas extranjeras en el gobierno de Jorge Ubico las denominaciones protestantes se multiplicaron debido a las divisiones de las iglesias ya existentes y a las pocas nuevas fundaciones, entre ellas: la Iglesia de Dios del Evangelio Completo (1934) y Asambleas de Dios (1937), siendo estas la punta de lanza del pentecostalismo en el país.

#### Pentecostales
En 1930 llega la corriente pentecostal a Guatemala y a partir de la década de 1940 estas iglesias inician su incursión en los medios de comunicación. En 1950 la Misión Centroamericana sacó al aire la primera emisora evangélica, Radio Cultural TGN, que ganó rápidamente gran audiencia. Durante esta década, las comunidades continuaron creciendo hacia los departamentos del país, principalmente los del occidente y sur de Guatemala. Las primeras organizaciones pentecostales fueron Asamblea de dios, Iglesia de Dios, Iglesia Cuadrangular, Príncipe de Paz -de origen guatemalteco-, entre otras.
El 15 de marzo de 1937, durante el gobierno del general Jorge Ubico Castañeda se organizó el primer «Sínodo Evangélico»; sin embargo, el presidente guatemalteco se opuso abiertamente al ingreso de nuevas misiones protestantes. Hasta después de la Revolución de 1944 se permitió el ingreso de nuevas misiones; así, en 1951 -durante el gobierno del coronel Jacobo Árbenz Guzmán- el Sínodo Evangélico fue llamado «Alianza Evangélica de Guatemala».
En 1963 ocurrió el avivamiento de Pentecostés, pues el número de creyentes y de iglesias pentecostales y de otras denominaciones protestantes aumentó en el país; este crecimiento fue provocado por la campaña «Evangelismo de Fondo» que se inició en 1962 y que permitió por primera vez en el país que la iglesia evangélica guatemalteca tuviera una gran movilización. En 1966 se celebró la primera campaña de evangelismo a fondo, y tras el éxito de la misma se celebró la segunda en 1968.
En 1972 se empiezan a preparar las celebraciones del centenario del inicio oficial de la Iglesia Evangélica en Guatemala: en 1974 se fundó la Asociación Guatemalteca de Ministros Evangélicos y se inició la cuantificación de la membresía. Después del terremoto de 1976, organizaciones misioneras extranjeras enviaron voluntarios que dejaron un legado de fe en congregaciones como la iglesia Verbo; por esa época, aparecieron varias iglesias neopentecostales -Elim, Fraternidad Cristriana, Puerta del Cielo, Lluvias de Gracia, Familia de Dios, entre otras- que con el tiempo fueron adquiriendo gran cantidad de adeptos hasta convertirse en mega-iglesias.
En el siglo xxi las iglesias pentecostales se han convertido en empresas que desarrollan estrategias de comercialización y de distribución multilateral de bienes simbólicos y religiosos. La evangelización pentecostal responde a la necesidad de articular la diversidad de las tradiciones religiosas existentes y la necesidad de adoptar nuevas prácticas y discursos que puedan generar mayor interés; esto ha dado que las iglesias pentecostales y neopentecostales tengan una gran cantidad de adeptos:
- Casa de Dios: trece mil miembros
- Fraternindad Cristiana de Guatemala: doce mil quinientos
- Ministerios «El Shaddai»: doce mil miembros.[189]

#### Gobierno del general Ríos Montt
El 23 de marzo de 1982, fue derrocado el entonces presidente Fernando Romeo Lucas García por un grupo de oficiales jóvenes del Ejército de Guatemala, quien una vez alcanzado el poder, llamaron al general Efraín Ríos Montt a hacerse cargo del triunvirato de gobierno que ellos impusieron. Por ese entonces, Ríos Montt era dirigente de la iglesia evangélica «El Verbo»; no se encontraba de alta, pero gozaba de prestigio entre los oficiales medios que lo recordaban en su etapa como director de la Escuela Politécnica, considerándolo honesto y no comprometido con las situaciones que se deseaba corregir. Aunque no participó en la planificación del golpe de Estado que se había dado ni se le había consultado si aceptaría asumir el gobierno, lo llamaron porque estimaron que era la persona adecuada para sacar al país de la encrucijada en que se encontraba y combatir la corrupción. Los golpistas desconocían, aparentemente, su nueva filiación religiosa y su entrega a dicha actividad.
Uno de los principales puntos de contención durante el gobierno del general Ríos Montt sería la religión. Conforme fueron pasando los meses de su gobierno, su actitud fue convirtiéndose en la de un pastor protestante que le predicaba al pueblo de Guatemala utilizando la frase «¡Usted Papá, Usted Mamá!». Aunque Ríos Montt compartió el mando con Maldonado Shaad y Gordillo hasta el 9 de junio de 1982, fue evidente que él llevaba las riendas del gobierno desde el principio. Constituyó un gabinete con propuestas a instituciones y otros gremios, excluyendo a los partidos políticos; aunque guardó la secretaría privada y la secretaría general de la Presidencia para miembros de su iglesia -el Verbo-. En esa época, Ríos Montt creía que su ascensión era de origen divino, y los domingos por la tarde, salía predicando como un pastor utilizando el estilo y la retórica de los sermones religiosos y aprovechando el espacio televisivo de la cadena nacional de radio y televisión. Daba consejos, regañaba y siempre hablaba de la unión familiar con su frase de papá y mamá.
En un acto especial, hizo llegar al Teatro Nacional a ministros, viceministros, directores generales, asesores, secretarios y otros más, con el fin de hacerles jurar por Dios y por la patria que cambiarían de actitud. Leía una página y luego hacía repetir a los asistentes, a coro: «Me comprometo ante Dios y ante la patria a cambiar, y a lograr, a través de todos mis actos, cambiar a Guatemala. Me comprometo a que mis actuaciones estén dentro de la ley…»; y luego surgió el lema: «No robo, no miento, no abuso» que todos los empleados públicos debían llevar en un gafete. Al lado del lema, utilizó una mano derecha con los dedos extendidos, la cual se convertiría años más tarde en el símbolo de su partido, el Frente Republicano Guatemalteco.
La visita del papa Juan Pablo II en marzo de 1983 fue quizá el período más tenso entre el gobernante protestante y el pueblo católico; el renombrado historiador guatemalteco Héctor Gaitán refleja como se sintió el pueblo guatemalteco de entonces cuando menciona en su obra La calle donde tú vives, que su fe no se quebrantó «a pesar del desplante que le hiciera al Papa la camarilla del gobierno de turno».
El aumento del protestantismo tras la Guerra Civil fue estudiado por la antropóloca Claudia Dary, quien propone algunas tesis para explicarlo:
- La evangelización fue parte del plan contrainsurgente que llegó de los Estados Unidos: de esta forma, las conversiones serían el resultado del éxito de los planes contrainsurgentes y anticomunistas diseñados desde los Estados Unidos, en los cuales se concebía como un ideal la vida alejada de la política, por ser cosa mundana. Se proponía un conformismo ante la situación que se vivía a finales de los años setenta, lo que a la larga no comprometería a la población recién convertida con ningún cambio social, mucho menos estructural.[197][198]
- La política bread and dollar -pan y dólar- es responsable de las conversiones: esta tesis explica que el cambio de credo religioso está relacionado con el empobrecimiento de los habitantes del área rural y de los sectores urbanos. Agobiados por sus carencias, el peso de las responsabilidades familiares y los gastos que implican las celebraciones y compromisos rituales del catolicismo popular, muchos indígenas habrían preferido expresar su religiosidad de una manera menos dispendiosa escapándose del círculo de la costumbre que privilegia la redistribución de los bienes dentro de su comunidad.[197]

Por su parte, el sociólogo de la religión de Chile Christian Parker menciona varios factores que han provocado el descenso en la feligresía católica a partir de 1980:
- La fuerte influencia de la economía globalizada que promueve una «cultura de consumo» en la que el mercado se constituye en mecanismo regulador de la economía y reduce la injerencia del Estado. El mercado es más influyente en la configuración de la sociedad y da paso a la emergencia de creencias, símbolos y rituales religiosos y espirituales porque el acceso al mercado y a sus formas de simbolización condicionan estilos de vida.[199]

En las sociedades donde predomina una única religión, las prácticas tienden a adormecerse, y ahí donde la religión esté menos regulada, la competencia es más marcada. América Latina está en un proceso de transición y competencia entre un monopolio católico con ofertas religiosas diversificadas a una pluralización religiosa dirigida fundamentalmente por los pentecostalistas. La competencia entre diversas expresiones religiosas que luchan por la acumulación y distribución de bienes simbólicos para satisfacer el interés y la demanda de sectores sociales amplios, es característica de una lógica de mercado en la que la ley del número se convierte en un criterio de éxito.
- La educación moderna -a pesar de las deficiencias de que adolece- va transformando la cultura de la sociedad e impacta las creencias religiosas.[199]
- La presencia creciente de los movimientos indígenas, junto a las reivindicaciones de los derechas para la mujer y las minorías étnicas han revalorizado las propias tradiciones religiosas de estos pueblos.[199]

Para asegurar su futuro amplios sectores de la población, demandan bienes religiosos que les proporcionen significado de vida y están dispuestos a obedecer sin autocrítica la dirección de líderes
que ejerzan autoridad, poder, mediante reglas absolutas. “Las ofertas que tienen mucha demanda van desde la unción en el Espíritu, experiencias carismáticas, participante directo de una guerra espiritual, milagros, maravillas, que la salvación no se pierde, un evangelio de prosperidad y riqueza material.

#### Teología de la prosperidad
A partir del siglo xxi, la expansión de la llamada teología de la prosperidad:
En la década de 1970, algunos católicos de clase media alta que se sentían traicionados cuando un sector de la Iglesia Católica se inclinó por la Teología de la Liberación y empezó a expresar una opción preferencial por los pobres, encontraron en la teología de la prosperidad, los espectáculos profesionalmente montados de los telepredicadores y los encuentros de oración en hoteles de lujo una nueva explicación desde la fe cristiana de su posición privilegiada en la sociedad. La teología de la prosperidad también ofreció una opción atractiva a muchas personas pobres/clase media baja que deseaban fortalecer su disciplina persona y aumentar su autoestima.

#### Luteranismo
Fue otra denominación que llegó a Guatemala a finales del siglo XIX. El luteranismo en Guatemala fue traído por la inmigración alemana en Guatemala, los colonos alemanes en Cobán trajeron el judaísmo mientras que los colonos alemanes en Quetzaltenango trajeron la iglesia luterana, aunque para la década de 1930 las iglesia luteranas y los centros judíos fueron cambiados por reuniones nazis. Pero 19 de septiembre de 1946, los Pastores Luteranos Herman A. Mayer y Bernard J. Pankow, se encontraban en Guatemala por primera vez en respuesta a una solicitud hecha al Rev. Elmer J. Moeller, de Dakota del Norte, por algunos guatemaltecos de ascendencia alemana.[cita requerida]

#### Metodismo
El movimiento metodista en Guatemala inicio también en la década de 1840, al igual que el presbiteranismo, aunque no tuvo tanta popularidad, luego si empezó a tener popularidad, en la actualidad se encuentran dos colegios metodistas y ministerios de ella en: Zacapa, Quiche y Petén.[cita requerida]

#### Anglicanismo
La iglesia anglicana es muy popular en la población garifuna, el departamento con más adeptos al anglicanismo es Izabal por la inmigración de jamaiquinos anglicanos.[cita requerida]

### Evangelización
| Surgen de divisiones y disputas de poder entre las iglesias protestantes de misión, las misiones evangélicas de fe, y las iglesias pentecostales de misión. Son muestra fehaciente de la tendencia, cada vez más pronunciada, hacia la pentecostalización de todas las iglesias cristianas en América Latina. —Vitalino Similox Salazar Concejo Ecuménico de Guatemala |

Para 1980 ya existían 5 emisoras de medios evangélicos y para 1982 había alrededor de ciento veinticinco programas radiales.  Algunas de las iglesias independientes de mayor crecimiento una vez terminado este período fueron: Lluvias de Gracia, Casa de Dios y El Shaddai.
En política, el país ha tenido dos presidentes evangélicos: el general Efraín Ríos Montt que encabezó la dictadura existente en ese país entre los años 1982 y 1983 como presidente de facto; y Jorge Serrano Elías que gobernó Guatemala constitucionalmente de 1991 a 1993 y presidió una corta dictadura de siete días al cabo de un autogolpe de estado.
Guatemala cuenta con los templos evangélicos más grandes de Latinoamérica, denominados «Mega iglesias»: la «Iglesia Fraternidad Cristiana» con capacidad para doce mil doscientas personas y la Iglesia «Ciudad de Dios del Ministerio Casa de Dios» con capacidad para doce mil personas. Ambas están ubicadas en la Ciudad de Guatemala.
Actualmente las iglesias evangélicas continúan creciendo y ejercen presión en el ámbito político llegando a ser mayoría en varios sectores del país. Los departamentos con más adeptos al protestantismo son: Izabal, Zacapa, San Marcos, Huehuetenango y Retalhuleu. 
La iglesia pentecostés o pentecostal es la iglesia protestante con más número de miembros, según la «Alianza Evangélica de Guatemala»: existen registradas más de setecientas iglesias pentecostés en el país. Por su parte, el «Ministerio Casa de Dios» del pastor Cash Luna es el ministerio con mayor miembros en Guatemala e inclusive cuenta con iglesias en el sur de México.
Existen alrededor de 1 750 diferentes iglesias evangélicas según la «Alianza Evangélica de Guatemala» y la alianza «Ayuda para la Iglesia Necesitada», y su número va en aumento.[cita requerida]

## otros
Otras iglesias o sectas  no regionales de  Guatemala  como mormones, bizantino orientales, bahais,   testigos de jehova,  y  coptos   son introducidos  recientemente  desde  los años 80 

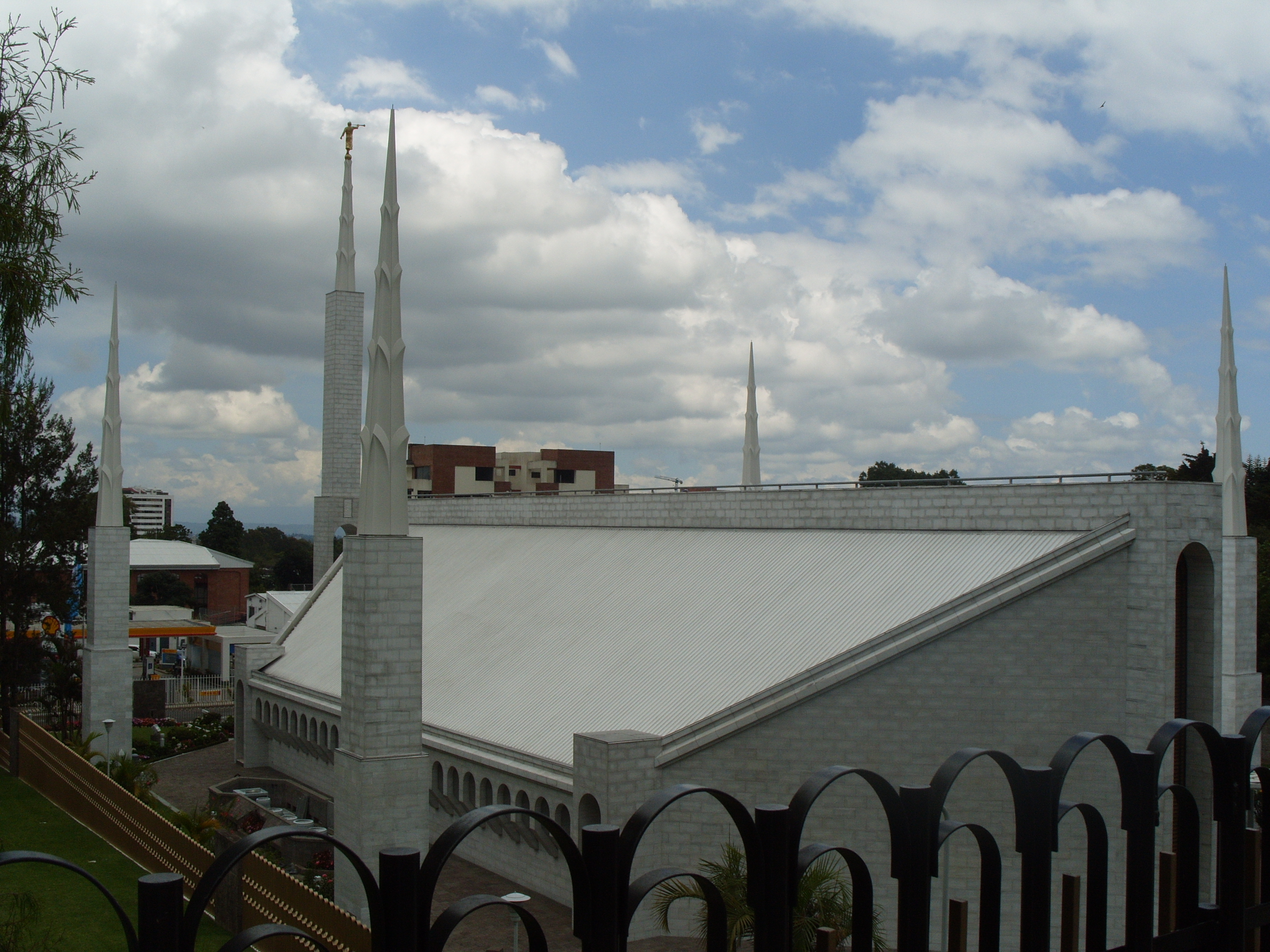
Templo de La Iglesia de Jesucristo de los Santos de los Últimos Días en la zona 15 de la Ciudad de Guatemala. La presencia de los mormones en Guatemala es considerable, contando con numerosas capillas y otro templo en la ciudad de Quetzaltenango.

El Monasterio Ortodoxo de la Santísima Trinidad-Lavra Mambré fue fundado el 30 de abril del año 1986 por Madre Inés Ayau García y Madre María A. La Iglesia Ortodoxa de Guatemala fue establecida legalmente en el año de 1995, siendo establecida por Antonio Chedraoui, Arzobispo de México, Venezuela, Centro América y el Caribe, las monjas del Monasterio de la Santísima Trinidad y 25 miembros fundadores en el municipio de Amatitlán.
Actualmente en el territorio guatemalteco están presentes varias ramas de la Iglesia ortodoxa. La más numerosa es la Iglesia católica ortodoxa de Guatemala (ICOG) de 527 000 fieles, teniendo 1 monasterio y 334 templos en Guatemala y el sur de México, 12 sacerdotes, 250 ministros laicos, 14 seminaristas y 380 catequizadores, perteneciendo administrativamente al Patriarcado de Constantinopla. La Iglesia ortodoxa de Antioquía también tiene en Guatemala un monasterio con orfanato cerca de la capital y una parroquia.

## Sincretismo Religioso entre religiones mayas y cristianismo

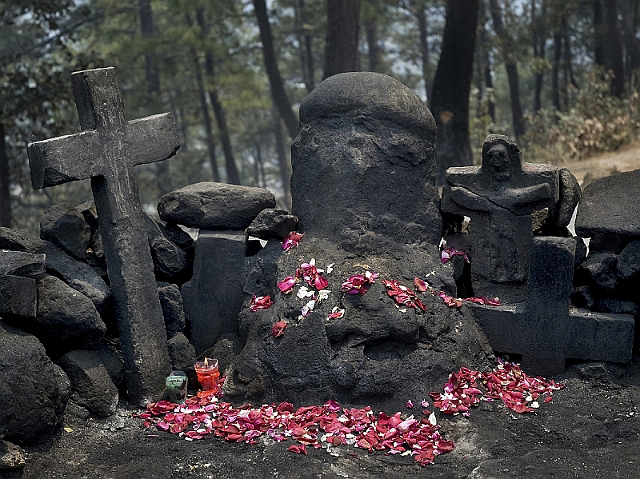
Cerro Pascual Abaj en Chichicastenango, que fuera doctrina de la Orden de Predicadores entre 1540 y 1754.

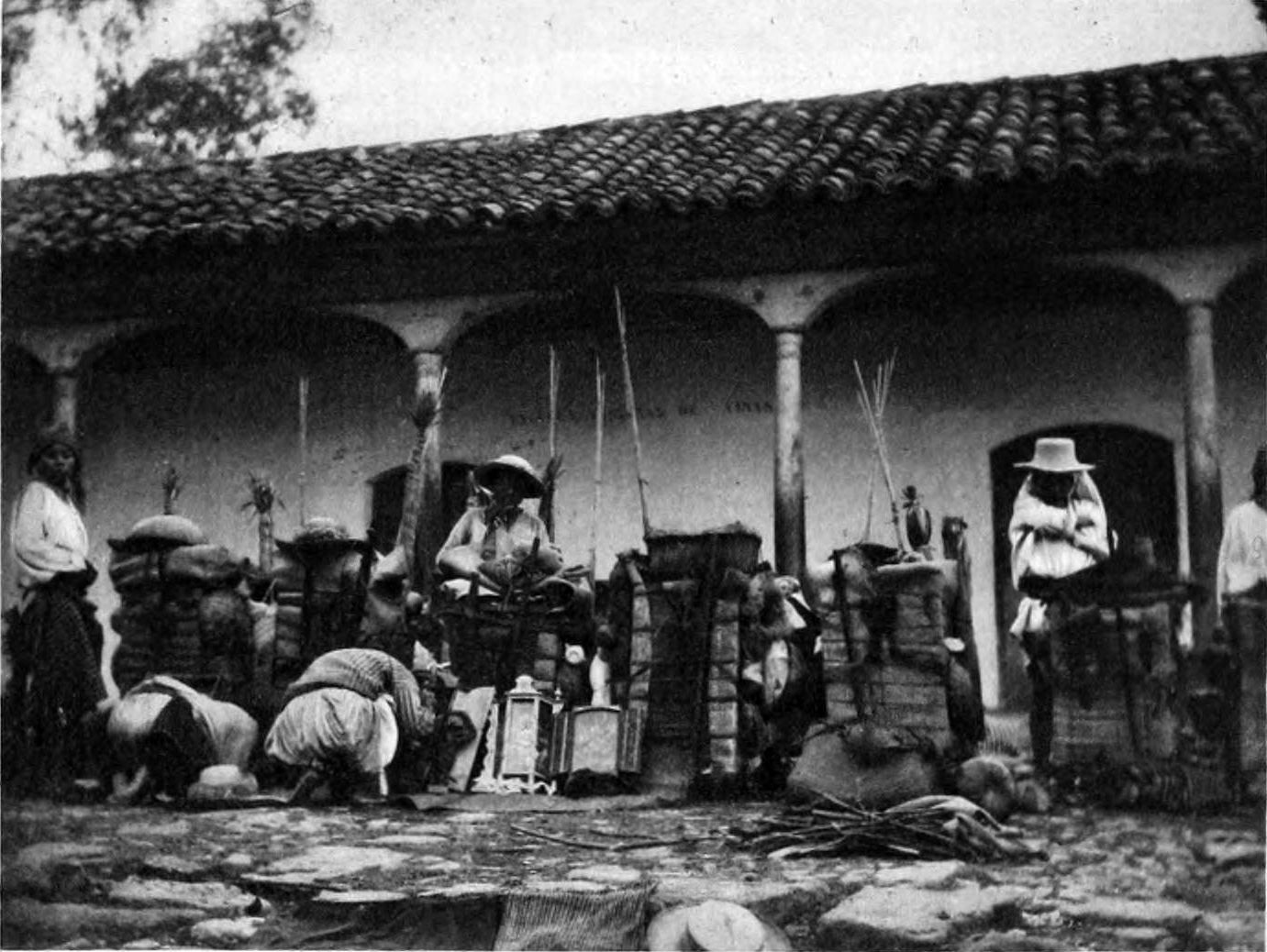
Indígenas de Panajachel preparándose para una ceremonia maya en honor al Cristo Negro de Esquipulas en 1892. Fotografía de Alfred Percival Maudslay.

Los conquistadores españoles pretendieron acabar con esto con el llamado «proceso de evangelización», sin embargo algunos indígenas no abandonaron del todo sus prácticas religiosas, así mismo los misioneros no condenaron toda manifestación cultural nativa, o al menos no lo hicieron con lo que consideraron bueno de las mismas, dando como resultado la supervivencia de algunas prácticas ancestrales "mayas" pero con un nuevo sentir plenamente cristiano a la vista de los evangelizadores. Así se fusionaron elementos de estas dos religiones creando un sincretismo religioso, es difícil discernir quienes tomaron esto como paganismo "escondido" bajo apariencia cristiana y quienes lo vivieron como Inculturación del evangelio.
Un ejemplo de la inculturación del cristianismo por parte de los misioneros son las Danzas y bailes étnicos de Guatemala que fueron creadas por los frailes dominicos, para auxiliarse en la catequización de los indios en la época de la conquista. Así mismo, los elementos mayas son usados por devotos católicos durante las procesiones de Semana Santa o las elaboraciones de altares utilizando maíz y otros frutos que también son comunes en las ceremonias y rituales oficiados por sacerdotes mayas indígenas. Esta mezcla se da en la mayoría de municipios del occidente guatemalteco. Chichicastenango es el municipio donde se da más el sincretismo religioso maya-católico.
En 1892, el arqueólogo inglés Alfred Percival Maudslay y su esposa, Anne Maudslay, visitaron Guatemala y la recorrieron por varios meses; mientras estuvieron en Panajachel —donde hubo un convento [franciscano]][169]
Con el paso de los años y con los avances de los medios de transporte y comunicación el número de peregrinos y la devoción al Señor de Esquipulas se convirtió en la «Capital Centroamericana de la Fe». En 1956 el Papa Pío XII erigió la Prelatura Nullius del Cristo de Esquipulas, la cual está conformada por el Municipio de Esquipulas y tiene como sede Catedralicia el Santuario de Esquipulas. El Papa también nombró como Primer Prelado de Esquipulas al Arzobispo Rossell y Arellano. Una de las primeras preocupaciones de Rossell fue la búsqueda de una comunidad de religiosos que se hicieran cargo de la atención pastoral del Santuario; luego de muchas iniciativas fallidas logró encontrar el apoyo de la Abadía Benedictina de San José en Lousiana, Estados Unidos El Domingo de Ramos de 1959 llegaron los tres primeros monjes benedictinos a Esquipulas comenzaron así la fundación del Monasterio Benedictino de Esquipulas. Tomando en consideración muchos aspectos religiosos, culturales e históricos el Beato Papa Juan XXIII aceptó la petición realizada por el obispo Rossell Arellano y elevó el Santuario de Esquipulas al rango de «Basílica Menor de Esquipulas» en 1961.
El 6 de enero de 1960 el arzobispo de Guatemala Mariano Rossell y Arellano devolvió el complejo de San Francisco a los frailes franciscanos. quienes en 1961, en medio de mucha polémica, iniciaron la reconstrucción del templo, la cual concluyó en 1967. Los franciscanos contaron con la ayuda del presidente general e ingeniero Miguel Ydígoras Fuentes, y de los miembros del Comité Pro Reconstrucción de la Iglesia. En este templo se encuentra la Virgen de los Reyes, la Inmaculada Concepción.

### Devociones Marianas en Guatemala
Guatemala fue la primera nación del mundo que celebró formalmente la fiesta litúrgica católica de la coronación de la Santísima Virgen en su advocación de Reina de todo el Universo.
Entre las devociones más destacadas a la Virgen María se encuentran: Nuestra Señora del Rosario, Nuestra Señora del Carmen y Nuestra Señora de Guadalupe.

#### Nuestra Señora del Carmen
La devoción a la Virgen del Carmen en Guatemala es extendida, contando con varios templos dedicados a su advocación en la Ciudad Capital, siendo el principal el Santuario del Cerrito del Carmen, lugar del asiento original de la Capital de Guatemala en su cuarto traslado en 1776. La imagen de la Virgen del Carmen fue traída a Guatemala en el siglo xvii. La leyenda cuenta que santa Teresa de Ávila quiso que esta imagen fuera llevada al Nuevo Mundo, augurando que a sus pies se levantaría una gran ciudad; la misma fue entregada por las carmelitas de Ávila (España) a Juan de Corz, quien venía al Nuevo Mundo como ermitaño. Así, la Virgen del Carmen, se convirtió en la primera huésped y patrona del Valle que pasó a llamarse "Valle de la Virgen", donde más de un siglo después se fundaría la Nueva Guatemala de la Asunción, actual capital de la República de Guatemala.

#### Nuestra Señora del Rosario
La talla de la Nuestra Señora del Rosario, fue mandada a esculpir por el dominico Fr. Lope de Montoya y bendecida en 1592, esta ha sido venerada en Guatemala por más de 4 siglos. En el año 1969 el Papa Pablo VI en Bula Papal, elevó el Templo de Santo Domingo a la dignidad de Basílica Pontificia de Nuestra Señora del Rosario, por reconocer que en ella se venera de forma extraordinaria y pública a la "Reina y Patrona de toda la jurisdicción de Guatemala". La coronación de la imagen debió hacerse al aire libre pues no se halló ningún templo lo suficientemente grande para albergar a la multitud.

## Otras religiones

### Masonería

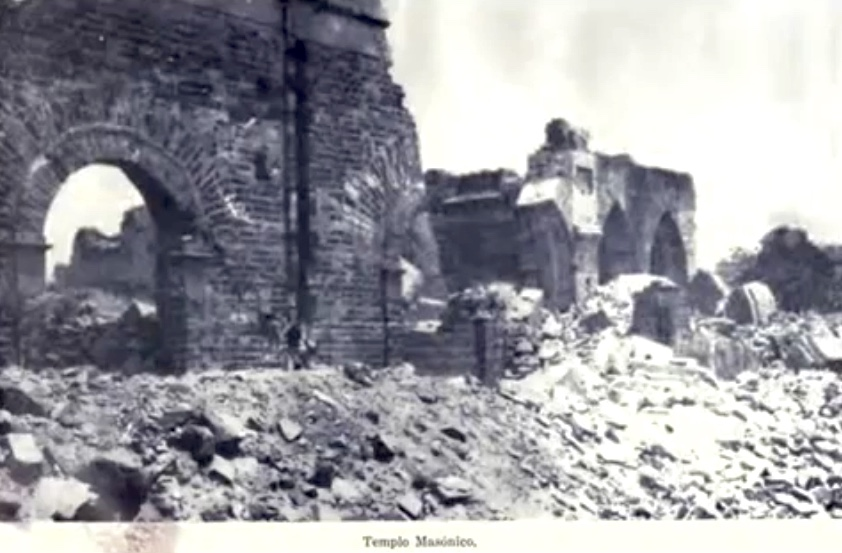
Ruinas del templo Masónico de la Ciudad de Guatemala luego del terremoto de 1917-18.

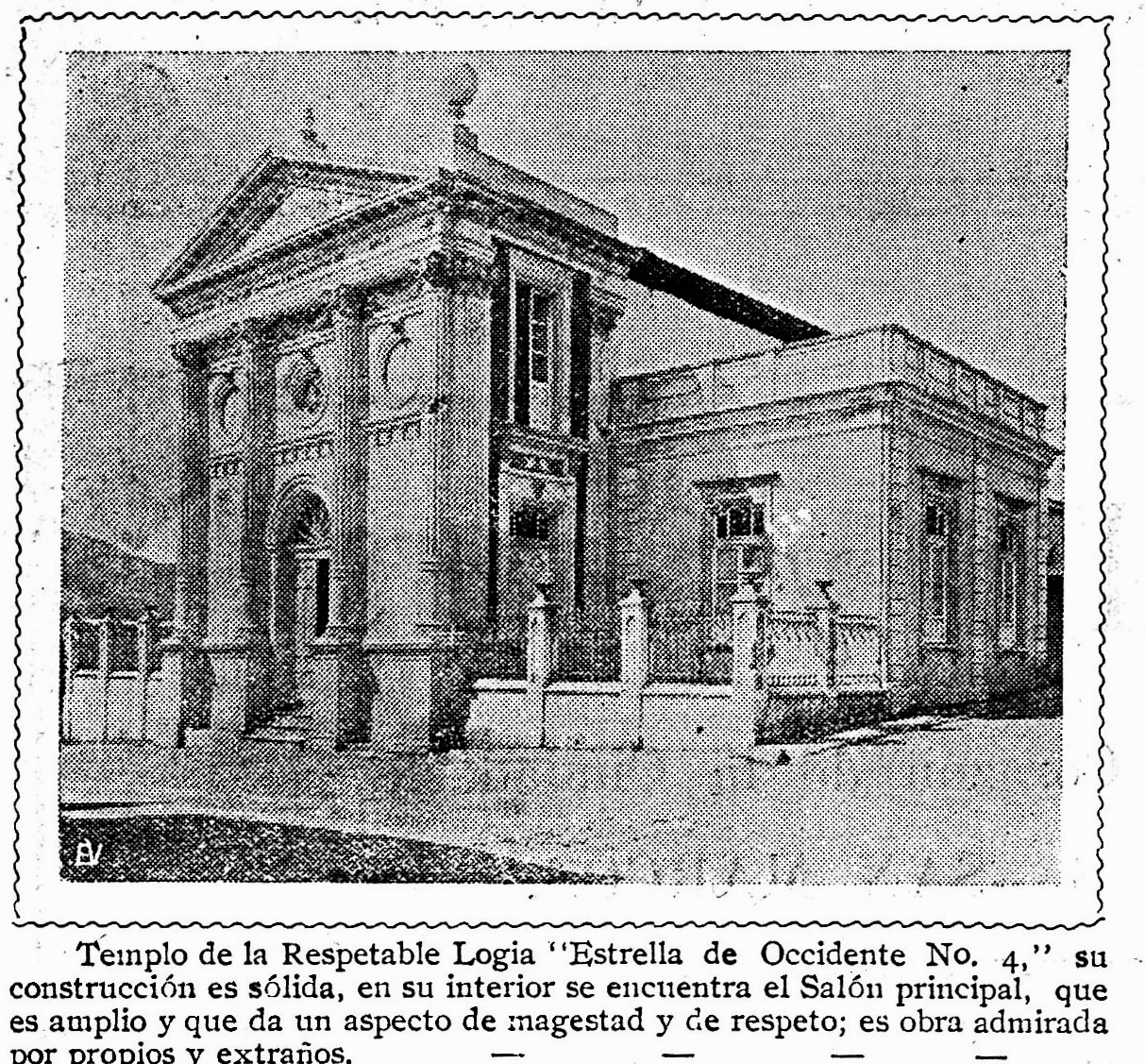
Templo Masónico N.º 4 de Occidente en San Marcos en 1925. Fotografía de Periódico Palingenesis.

Tras la independencia de 1821 hubo varios grupos sociales que no vacilaron en abrazar la nueva religión laica de los masones, proscritos por la Iglesia católica, y se autodenominaron librepensadores. Entre ellos estuvo el conservador José Cecilio del Valle y el liberal José Francisco Barrundia y Cepeda.
La Francmasonería se define clásicamente como una institución universal, esencialmente ética, filosófica e iniciática, cuya estructura fundamental la constituye un sistema educativo, tradicional y simbólico, a la cual se ingresa por medio de la Iniciación. Está fundada en el sentimiento de la Fraternidad, y constituye el centro de unión para los hombres de espíritu libre de todas las razas, nacionalidades y credos. Como institución docente, tiene por objeto el perfeccionamiento del hombre en el medio en que vive y el de la humanidad y promueve la búsqueda de la verdad. Los masones se tratan como hermanos y consideran su asociación, libremente consentida a título individual, como una Alianza de hombres libres que desean progresar y desarrollarse interiormente.
Históricamente, la masonería en América Latina ha sido considerada como precursora de las luchas independendistas y revolucionarias, hasta el punto de que grandes aportaciones a la división geográfica-política se habría debido a la gran influencia de francmasones; sin embargo, estudios posteriores han demostrado que esto no fue del todo verídico, aunque los liberales opuestos al poder político y económico de la Iglesia Católica abrazaron la masonería, pese a que las logias tienen contemplado, en principio, evitar temas de política y religión. La primera logia centroamericana se fundó en 1865y en 1870 se creó el Supremo Consejo del Rito escocés Antiguo y Aceptado para la América Centraly cuyo asiento se estableció en Costa Rica, siendo su primer Soberano Gran Comendador Francisco Calvo.
Uno de los principales personajes de la masonería centroamericana es el general liberal hondureño Francisco Morazán, a pesar de que él mismo no fue Masón -puesto que murió fusilado en 1842, mientras que la primera logia centroamericana se fundó en 1865. El gobierno liberal que impuso en la Federación Centroamericana se caracterizó por atacar los intereses económicos y políticos de la Iglesia Católica, la cual estaba íntimamente ligada al poder estatal y a los miembros del grupo conservador del Clan Aycinena. La política impulsada contra los intereses del catolicismo estuvo basada en estos principios:
- Declarar que el matrimonio debería de ser secular
- Introdujo el divorcio
- Expulsó a las órdenes regulares y suprimió los seminarios tridentinos[226]
- Proclamó que todas la religiones eran iguales
- Introdujo la separación de Iglesia y Estado en Centroamérica[224]

Se ha hecho ver también que incluso el escudo de las Provincias Unidas del Centro de América incluye el triángulo debido a la influencia Masónica entre los liberales.

Tanto hizo Morazán para reducir el poder absoluto de la Iglesia Católica, que la primera logia Masónica de Honduras se llamó Logia «Francisco Morazán» N.º 14 cuando fue fundada en 1898 -aunque luego se llamó Logia «Igualdad» a partir de 1922- y el mismo Morazán fue declarado «Benemérito de la Masonería en Honduras» el 20 de mayo de 1942 -aunque estudios contemporáneos han demostrado que el decreto por el cual la logia lo declaró benemérito adolecía de varias inexactitudes históricas. Dichos estudios concluyeron que no hay evidencias fehacientes de que Morazán haya sido un autético Masón, debido a que no existían logias ni iniciados en Centroamérica mientras vivió.
Posteriormente, entre los presidentes de Guatemala hubo varios masones de alto grado:
- Justo Rufino Barrios[188]
- José María Reyna Barrios: Durante su gestión, Reyna Barrios se preocupó por la cultura de Guatemala, llevando a Guatemala a varias compañías de teatro. El 8 de febrero de 1898, cuando se dirigía visitar a una de las actrices de dichas compañías llamada Josefina Roca, fue asesinado por Edgar Zollinger, ciudadano británico de origen suizo y que radicaba en Guatemala, en donde trabajaba para Juan Aparicio, hijo en las fincas que tenía en Quetzaltenango. Curiosamente, el presidente fue asesinado a las 8 de la noche, en la 8 calle, frente a la casa número 8, nomenclatura antigua.[230] Por su parte, Zollinger, fue muerto a golpes por la policía a pocas cuadras de donde había ocurrido el crimen. Cuando el cadáver de Zollinger yacía tendido en la esquina de la 10.ª Calle y 5.ª Avenida, se acercó el gendarme Emilio Ubico[aq] y apartando a los curiosos disparó un tiro a la cabeza del cadáver.[231] El General Reyna Barrios fue sepultado en las catacumbas de la Catedral Metropolitana de la Ciudad de Guatemala, con autorización del arzobispo Ricardo Casanova, a pesar de que Reyna Barrios era un Masón de alto grado.[232][233]
- Lázaro Chacón: general que quiso introducir la doctrica educativa del teosofismo a Guatemala.[188]
- Carlos Manuel Arana Osorio: Carlos Arana Osorio fue militar de escuela y director de la Escuela Politécnica de Guatemala, político anticomunista y Masón, alcanzando el grado 33, último del Rito escocés Antiguo y Aceptado.[ar] Además, era Caballero del Collar de la Orden Militar del Santísimo Salvador y Santa Brígida de Suecia y Gran Maestro Honorario.
- Ramiro de León Carpio[188]

Otros personajes renombrados en Guatemala también pertenecieron a la logia:
- Lorenzo Montúfar y Rivera: incluso fue secretario adjunto del Supremo Consejo Centroamericano residente en Guatemala para el período Masónico del 1 de marzo de 1898 y el 1 de marzo de 1903,[234] aunque no pudo ejercer su puesto pues falleció en 1898.

### Judaísmo
En Guatemala existen pequeñas comunidades de judíos -aproximadamente mil doscientos practicantes- que tienen sus propias sinagogas, musulmanes -aproximadamente mil practicantes- con dos mezquitas en el país. Así mismo, se cuenta con feligreses budistas en una pequeña minoría.[cita requerida]

## Irreligión
La irreligión en Guatemala no es un fenómeno reciente. Ha existido desde que el estado se separó de la Iglesia católica durante el gobierno del liberal Justo Rufino Barrios en 1882. Históricamente, la religión dominante ha sido la católica, sin embargo, por disturbios políticos y sociales además de la creciente globalización y modernización que ha afectado la sociedad a partir de la segunda mitad del siglo XX, esta causó una metamorfosis de la Iglesia evangélica, pero también de la secularización, o sea un creciente número de personas sin religión dentro de los que se empezaron a identificar como ateos o Agnósticos. 
Desde un punto de vista social, la secularización o irreligión, es más popular dentro de la población ladina (mestizos y blancos) que dentro de la población maya que es más religiosa, según un estudio realizado por el ENSMI en 2002, el 16 % de la población ladina no es religiosa mientras que el 9 % de la población maya también pertenece a esa categoría, esto lo explica la antropóloga Claudia Dary diciendo que la población maya se ve mucho más afectada dentro del marco de la pobreza, el 80 % de ellos están sumergidos en ella mientras en la población no maya es el 36 %, lo cual de cierta forma les lleva a creer en un ser superior para consolar todas sus necesidades espirituales y materiales. La tendencia sobre la irreligión también varía en otros aspectos, en edad, esta es más popular dentro de las personas entre los 45 y 64 años de edad así como dentro de los menores de 25 años, también es más común dentro de los hombres que dentro de las mujeres.